# Geschichte des Tennis

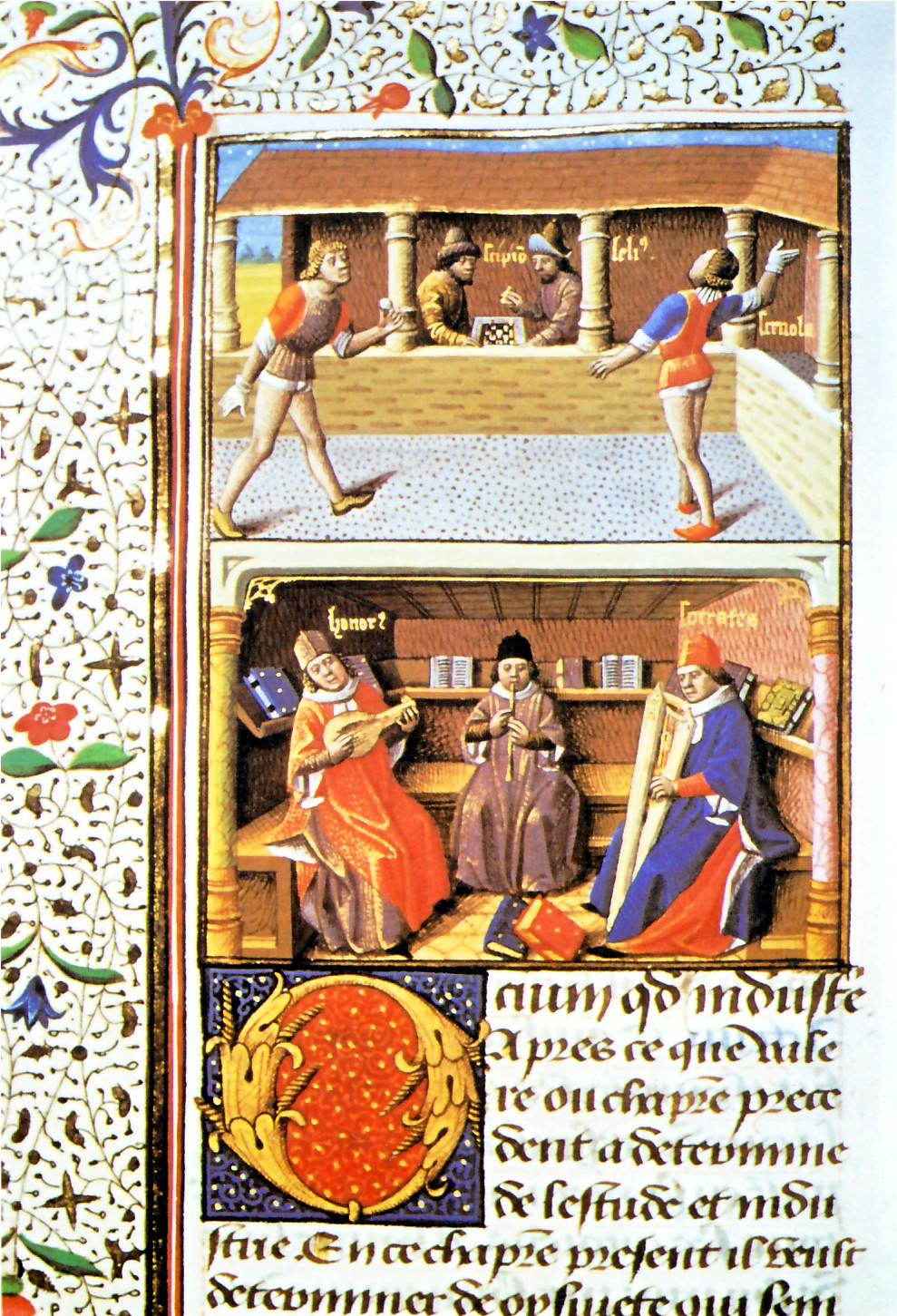
Tennis in einer französischen Buchillustration, um 1400

Die Geschichte des Tennis umfasst die Entwicklung der Sportart Tennis vom Hochmittelalter bis zur Gegenwart. Sie lässt sich bis zu französischen Klöstern des Mittelalters zurückverfolgen. Aus einem frühen, unter Mönchen verbreiteten Rückschlagspiel entwickelte sich das Jeu de Paume, das in den Ballhäusern des 16. und 17. Jahrhunderts vor allem in Frankreich und England eine Blütezeit erlebte und bei Adel und Bürgertum beliebt war. Von der einfachen Bevölkerung wurde es im Freien gespielt, woraus im Laufe der Zeit weitere Spiele wie das Pelota entstanden sind.
In den 1870er Jahren wurde in Großbritannien das moderne Rasentennis erfunden, das sich zunächst in Europa, den Vereinigten Staaten und den Kolonien des Britischen Weltreichs verbreitete. Bereits um die Jahrhundertwende wurden in Europa Tennisturniere mit internationaler Beteiligung veranstaltet. 1900 fand mit dem Davis Cup der erste Länderwettkampf im Tennis statt. 1923 einigte sich der zehn Jahre zuvor gegründete Internationale Tennisverband auf die vier bis heute wichtigsten Grand-Slam-Turniere. Die Beschränkung auf Amateure im Vereins- und Turnierbetrieb, die in den Jahrzehnten nach dem Zweiten Weltkrieg zunehmend in die Kritik geraten war, wurde 1968 weitgehend abgeschafft. Der Beginn der „Open Era“ und die damit einhergehende Kommerzialisierung revolutionierte das Tennis in vielen Bereichen und verhalf dem bis dahin exklusiven Sport zum Durchbruch in weite Teile der Gesellschaft. Heute zählt Tennis zu den bedeutendsten Sportarten weltweit.

## Begriffsgeschichte
Eine der frühesten Erwähnungen des Begriffs Tennis findet sich in einem Dokument der Stadt Canterbury aus dem Jahr 1396. Darin wird ein gewisser William Terrey angeklagt, weil er zugelassen hatte, dass auf seinem Grundstück „le Closhe and le Tenesse“ gespielt wurde. Zudem taucht der Begriff in einer zwischen 1367 und 1370 erstellten Chronik des florentinischen Autors Donato Velluti auf. Dieser erwähnte 500 französische Ritter, die in der Schlacht bei Altospacio am 23. September 1325 ihr Leben ließen und fügte hinzu, dass man in jener Zeit mit dem Tennisspiel begonnen habe („in quello tempo si cominciò di qua a giucare a tenes“).
Im Laufe der Zeit wurden verschiedene Herleitungen des Begriffs vorgeschlagen; so unter anderem von einer untergegangenen Stadt namens Tennis im Nildelta, den französischen Städten Tennois oder Sennois, vom deutschen Begriff Tenne oder von lateinisch taenia („Band“). Heute wird allgemein angenommen, dass sich Tennis vom französischen Tenez! im Sinne von „Nehmt/Haltet den Ball!“ ableitet. Dies war vermutlich in früherer Zeit ein Warnruf, um seinem Gegner den Aufschlag anzukündigen, ähnlich dem Fore! im Golf. Belegt wird diese Variante unter anderem in dem 1617 veröffentlichten Wörterbuch Guide into Tones des englischen Sprachlehrers John Minsheu. Tennis, schreibt dieser, sei vom französischen Tenez abgeleitet, „which word the Frenchmen, the onely tennis players, use to speake when they strike the ball, at tennis.“ Daneben wird die These durch die mittelalterliche Ballade eines unbekannten Autors über die Schlacht von Azincourt (1415) gestützt, die in mehreren Versionen erhalten ist. In der Handschrift, die die Schlacht mit einem Tennisspiel vergleicht, wurde der Begriff „Holde“ (Haltet!) in einer anderen Version durch „Tenys“ ersetzt. Auch der englische Dichter John Audelay († 1426) schrieb in einer Ballade zur Lobpreisung der Taten Heinrichs V.: „And taht Franchemen to plai at the balle, with tenes hold he ferd ham halle“ („und lehrte den Franzosen das Ballspiel, mit Tenez! Haltet! erschreckte er sie alle“).

## Tennis in Mittelalter und Früher Neuzeit

### Anfänge
Der Ursprung des Tennissports liegt vermutlich in nordfranzösischen Klöstern des Hochmittelalters. Eine erste Erwähnung findet sich in dem zwischen 1219 und 1223 vom Zisterziensermönch Caesarius von Heisterbach verfassten Dialogus miraculorum. Darin beschreibt er eine sich in der Hölle abspielende Szene, in der zwei Mannschaften von Dämonen sich den Ball, eine Menschenseele, mit der Handfläche zuprellen. Caesarius will diese Geschichte 24 Jahre zuvor von Hermann von Marienstatt, dem Gründerabt der Klöster Heisterbach und Marienstatt, erfahren haben, der sich wiederum auf einen angeblichen Augenzeugen der Szene, Pierre, den Abt des Klosters Morimond, berufen habe. Wenn die Geschichte auch offensichtlich der Phantasie eines Beteiligten entsprungen ist, so sind doch Hermann und Pierre historisch verbürgte Persönlichkeiten. Zuvor hatte bereits der Theologe Johannes Beleth in der vor 1165 entstandenen Summa de ecclesiasticis officiis eine um sich greifende „Unsitte“ in französischen Klöstern wie Reims beklagt – das Ballspiel, dem sich nun auch Bischöfe und Erzbischöfe hingeben würden. Um was für eine Art von Ballspiel es sich dabei handelte, beschreibt Beleth allerdings nicht.

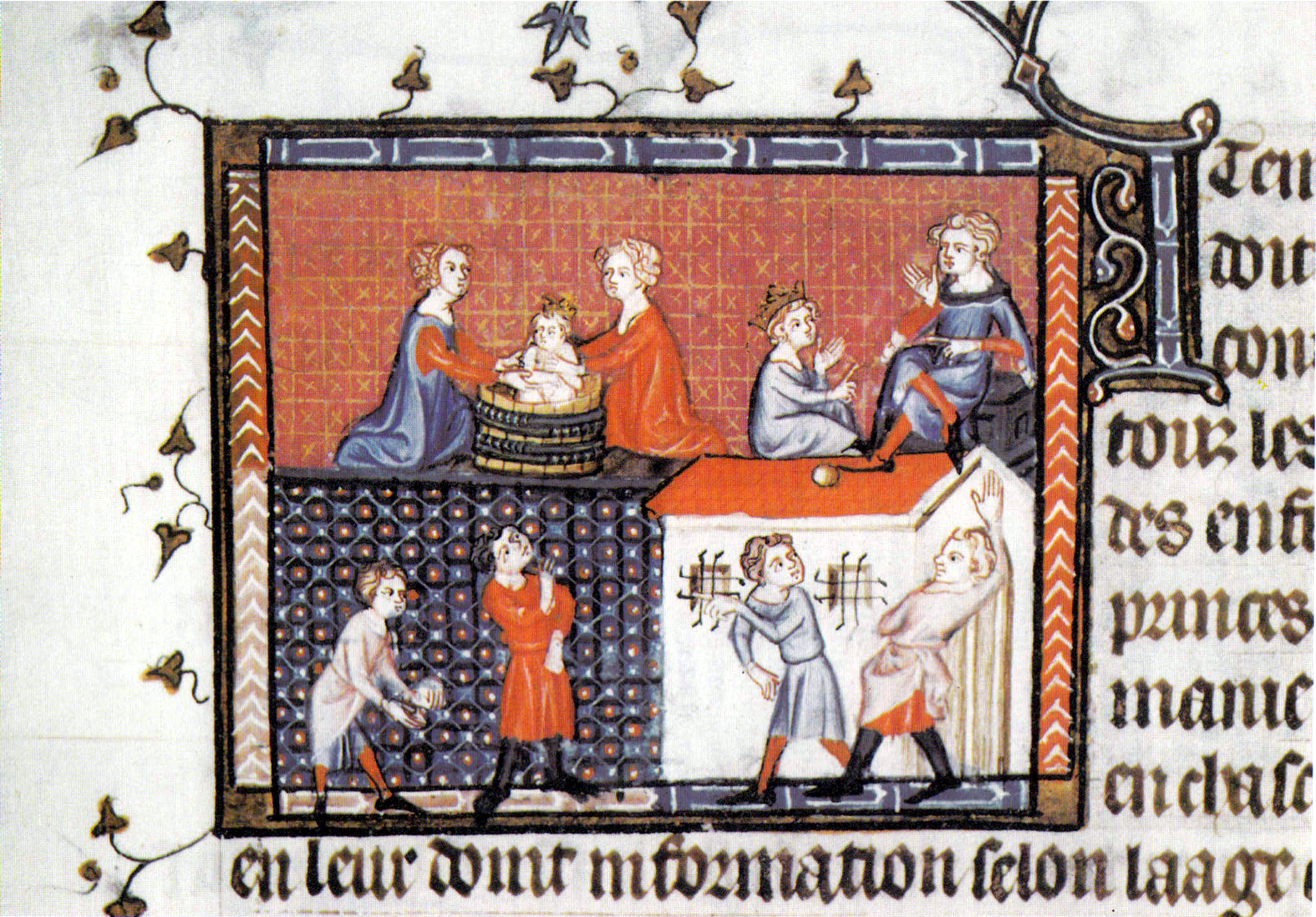
Tennisunterricht am Hof Karls V. von Frankreich (ca. 1360)

Im weiteren 13. und 14. Jahrhundert ist ein solches Ballspiel (lat. ludus pilae, auch stophus) an Klöstern belegt. Es wurde ohne Schläger, ausschließlich mit der flachen Hand oder einem übergestreiften Handschuh, im Hof des Kreuzgangs gespielt. Punkte konnten vermutlich erzielt werden, indem man den Ball durch einen Torbogen der Galerie oder auch gegen andere Stellen der Klostermauern spielte. Hierzu bildete eine Mannschaft die Verteidiger des Torbogens, während die zweite Mannschaft, die Angreifer, versuchen mussten, den Ball ins „Tor“ zu spielen. Zur Angabe spielten die Verteidiger den Ball auf ein abgeschrägtes Dach der Galerie. Ein Netz war zum damaligen Zeitpunkt noch unbekannt.
Der Sporthistoriker Heiner Gillmeister vertritt die Ansicht, Tennis sei aus einer Frühform des Fußballs entstanden, welches damals vom einfachen Volk gespielt wurde und mit brutalen Schlägereien einherging. Ursprung des Fußballs wiederum sei eine Disziplin der ritterlichen Turniere gewesen, das sogenannte Pas d’armes, bei dem eine Gruppe von Rittern ein Burgtor oder einen ähnlichen Engpass gegen eine angreifende Gruppe verteidigen musste. Solche Turniere fanden häufig im Rahmen von Hochzeiten statt. Beim Volk, dem die Teilnahme an Ritterturnieren verwehrt war, sei bei Feierlichkeiten an die Stelle des Turniers ein Spiel getreten, bei dem ein Lederball unter reichlich Tritten und Schlägen durch das gegnerische Stadttor befördert werden musste. Davon inspiriert hätten nun Mönche einen friedlicheren Zeitvertreib erfunden, bei dem man den Ball durch einen Torbogen in ihrem Klosterhof spielen musste.
Weiter in die Geschichte zurückreichende Vermutungen sind zweifelhaft. Aus der Römerzeit sind Ballspiele wie das Trigon überliefert, das jedoch keine Verwandtschaft mit dem Tennis aufweist. Robert Henderson zufolge soll das Tennis, wie viele andere Ballsportarten, auf einen altägyptischen Fruchtbarkeitsritus zurückgehen. Die Existenz eines solchen ritualisierten Ballspiels lässt sich jedoch nicht belegen.

### Jeu de Paume

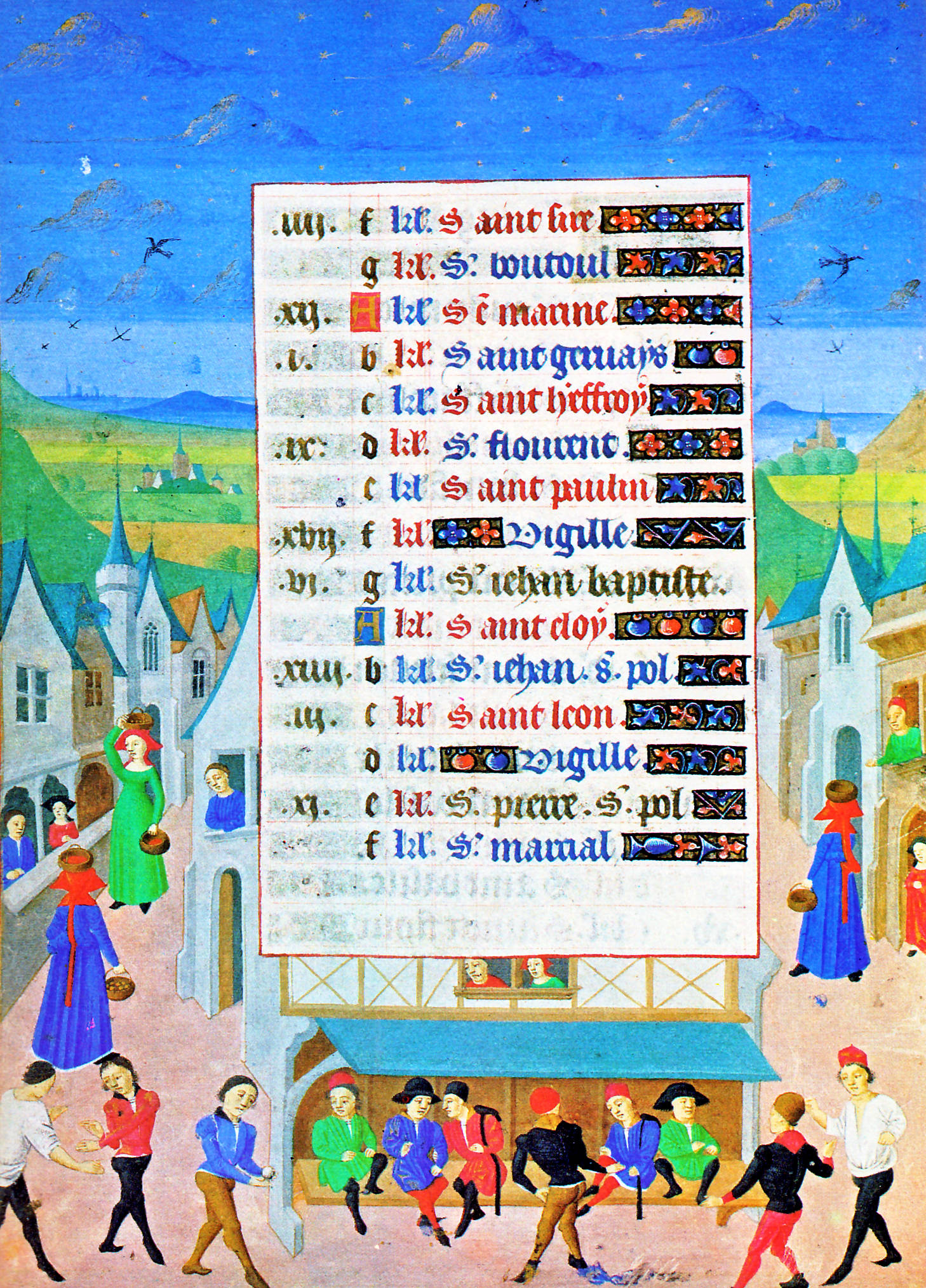
Jeu de Paume als Verzierung in einem Stundenbuch, Nordfrankreich, ca. 1450

Das Spiel verbreitete sich in Frankreich unter dem Namen Jeu de Paume („Spiel mit der Handinnenfläche“; kurz auch À la paume) und erreichte über Friesland und Flandern schließlich die Britischen Inseln, wo es als Tenesse, Tenetz, Tennise oder Tenys bezeichnet wurde. In den frühesten Erwähnungen aus Nordfrankreich wird es auch cache (von frz. chasse, dt. Schasse) genannt, in Flandern wurde daraus das caetsspel. Davon abgeleitet hielt sich in England und Schottland bis um 1600 auch die Bezeichnung caiche oder caitche. In Deutschland wurde es zum ersten Mal um 1450 in der Gegend um Köln von Mönchen als „kaetschen“ beschrieben. Die Bezeichnungen „Katsspel“ oder „Katzenspiel“ wurden in Norddeutschland bis zu Beginn des 19. Jahrhunderts verwendet, während man es im Süden schlicht als „Ball(en)spiel“ oder „Ballschlagen“ bezeichnete.
Im Laufe der Zeit beteiligte sich auch die Bevölkerung aus dem Umland am Spiel auf dem Klosterhof und verlagerte es schließlich in die Städte. Zentraler Bestandteil des Tennis wurden nun Wetten um hohe Geldbeträge. Über Klosterschulen, die Ausbildungsstätten des Adels, gelangte das Spiel in adelige Kreise, in denen man dazu überging, das Jeu de Paume in eigens dafür angelegte Säle zu verlegen. Neben der angestrebten Abgeschiedenheit vom einfachen Volk hatte dies auch die Vorteile, dass der Ball nicht mehr wegspringen konnte und man darüber hinaus vom Wetter unabhängig war. Durch die Einbeziehung der Wände entwickelte sich hier eine neue Variante, wodurch die Entwicklung des Spiels im Folgenden in zwei getrennte Richtungen verlief.

#### Im Ballhaus

##### Geschichte
Der Adel legte Tennisplätze zunächst in den nicht mehr zur Verteidigung benötigten Burggräben an. Später richtete man eigene Ballsäle in Schlössern ein. Die ersten Ballsäle (Sale della balla) wurden in norditalienischen Schlössern wie der Gonzaga bei Mantua oder der Este bei Ferrara eingebaut. Die Säle stattete man mit der Zeit mit verschiedenen, den Spielspaß steigernden Finessen aus. So fälschte ein senkrechter Wandvorsprung, das tambour, den Ball unvorhersehbar ab. Man ließ kleinere Fenster wie die grille (zugleich französische Bezeichnung der Craticula, des Gitterfensters eines Klosters), die lune (frz. „Mond“) oder das ais in die Wände ein, für deren Treffen man zusätzliche Punkte erhielt. Die Wände der Tennisplätze strich man schwarz, so dass der Ball besser zu sehen war. Hierfür verwendete man eine Mischung aus Rinderblut, Rindergalle und Asche. Die Maße waren von Platz zu Platz unterschiedlich. Im Durchschnitt hatten sie eine Länge von etwa 29 m und eine Breite von 9 m. Bei Schlossneubauten waren solche Ballsäle ab der zweiten Hälfte des 15. Jahrhunderts in der Planung bereits fest vorgesehen.

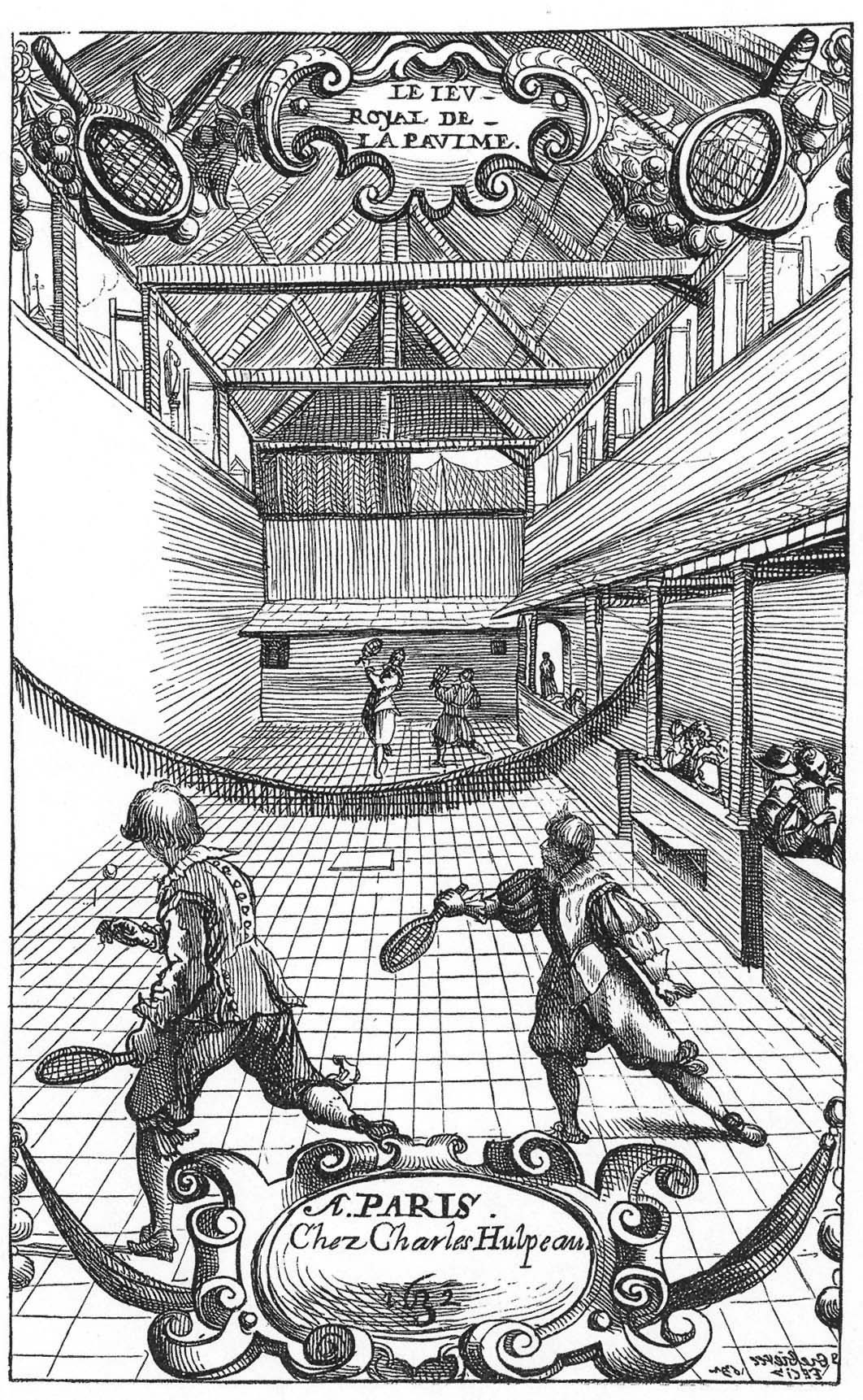
In einem Pariser Ballhaus, 17. Jahrhundert

Im Zusammenhang mit dem Jeu de Paume am Königshof sind eine Reihe von Anekdoten überliefert. Der französische König Ludwig X. soll 1316 gestorben sein, als er nach einem anstrengenden Spiel eine große Menge eiskalten Weines getrunken hat. Als der burgundische Herzog Philipp III. 1427 nach Paris reiste, befand sich in seinem Gefolge eine gewisse Margot aus Hennegau, die besser als alle Pariser Tennisspieler gespielt haben soll. Von Karl VIII. (1470–98) ist überliefert, dass er sich auf dem Weg zu einem Spiel den Kopf so heftig an einem Türsturz gestoßen hat, dass er kurz darauf verstarb. Dem schottischen König Jakob I. wurde ebenfalls das Tennisspiel zum Verhängnis; drei Tage vor seiner Ermordung am 21. Februar 1437 ließ er ein kleines Fenster an seinem Tennisplatz, das zur Reinigung des Aborts diente, zumauern, da dort immer wieder Bälle hineingefallen waren. Auf der Flucht vor seinen Verfolgern hob er in seinem Schlafzimmer eine Fußdiele aus und sprang in den Abort, konnte nun aber von dort nicht mehr fliehen und wurde schließlich gefasst.
Im 16. und 17. Jahrhundert erlebte das in Sälen gespielte Jeu de Paume seine Blütezeit. Die in Schlössern eingebauten Ballsäle wurden nun durch freistehende Ballhäuser abgelöst, die auf dem Schlossgelände und später in den Städten entstanden. Diese öffentlichen Ballhäuser wurden außer vom Adel auch von Handwerkern und dem Bürgertum besucht. Der Verwalter, der Ballenmeister (in England Keeper of the Tennis Plays), war zugleich Tennistrainer, Schiedsrichter und Gastwirt, und er stellte auch die Ausrüstung bereit.

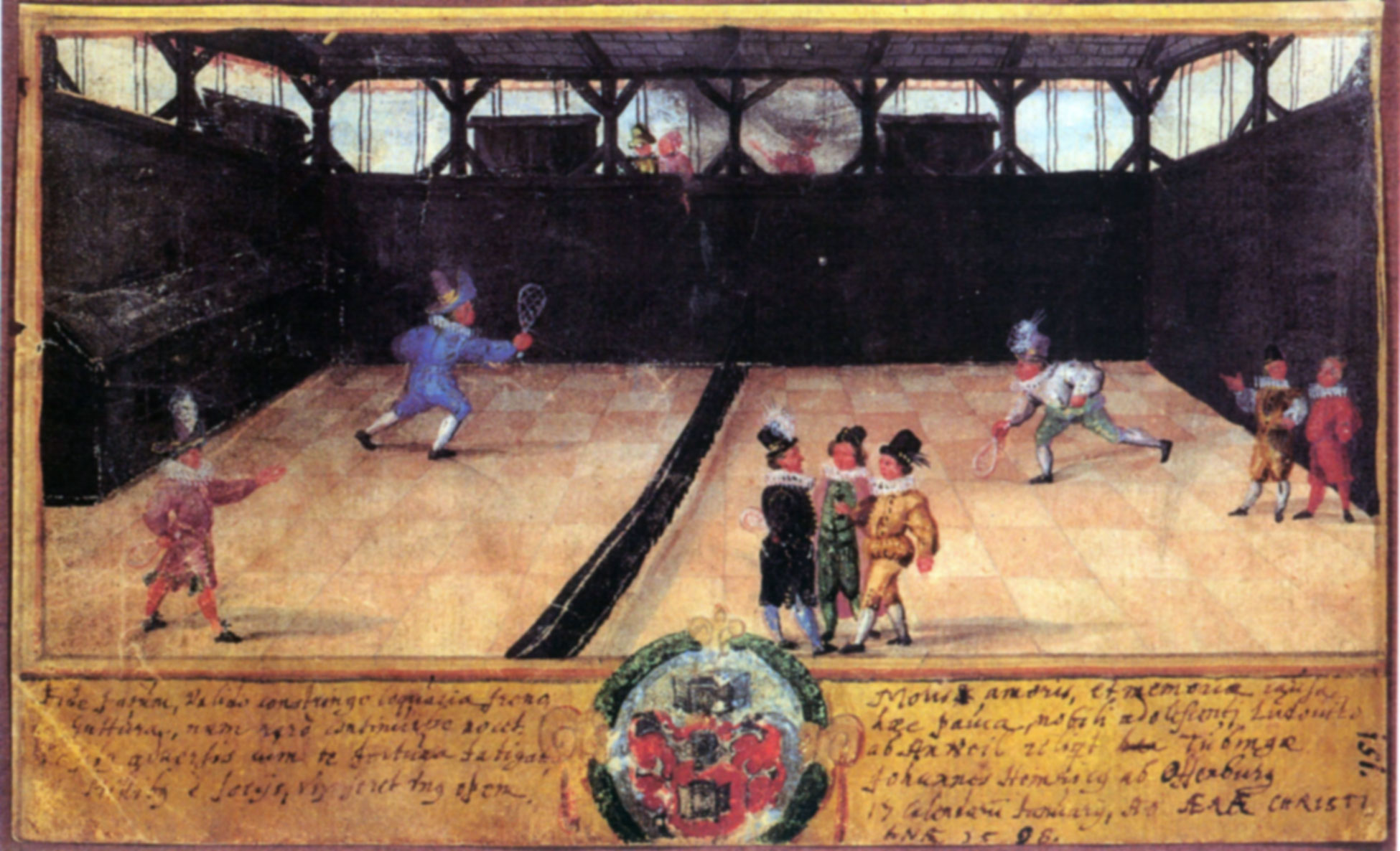
Tennis spielende Studenten, Tübingen, ca. 1598

Insbesondere in den romanischen Ländern und in England war das Jeu de Paume weit verbreitet. Allein in Paris, der damaligen „Hauptstadt des Tennis“ soll es um 1600 ganze 1.800 Plätze gegeben haben. Diese Zahl ist jedoch sicher zu hoch gegriffen, belegt sind etwa 120. In London und Antwerpen gab es zu jener Zeit etwa 15 Plätze, in Rom 18, und in Florenz zwölf. Der englische Reisende Robert Dallington berichtete 1598, es gebe in Frankreich noch in der kleinsten Stadt einen Tennisplatz. In Paris gab es spezialisierte Handwerker (paumiers), die zunächst Bälle, später auch Schläger herstellten und die Zunft der paumier-raquetier bildeten. Im deutschsprachigen Raum waren Ballhäuser wesentlich seltener, die gesamte Zahl wird auf nur etwa 50 Plätze geschätzt, davon die meisten in Süddeutschland. Der spätere deutsche Kaiser Ferdinand I. ließ um 1520 ein Ballhaus in die Wiener Hofburg einbauen. Auch an Universitäten wurden Ballhäuser für Professoren und Studenten eingerichtet, beispielsweise in Poitiers, Orléans, an den Universitäten von Oxford und Cambridge sowie am Tübinger Collegium illustre. Tennisspieler waren unter anderem der französische König Franz I. (1515–47), der den Ballhausbau vorantrieb, und sein Nachfolger Heinrich II. (1519–59). In England wurde Tennis von Heinrich V. (1387–1422) und Heinrich VIII. (1491–1547) gespielt. Im Hampton Court Palace ist ein zwischen 1526 und 1529 gebauter Tennisplatz von Heinrich VIII., 1628 in seine heutige Form umgebaut, erhalten. Mit dem Aufkommen des Buchdrucks wurden das Jeu de Paume auch in mehreren Schriften abgehandelt. Erasmus von Rotterdam empfahl das Tennisspiel insbesondere wegen seiner gesundheitsfördernden Wirkung. Der italienische Priester Antonio Scaino aus Salò riet in seinem 1555 veröffentlichten Buch Trattato del Giuoco della Palla zur Ausübung des Jeu de Paume. Er fertigte detaillierte Skizzen von Tennisplätzen, unter anderem eines Saals im Louvre, an.
In den ersten Jahrzehnten des 17. Jahrhunderts verbreiteten sich Ballhäuser auch im mittleren und nördlichen Deutschland sowie in Skandinavien. Ein Ballhaus zählte nun zur notwendigen Infrastruktur einer Universitäts- oder Residenzstadt. 1659 wurde auch in New York ein Platz erwähnt.
Mit Beginn des 16. Jahrhunderts kamen in Paris die ersten Schläger auf, um die stark beanspruchten Handflächen zu entlasten. Sie bestanden zuerst aus massivem Holz (ähnlich dem heutigen Strand-Tennis) oder sie waren mit Pergament bespannt. 1539 verwendete man jedoch in Paris bereits Darmsaiten zur Bespannung. Inspiriert von der Schlägerbespannung kreierte Caterina de’ Medici die Haarmode coiffure en raquette. Der Gebrauch von Schlägern setzte sich jedoch erst langsam durch, Ende des 16. Jahrhunderts wurde auch noch mit der Handfläche gespielt. Die Bälle bestanden aus Leder und waren mit Wolle oder Haaren gefüllt.

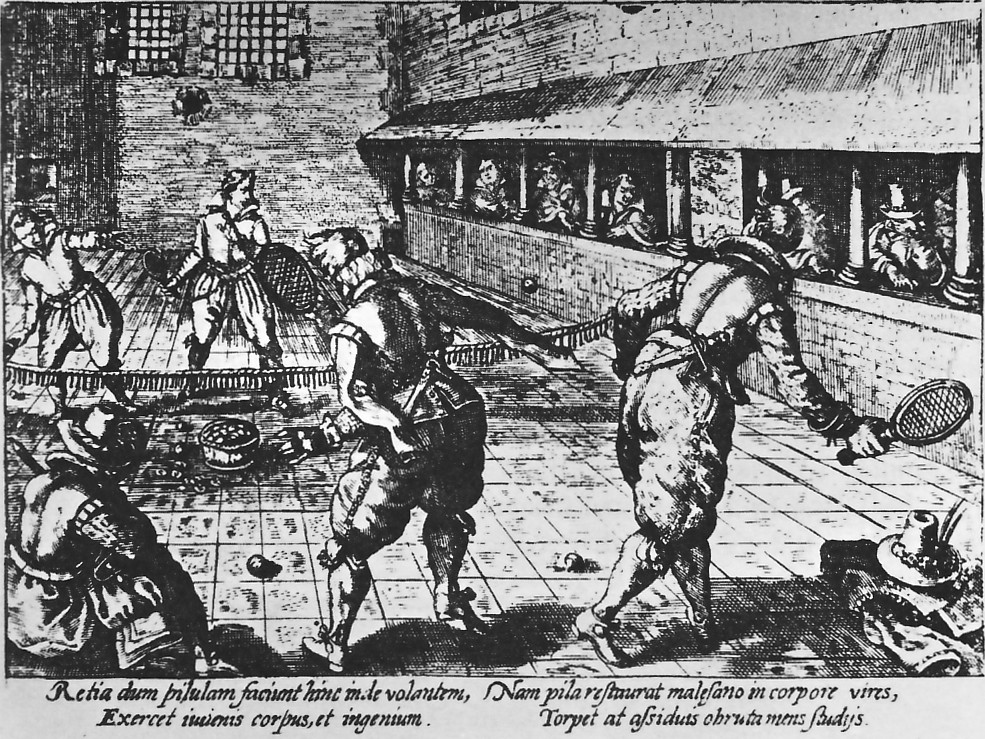
Studenten in Straßburg, 1618

Ungefähr in dieselbe Zeit wie die Verwendung der ersten Schläger fällt auch das Aufkommen eines Vorläufers des Netzes. In einem Gedicht von Jean Molinet aus dem Jahr 1492 wird zum ersten Mal eine Schnur erwähnt, die zwischen den Spielern gespannt wurde. Es galt nun die Zusatzregel, dass der Ball über die Schnur gespielt werden musste. Um Streit zu vermeiden, ob ein Ball ober- oder unterhalb der Schnur gespielt worden war, befestigte man an der Schnur kleinere, zum Boden reichende Kordeln.
Das Spiel war über lange Zeit ein Mannschaftssport, der mit unterschiedlich vielen Teilnehmern gespielt wurde. Im Laufe des 15. Jahrhunderts scheint sich jedoch eine „Standardformation“ von drei Spielern pro Mannschaft herausgebildet zu haben.
Auch in Shakespeares Drama Heinrich V. (1599) findet Tennis Erwähnung. König Heinrich erhält vom französischen Kronprinzen einen Korb mit Tennisbällen, der damit Heinrichs Anspruch auf den französischen Thron angesichts seines jugendlichen Alters verspottet. Heinrichs wütende Antwort enthält eine Reihe von Anspielungen auf das Tennis seiner Zeit:

“When we have match’d our rackets to these balls,

We will in France, by God’s grace, play a set

Shall strike his father’s crown into the hazard.

Tell him he hath made a match with such a wrangler

That all the courts of France will be disturb’d

With chaces.”

„Wenn wir zu diesen Bällen die Raketten

Erst ausgesucht, so wollen wir in Frankreich

Mit Gottes Gnad’ in einer Spielpartie

Des Vaters Kron’ ihm in die Schanze schlagen;

Sagt ihm, er ließ sich ein mit solchem Streiter,

Daß alle Höfe Frankreichs ängstigen wird

Der Bälle Sprung.“

Set ist der heute noch gebräuchliche Satz, als hazard wurde die Seite der retournierenden Mannschaft bezeichnet und bei chace handelte es sich um eine Besonderheit des Jeu de Paume, die Schasse (s. u.).

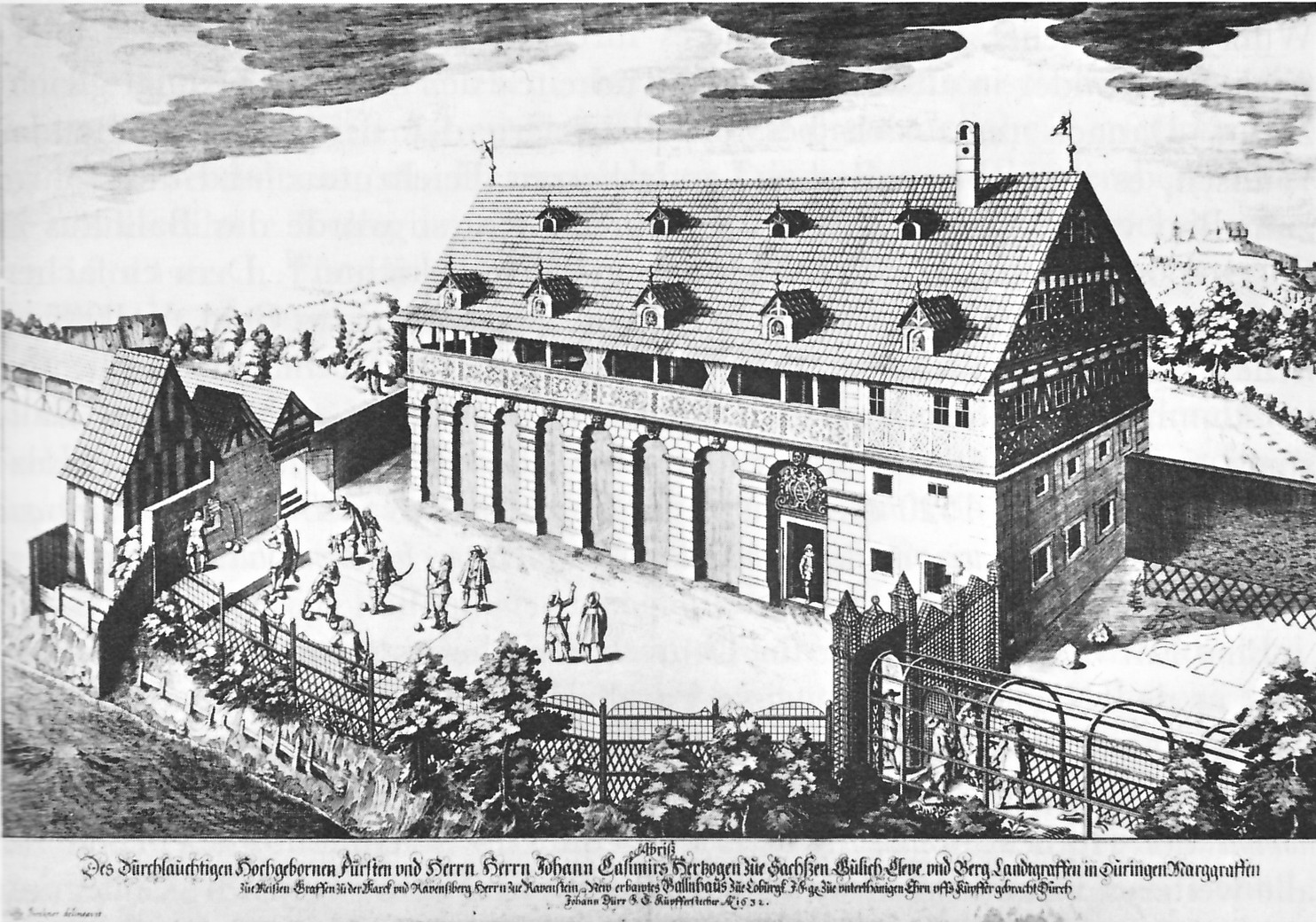
Ballhaus von Coburg (1632)

Ab der zweiten Hälfte des 17. Jahrhunderts verlor das Spiel an Bedeutung. In Paris schrumpfte die Zahl der Plätze bereits um 1700 auf zehn, wenige Jahre vor der Französischen Revolution zählte man in ganz Frankreich nur noch 54 Plätze. Was den Niedergang genau verursachte, ist nicht eindeutig geklärt, er scheint mehrere Gründe gehabt zu haben. Zum einen wandte sich das Interesse des Adels im Zeitalter des Rokoko zunehmend dem Theater und Maskenbällen zu. Infolgedessen wurden viele Ballhäuser zu Theatern umgebaut. Des Weiteren geriet das Tennisspiel in Verruf, da sich die Ballhäuser zu „Spielhöllen“ entwickelt hatten, in denen neben Tennis auch Würfel-, Karten- und andere Glücksspiele veranstaltet wurden. Der Autor des Mitte des 18. Jahrhunderts in London erschienenes Buches The Tricks of the Town Laid Open geißelte den ehemals „edlen“ Zeitvertreib Tennis als mittlerweile zur idealen Betätigung von Gaunern und Falschspielern verkommen. 1721 warnte der Polizeirat von Coburg Georg Paul Hönn in seinem Kurtzeingerichteten Betrugs=Lexicon vor dem Tennisspiel und insbesondere den Ballenmeistern. Diese würden auf Reisen ihre Fähigkeiten verheimlichen und sich als Anfänger ausgeben, um anschließend den nichtsahnenden Gegnern das Geld aus der Tasche zu ziehen. Seine Nähe zu Glücksspielen machte dem Spiel im England des aufkommenden Puritanismus zu schaffen, in Frankreich verfielen die übrigen Plätze nach der Liquidierung weiter Teile des Adels während der Französischen Revolution.
Heute wird das Spiel in Frankreich und in angelsächsischen Ländern vereinzelt noch gespielt, wo es unter der Bezeichnung Real Tennis (Großbritannien), Court Tennis (USA), Royal Tennis (Australien) oder Courte paume (Frankreich) bekannt ist. Ein weiterer Ableger – neben dem modernen Tennis – ist dagegen bis heute populär: Im 18. Jahrhundert entwickelte sich in Londoner Schuldgefängnissen aus dem Jeu de paume das Rackets, der Vorläufer des heutigen Squash.

##### Regeln

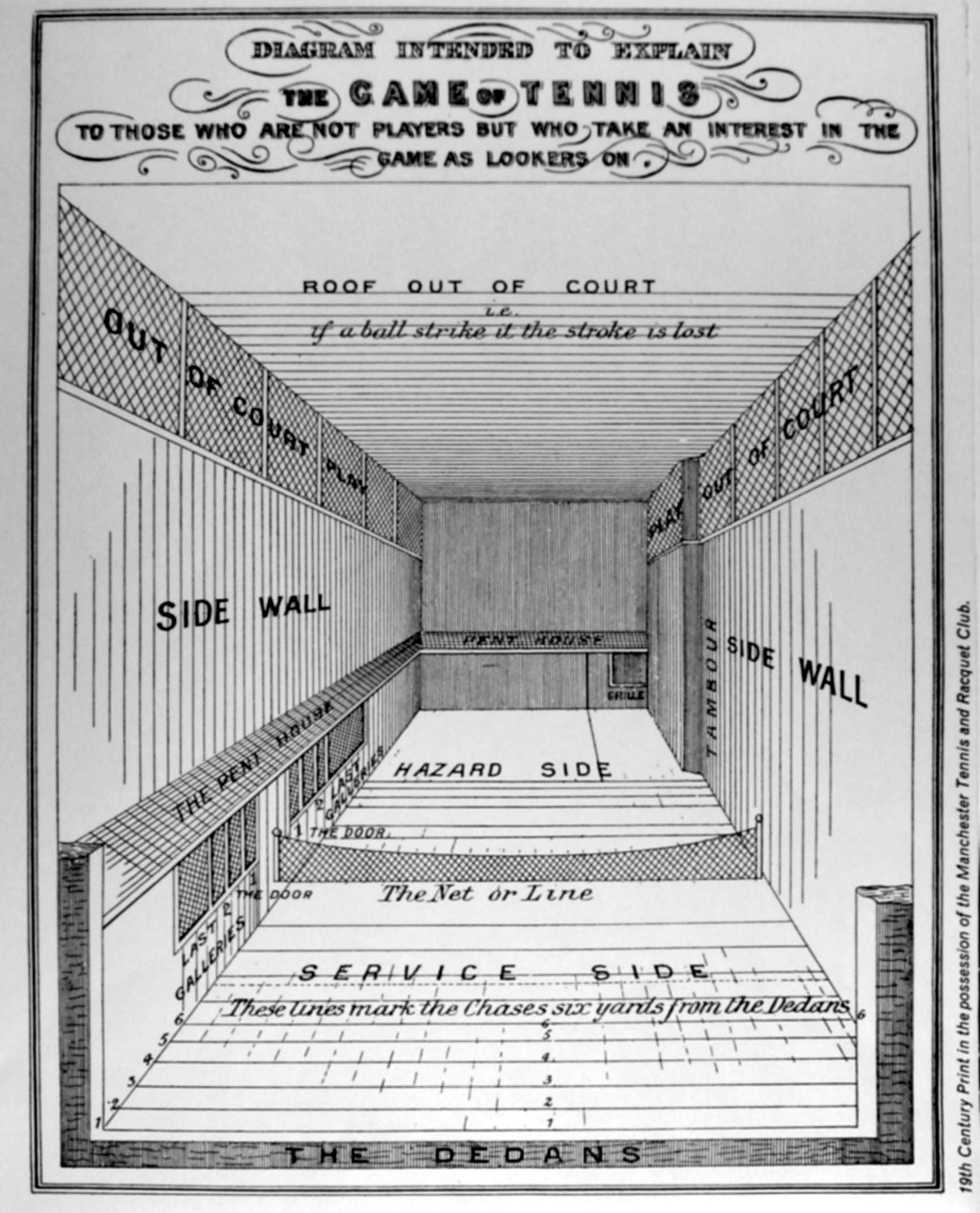
Beschreibung eines Real-Tennis-Platzes in Großbritannien, 19. Jahrhundert

Die Regeln des in Ballhäusern gespielten Jeu de paume unterschieden sich in mehrerlei Hinsicht vom heutigen Tennis. Der Aufschlag erfolgte immer von der gleichen Seite des Platzes (engl. service side). Der Ball musste zur Angabe auf das Dach der seitlich befindlichen Galerie (altfrz. apentis, später daraus engl. penthouse), in der die Zuschauer saßen, gespielt werden. Die retournierende angreifende Mannschaft musste nun versuchen, den Ball an den Gegnern vorbei in die Galerie zu befördern. Neben der Seitengalerie gab es dabei häufig eine Quergalerie hinter den Aufschlägern, das dédans, auf das die angreifende Mannschaft ebenfalls zielen konnte. Bei anderen Plätzen wurde diese jedoch weitgehend zugemauert und durch mehrere kleine Öffnungen ersetzt, die man als ais, trou oder lune bezeichnete. Vereinzelt wurden auch Sonderpunkte gutgeschrieben, falls man den Ball durch eine dieser Öffnungen spielte. Ein Treffer in die lune konnte beispielsweise den sofortigen Gewinn des Spiels bedeuten. Man unterschied demnach bei Plätzen zwischen dem jeu carré (ohne Quergalerie) und dem jeu dédans (mit Quergalerie). Vorhandensein und Lage der kleinen Öffnungen beim jeu carré war ebenfalls nicht einheitlich, sondern von Platz zu Platz verschieden: Der Ballenmeister Johann Georg Bender stellte bereits im 17. Jahrhundert fest, dass „kein Ballen=Spiel wie das ander gemachet“ ist.
Der Ball durfte entweder volley (von frz. à la volée, „im Flug“) oder nach dem ersten Aufspringen gespielt werden. Sprang der Ball ein zweites Mal auf, dann wurde dies im Gegensatz zu heute nicht als Fehler gewertet. Stattdessen musste ein Spieler den Ball – in seinem Interesse möglichst früh – fangen und die als „Schasse“ (frz. chasse, engl. chase) bezeichnete Stelle, an der er den Ball gefangen hatte (später diejenige, an der der Ball zum zweiten Mal auf dem Boden aufkam), wurde markiert. Anschließend wurden die Seiten gewechselt und jetzt musste die Mannschaft, die vorher den Ball gefangen hatte, eine längere Schasse erreichen; das heißt, den Ball so spielen, dass er nach zweimaligem Aufspringen auf dem Boden erst hinter der Markierung aus dem vorherigen Ballwechsel gefangen werden konnte. Gelang dies, so gewann sie die Schasse, ansonsten ging diese an die gegnerische Mannschaft. Anschließend mussten nun die vormaligen Angreifer das dédans verteidigen, bis erneut eine Schasse zustande kam. Später spielte man Schassen auch bei bestimmten Anlässen, wie einem Punktegleichstand aus. Auf den Real-Tennis-Plätzen sind als Markierung für Schassen Linien parallel zum Netz in den Boden eingelassen.
Neben Schassen konnte die verteidigende Mannschaft einen Seitenwechsel erzwingen, indem sie den Ball in die grille, ein kleines, meist vergittertes Fenster an der Wand hinter den Angreifern oder die Seitengalerie in der Hälfte der angreifenden Mannschaft beförderte. Gewinner des Spiels war schließlich diejenige Mannschaft, die eine bestimmte Anzahl sowohl an Treffern in die Galerie als auch an Schassen für sich verbuchen konnte.

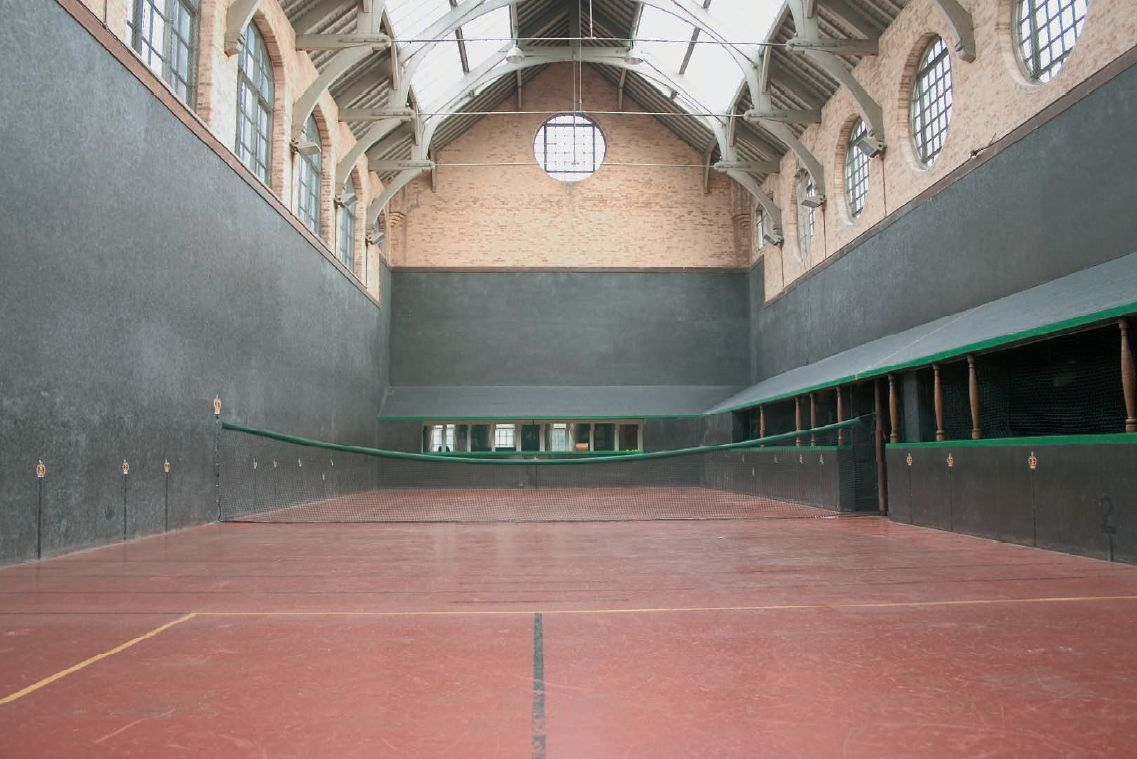
Jeu dédans-Platz in Newcastle, von der retournierenden Mannschaft aus gesehen; im Hintergrund die Quergalerie
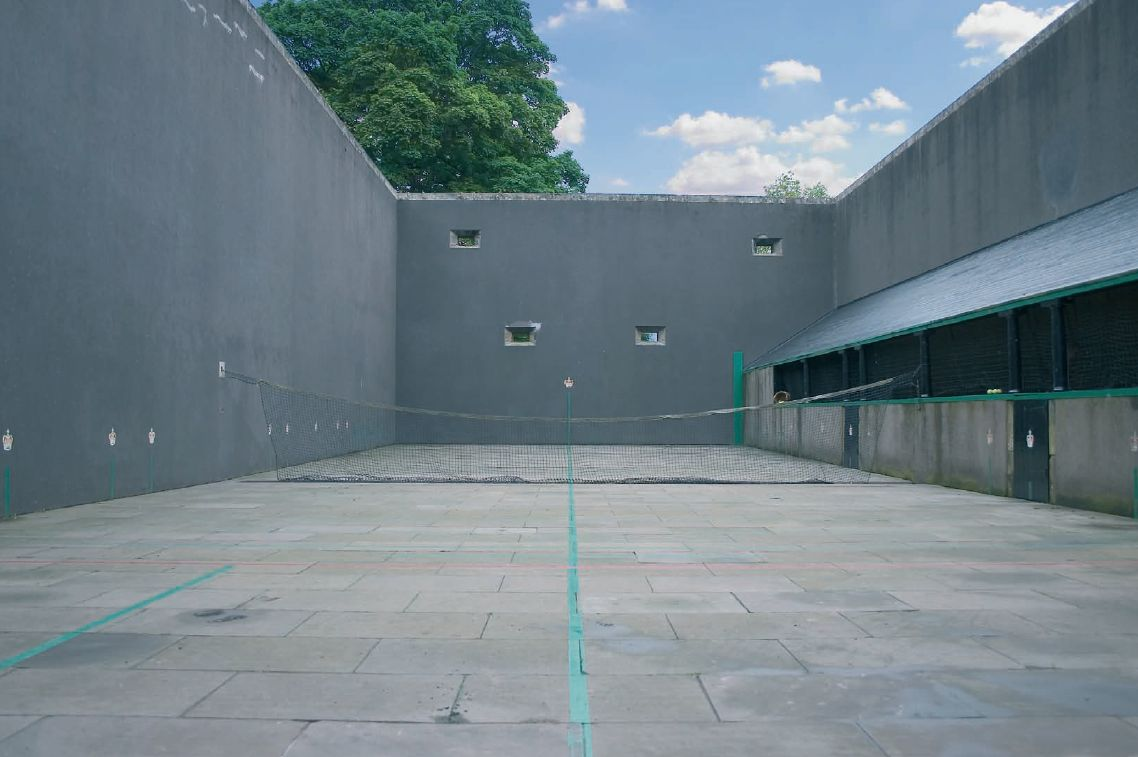
Jeu carré-Platz im Falkland Palace; das dédans wurde durch mehrere kleine Öffnungen ersetzt
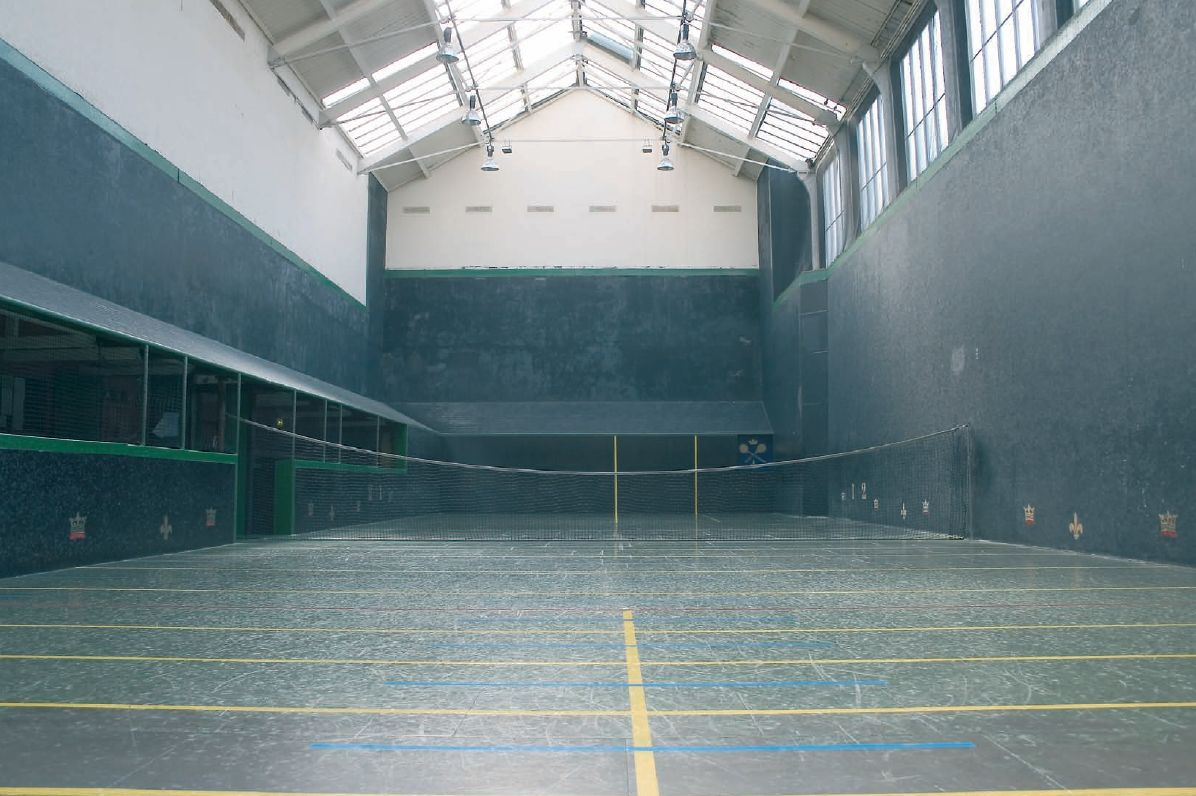
Blick auf die Seite der retournierenden Mannschaft, mit grille und tambour, auf einem Platz in Manchester
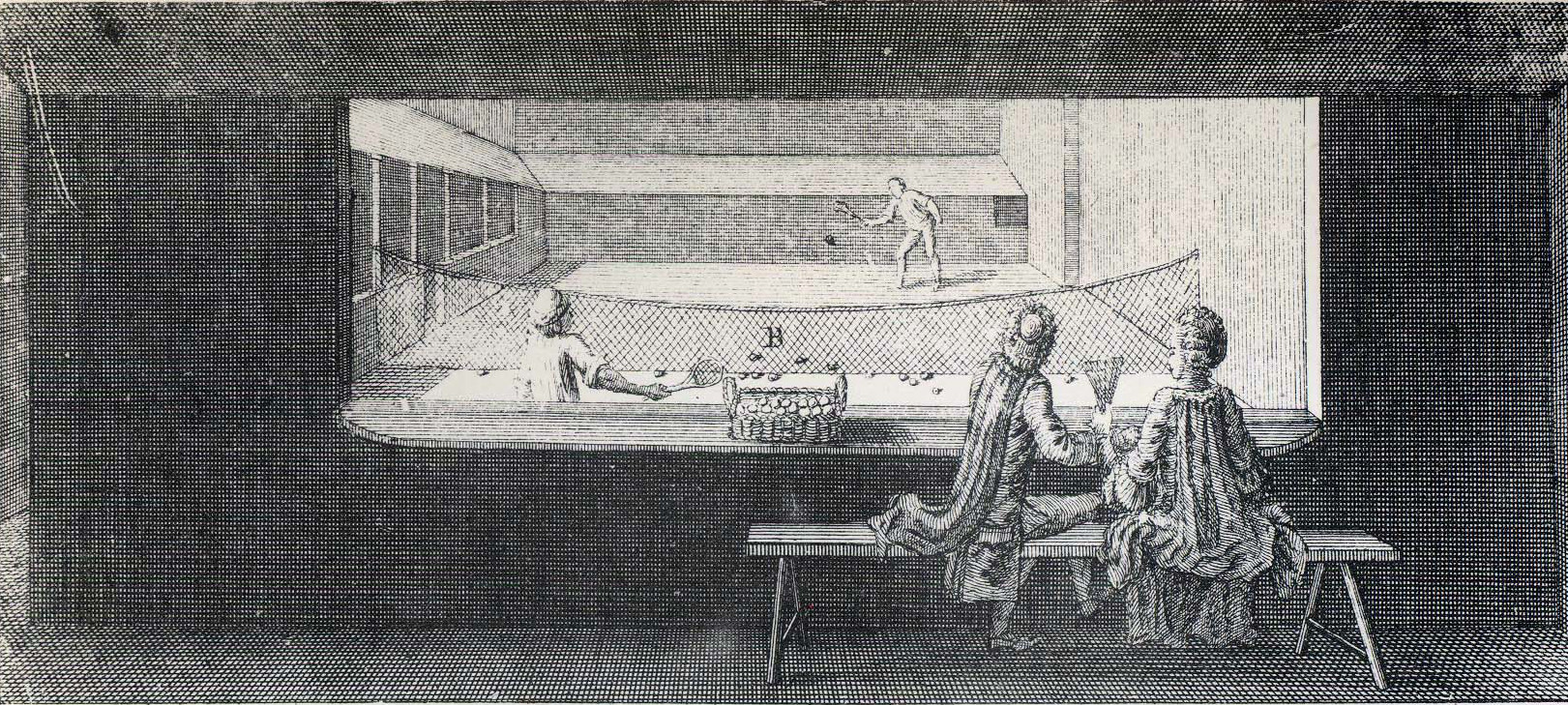
Blick durch das dédans, hier als großes Fenster gestaltet (Frankreich, 1767)

#### Jeu de bonde und verwandte Spiele
Das einfache Volk spielte das Spiel im Freien an öffentlichen Orten, man nannte dieses Straßentennis auch Jeu de bonde („Sprungballspiel“). Ein hierfür geeigneter Platz musste eben sein und über ein Schrägdach verfügen, auf das man servieren konnte. Später verwendete man Dachattrappen, wobei sich insbesondere ein auf Holzpflöcke gestelltes Getreidesieb, das auf jedem Bauernhof verfügbar war, durchsetzte. Das Spiel wurde daher auch jeu de tamis („Spiel mit dem Getreidesieb“) genannt. In Richtung Süden verbreitete sich das Spiel nach Italien und ins Baskenland, wo es zu sich Frühformen des Pelota wie dem bote luzea und dem lachoa entwickelte. Eine weitere Spielart, das Pelota mixteca, erreichte Mexiko. In Friesland entwickelte sich daraus das Kaatsen, auf der schwedischen Insel Gotland das Pärkspel. Eine weitere Variante war ein saterländisches Ballspiel, das bis ins 19. Jahrhundert in der Region westlich von Oldenburg gespielt wurde.
Die Regeln dieser frühen Spiele lassen sich größtenteils nur rekonstruieren. Unzweifelhaft ist, dass der Aufschlag ebenfalls auf ein seitliches Schrägdach beziehungsweise auf einen Dachersatz erfolgen musste. Beim Jeu de tamis prellte der Aufschläger den Ball gegen das Sieb und spielte ihn anschließend mit einem zweiten Schlag in Richtung der gegnerischen Mannschaft. Neben erfolgreichen Schassen konnte man vermutlich Punkte erzielen, indem man den Ball am letzten Spieler der gegnerischen Mannschaft vorbei spielte. Diese Regel ist im Jeu de longue paume, das heute noch in Frankreich gespielt wird, üblich. Während sich auch hier mit der Zeit zumindest zum Teil der Gebrauch von Schlägern verbreitete, führte man im Unterschied zum Spiel in Ballhäusern nie ein Netz ein.
Die Ausübung des Jeu de paume wurde der Bevölkerung mehrfach verboten, darunter in England unter Eduard III. und Richard II. und in Frankreich unter Karl V. Das Volk sollte sich in seiner Freizeit stattdessen in kriegswichtigen Fertigkeiten wie Bogenschießen oder Schwertkampf üben. Bis heute haben sich einige Spielformen erhalten; diese sind jedoch, abgesehen vom Pelota, nur von regionaler Bedeutung.

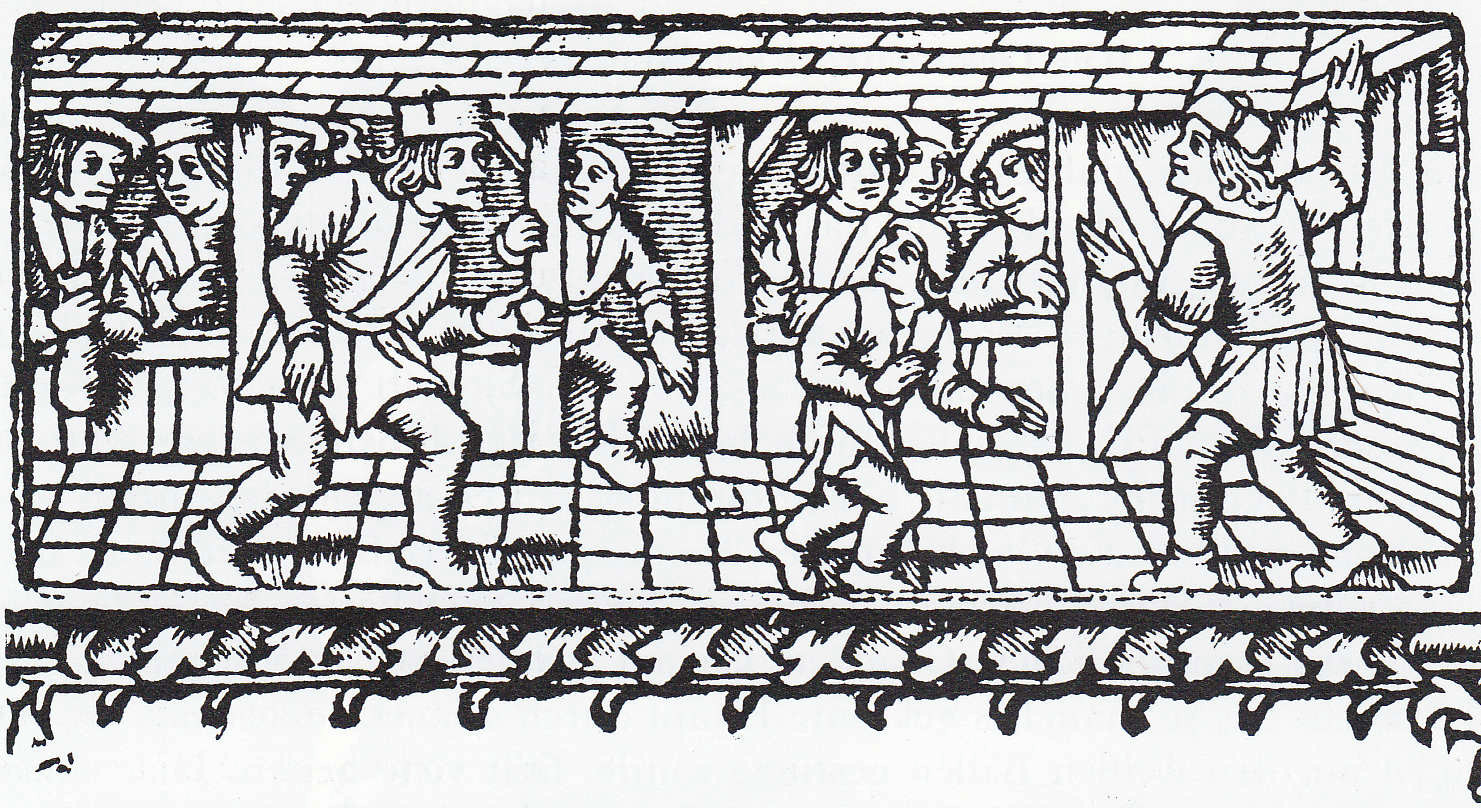
Jeu de paume in einer französischen Stadt, ca. 1510
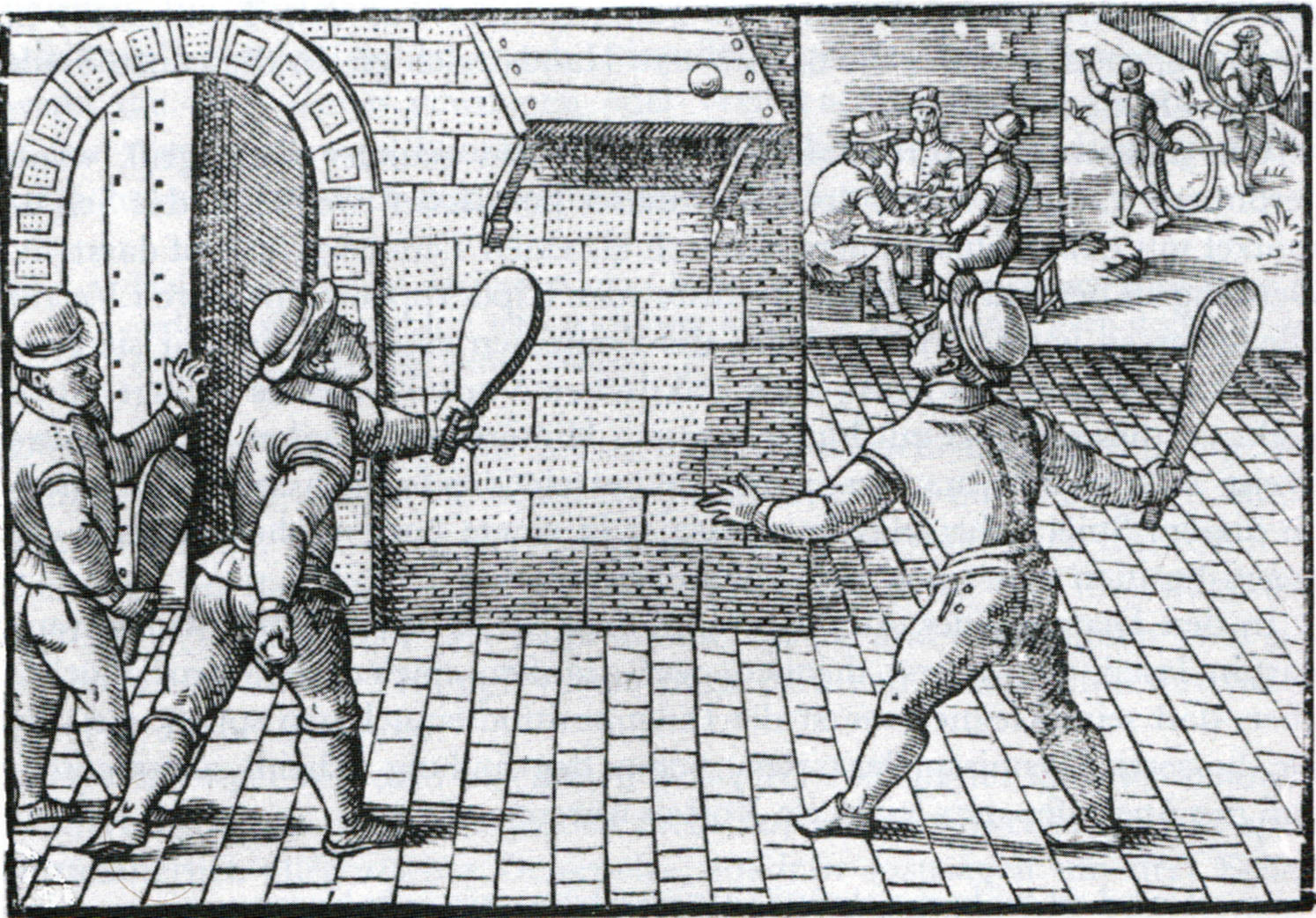
Jeu de paume mit Dachattrappe und Holzschlägern, Frankreich, 16. Jahrhundert
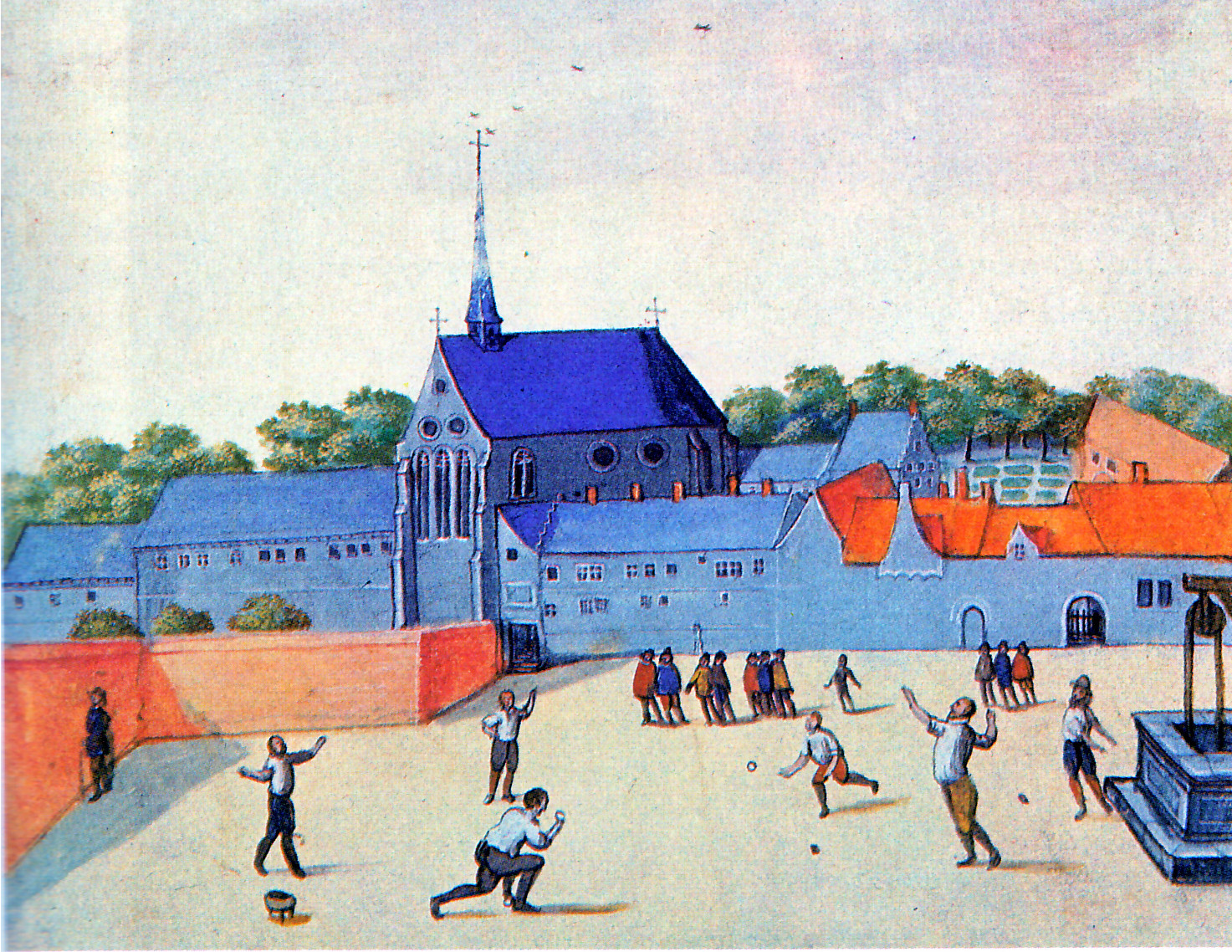
Jeu de tamis in der Abtei von Beaumont, Belgien, 1598
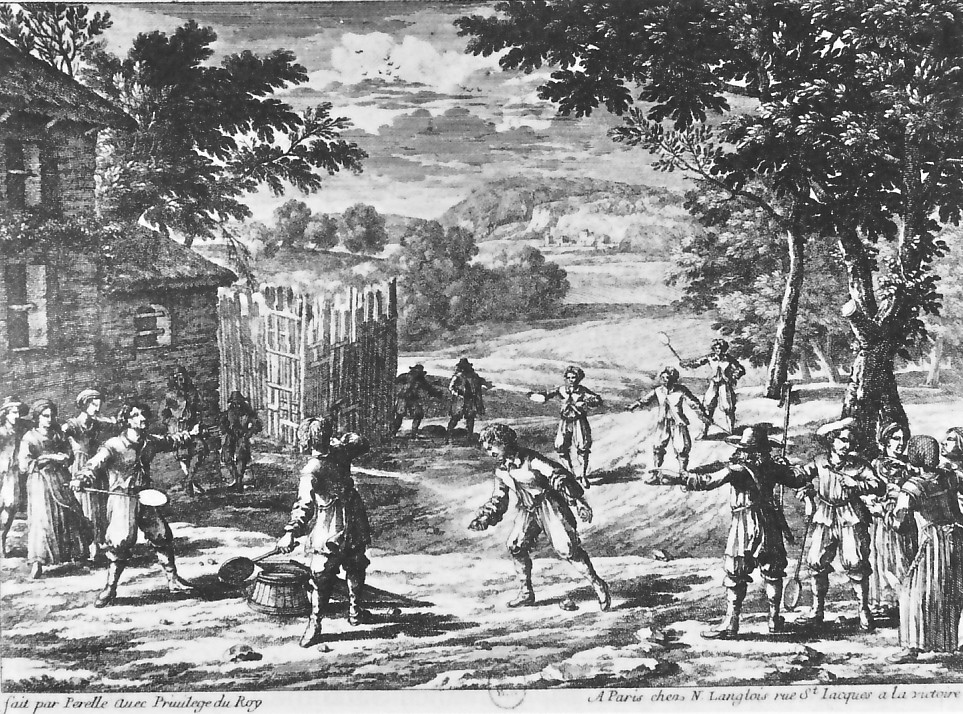
Jeu de tamis, Frankreich, 17. Jahrhundert
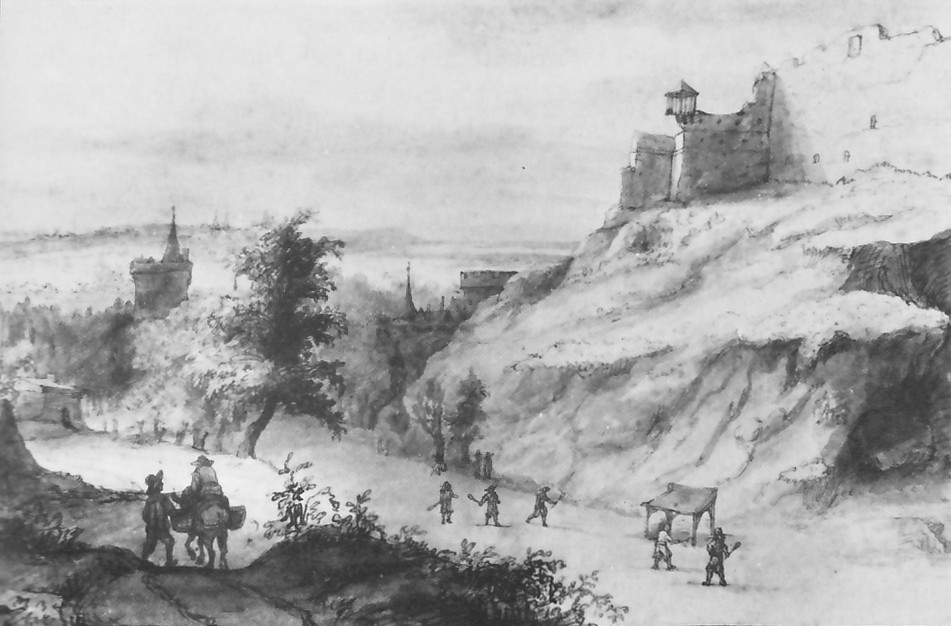
Jeu de longue paume mit Dachattrappe, Frankreich, 17. Jahrhundert

## Modernes Tennis

### Entstehung des „Lawn Tennis“
Eine Voraussetzung für die Entstehung des modernen Tennis war die Industrialisierung und insbesondere die Entdeckung der Vulkanisierung durch Charles Goodyear im Jahr 1839. Erst jetzt war es möglich, kleine Bälle herzustellen, die gegenüber Feuchtigkeit und Schmutz unempfindlich und allgemein robust waren sowie gleichzeitig gute Sprungeigenschaften aufwiesen. Die Mechanisierung der Arbeitsschritte und der Einsatz von Maschinen erlaubte eine Herstellung in großen Stückzahlen. Die Erfindung des Rasenmähers durch Edwin Budding in den 1830er Jahren ermöglichte darüber hinaus, mit geringem Aufwand einen gleichmäßig kurz geschnittenen Rasen anzulegen.
Durch die Industrialisierung und den Aufstieg des Empire hatte sich im viktorianischen Großbritannien eine gehobene Mittel- und Oberschicht gebildet, die über relativ viel Freizeit verfügte. Infolgedessen entstand dort der moderne Sportbegriff und die Grundlagen vieler moderner Sportarten wurden geschaffen. Ideen wie die Erstellung eines standardisierten Regelwerks, die Abhaltung von Wettbewerben und Meisterschaften unter gleichen, fairen Bedingungen sowie das Messen und Festhalten von Spielergebnissen und Rekorden zum objektiven Leistungsvergleich erschienen den Menschen in Mittelalter und Renaissance noch unbedeutend und setzten sich erst jetzt durch. Ab 1851 setzte ein Boom um das Croquetspiel ein, der insofern als Wegbereiter des modernen Tennis gilt, als er dazu führte, dass sich viele Familien in ihrem Garten einen ausreichend großen Rasen einrichteten. Croquet selbst verlor jedoch bereits um 1870 an Beliebtheit, da es nach Einführung eines umfangreichen Regelwerks vielen als zu komplex erschien. Anderen hingegen mangelte es an einer ernsthaften sportlichen Herausforderung. Das Spiel erwarb sich schließlich den Ruf einer überkomplizierten Albernheit ohne ernstzunehmenden Anspruch und als solche bestenfalls für Mädchenpensionate geeignet.

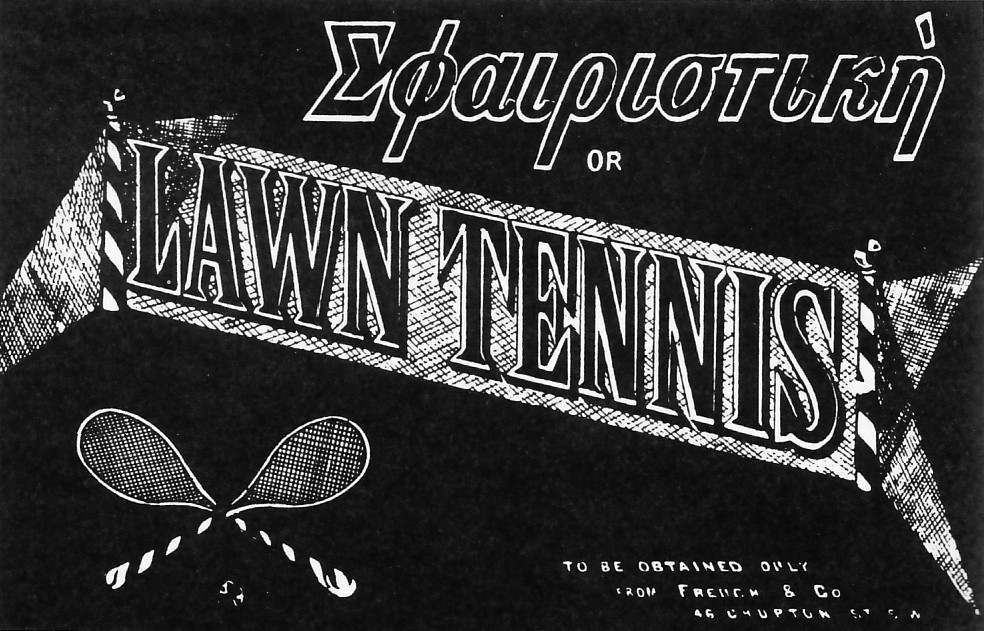
Titelseite von Wingfields Regelbuch, Februar 1874

Als Erfinder des modernen Tennis gilt Walter Clopton Wingfield. Der britische Major, ein Freund des späteren Eduard VII., meldete im Februar 1874 ein Patent unter dem Titel „Ein neuer und verbesserter, tragbarer Platz zur Austragung des althergebrachten Tennisspiels“ an. Das dazugehörige Spiel nannte er Sphairistikè (Σφαιριστική, von griechisch sphairistikos, „zum Ballspiel gehörig“) – später insbesondere von Spöttern zu Sticky („klebrig, zäh“, aber auch Anlehnung an stick, „Knüppel“) verkürzt –, oder auch Lawn Tennis (engl. „Rasentennis“). Wingfield widmete das Spiel in seinem Regelbuch einer Abendgesellschaft, die sich im Dezember des Vorjahres bei seinem Bekannten Major Naylor-Leyland zur Einweihung seines neuen Landsitzes Nantclwyd in Wales zusammengefunden hatte. Die Regeln des Lawn Tennis nach Wingfield waren dem modernen Tennis bereits sehr ähnlich. Das Spielfeld war mit einer Fläche von 60-mal 30 Fuß etwas kleiner als heute und an den Grundlinien breiter als am Netz, wodurch der Platz die Form einer Sanduhr besaß. Das Netz war dagegen 1 Fuß (ca. 30 cm) höher als heute üblich. Der Aufschlag musste von der Mitte einer Platzhälfte aus erfolgen. Die Zählweise übernahm Wingfield vom Rackets, das heißt, die Punkte wurden einfach gezählt, ein Satz ging bis 15 Zähler, und nur die aufschlagende Mannschaft konnte Punkte erzielen. Er schlug auch vor, Sphairistikè im Winter auf einer Eisfläche zu spielen. Bei späteren Versuchen in dieser Richtung stellte sich jedoch heraus, dass beim „Ice Tennis“ der Ball nur schlecht absprang und die beim Tennis notwendigen schnellen, unregelmäßigen Bewegungen auf Schlittschuhen kaum auszuführen waren.

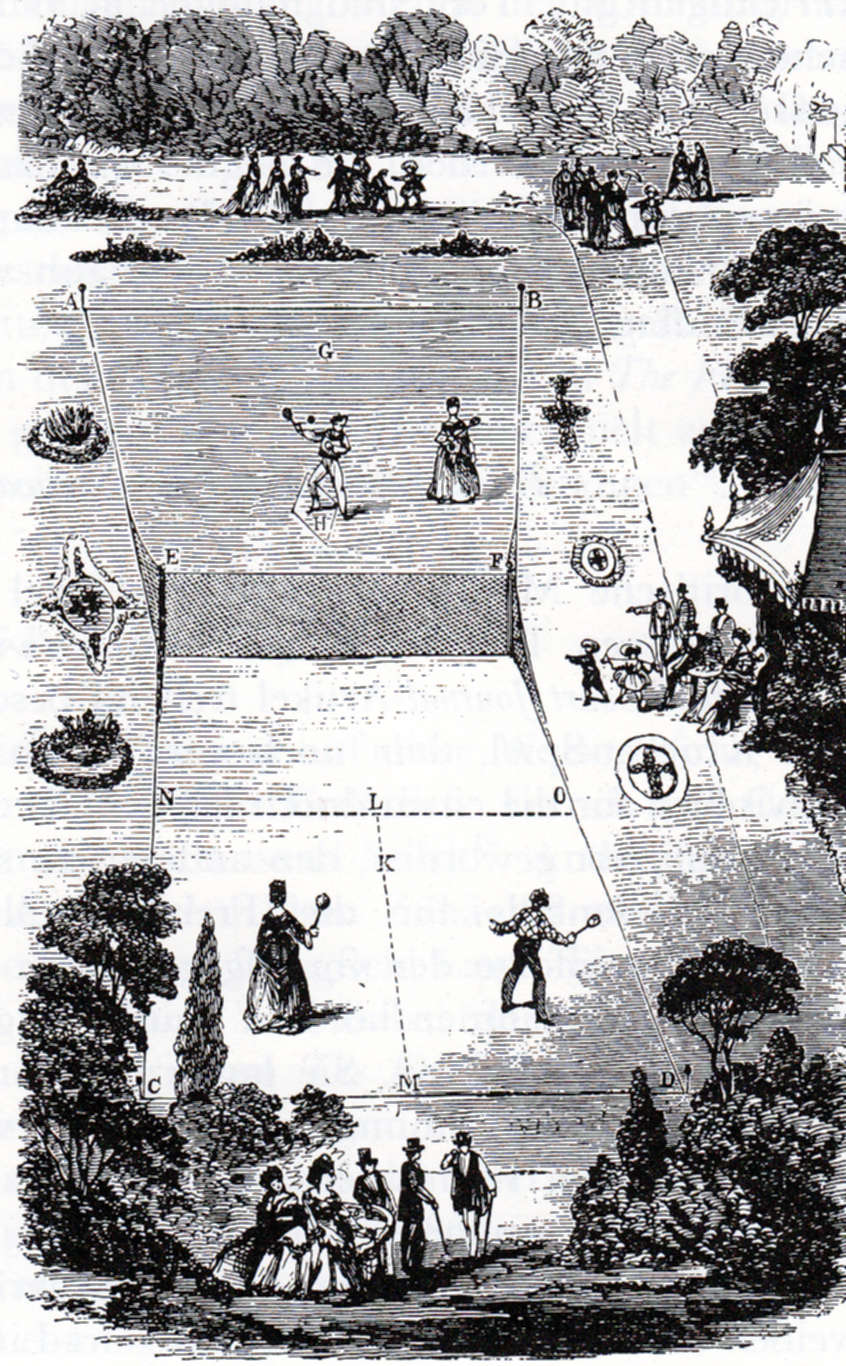
Sanduhrförmiger Platz des Sphairistikè (1874)

In der Folgezeit wurden Tennissets bestehend aus Schlägern, Bällen, einem Netz und dem Regelbuch unter Wingfields Lizenz von der Londoner Firma French and Company zum Preis von fünf Guineen verkauft. Sie entwickelten sich zu einem Verkaufsschlager, so dass bald darauf Konkurrenzhersteller ungeachtet des patentrechtlichen Schutzes Imitate auf den Markt brachten. Tennisplätze wurden nun auf ursprünglich für Croquet eingerichteten Rasenflächen eingerichtet, und das neue Spiel verdrängte Croquet binnen weniger Jahre beinahe vollständig. In Zeitschriften wie der Army and Navy Gazette oder The Field wurde es mehrfach beworben und verbreitete sich dadurch im britischen Militär. Die Army and Navy Gazette empfahl, in jeder Kaserne einen eigenen Tennisplatz einzurichten. Im Dezember 1874 schlug John Heathcote, ein Mitglied des All England Club, vor, die bis dahin „nackten“ Gummibälle mit weißem Flanell zu überziehen, da dies die Sprungeigenschaften verbessere und der Ball besser zu sehen sei.

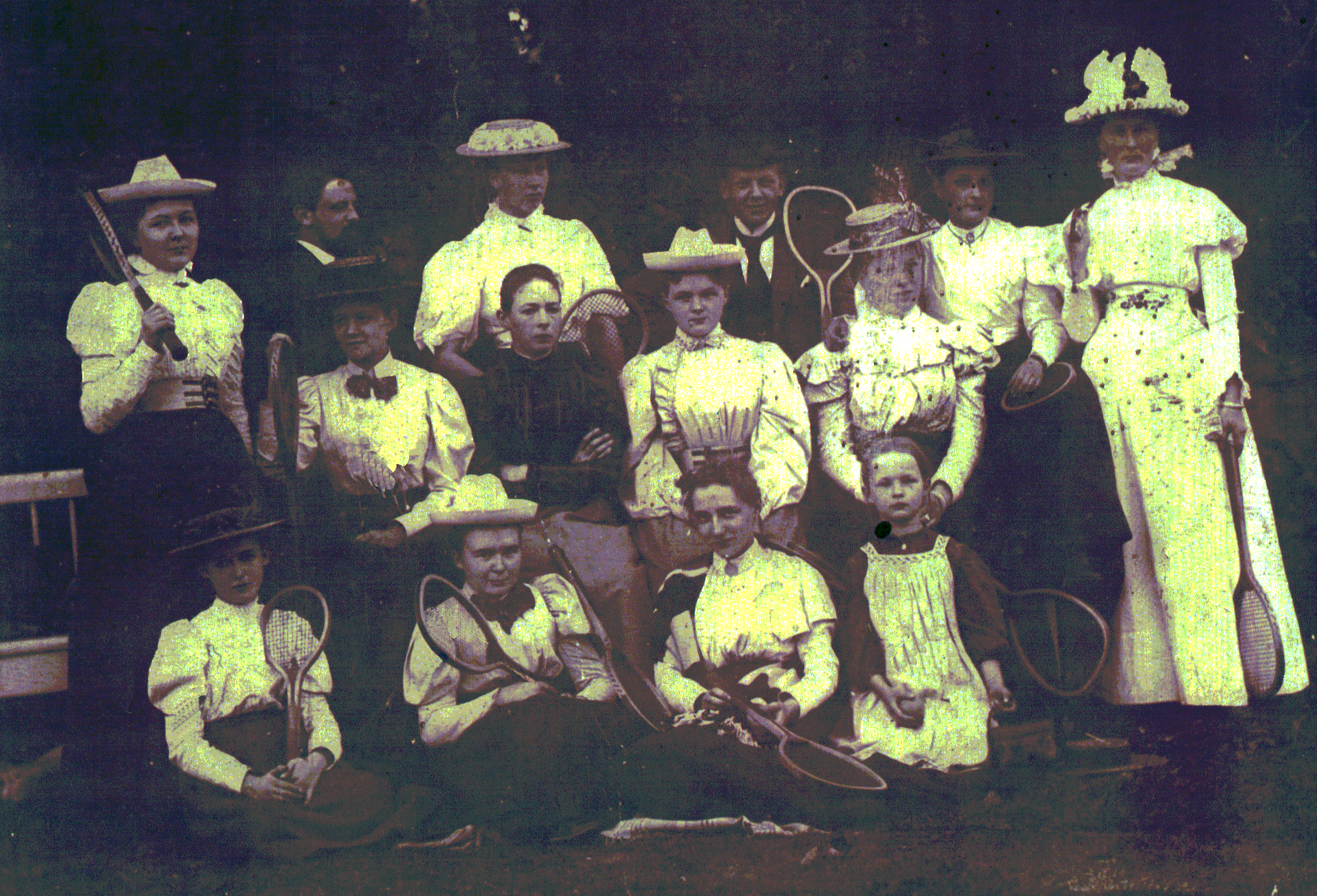
Tennisdamen im Park vom Kloster Dobbertin (1910)

Das Spiel verbreitete sich rasch in alle britischen Kolonien, in die USA und auf das europäische Festland. Zur Popularität des neuen Sports trug maßgeblich bei, dass wie bei seinem Vorläufer Croquet von Beginn an die Teilnahme von Frauen – sogar im gemischtgeschlechtlichen Doppel („Mixed“) – gesellschaftlich akzeptiert war. Tennis galt über lange Zeit überwiegend als Zeitvertreib und Partyspaß. Das Mixed stellte eines der seltenen Möglichkeiten dar, Vertreter des anderen Geschlechts kennenzulernen. In Deutschland sprach man in diesem Zusammenhang auch vom „Verlobungstennis“. Bis ins frühe 20. Jahrhundert hinein stand in Vereinen vielfach der soziale Aspekt im Vordergrund.
In Bezug auf die Tennisbekleidung galt insbesondere bei den Damen die damals strenge Etikette. Das Kleid musste die Fußknöchel verdeckend bis zum Boden reichen, darunter befanden sich mehrere Petticoats und das obligatorische Schnürkorsett. Die Ärmel mussten ebenfalls bis über die Handgelenke reichen. Vor der Sonne schützte ein breiter Filzhut, daneben waren Lederschuhe mit hohen Absätzen üblich. Bei den Herren bestand die Bekleidung aus einer langen Flanellhose, wahlweise auch aus Knickerbockern und einem Baumwollhemd, entweder ganz in weiß oder gestreift. Ein farbiges Band kam als Gürtel zum Einsatz. Daneben waren insbesondere in der Anfangszeit Käppchen, wie man sie schon beim Croquet aufgesetzt hatte, als Kopfbedeckung beliebt.

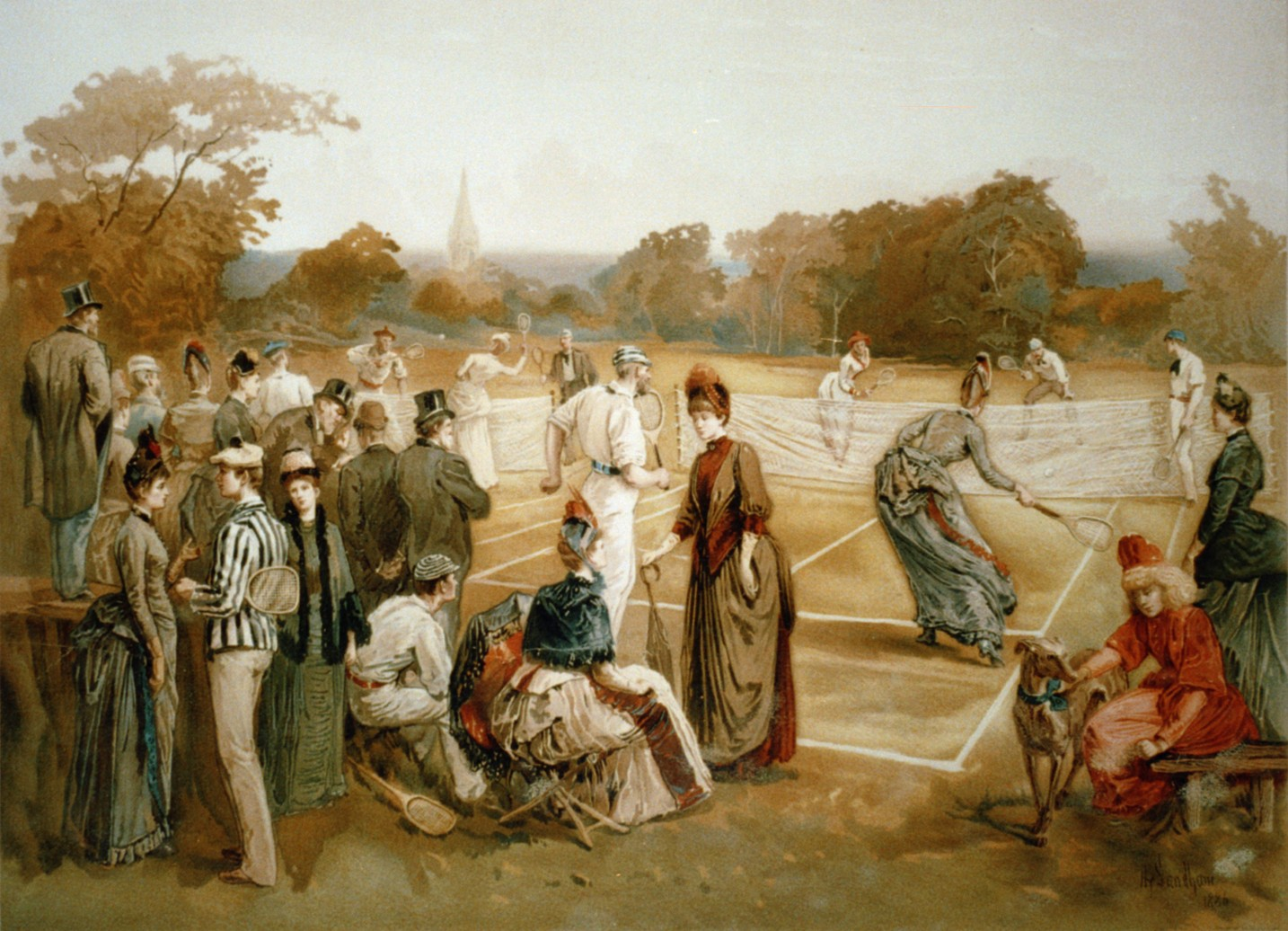
Tennis in den USA (1887)

Im Zuge der wachsenden Popularität des Tennis meldete sich im November 1875 der Anwalt Harry Gem in einem Leserbrief an die Zeitschrift The Field zu Wort. Er wies darauf hin, dass er bereits seit etwa 1860 mit seinem spanischen Freund Augurio Perera in dessen Garten in Birmingham ein sehr ähnliches, ursprünglich vom spanischen Pelota abgeleitetes Spiel gespielt hatte, das sie Lawn Pelota („Rasen-Pelota“) nannten. 1872 zogen beide nach Leamington Spa, wo sie zwei Jahre später zusammen mit zwei Medizinern, Frederick Harry Hayes und Arthur Wellesley Tomkins, den ersten Tennisclub der Welt gründeten, den Leamington Lawn Tennis Club. Ab 1876 veranstalteten sie zudem jeden zweiten Sommer ein eigenes Turnier. Obwohl es zunächst nach eigenem Regelwerk ausgetragen wurde, übernahmen sie im Laufe der Zeit Ausrüstung und Regeln von Wingfields Lawn Tennis. Neben Gem und Perera reklamierten auch weitere Personen für sich, bereits vor Wingfield mit einer Art Tennis auf Rasen experimentiert zu haben. Jedoch erlangten diese frühen Versuche nie über einen begrenzten Freundes- und Bekanntenkreis hinaus Verbreitung.
1877 ließ Wingfield den Patentschutz seiner Erfindung auslaufen. Er hatte bereits 1875 im Zuge der ersten Regelreform durch den Marylebone Cricket Club (MCC) erklärt, die weitere Entwicklung des Spiels in die Hände der Allgemeinheit zu legen. Hierbei spielte möglicherweise auch eine Rolle, dass die beiden von Wingfield eingeführten Besonderheiten, zum einen die Bezeichnung Sphairistikè, zum anderen der sanduhrförmige Platz – von Wingfield selbst stets als wichtiger Bestandteil des neuen Spiels herausgestellt –, sich letzten Endes nicht durchgesetzt hatten und ein Patentantrag auf die restlichen Eigenschaften aufgrund der Ähnlichkeit zum Real Tennis keine Aussicht auf Erfolg hatte.

### Vereinheitlichung der Regeln, das erste Wimbledon-Turnier
Wie Croquet hatte auch Lawn Tennis zunächst mit dem Vorurteil zu kämpfen, kein ernsthafter Sport zu sein. Es wurde als „pat-ball“ (engl. to pat, „stupsen, tätscheln“) verspottet, ein Ausdruck, der im Englischen heute noch ein langweiliges, angriffsarmes Match bezeichnet. Das traditionelle Real Tennis galt vielmehr als „echte“ Sportart, daneben gewann auch Cricket an Bedeutung. Dies änderte sich erst, als anerkannte Vereine wie der Marylebone Cricket Club und der All England Club Tennis in ihr Programm aufnahmen.
Mit der Verbreitung des Tennis kam bald der Wunsch nach einer Vereinheitlichung der Regeln auf. Wingfield selbst hatte noch im Herbst 1874 eine zweite Auflage seines Regelbuchs herausgebracht, in der er die Anzahl der Regeln von sechs auf zwölf verdoppelte und kleine Änderungen wie einen vergrößerten Platz vornahm. Daneben hatte sich längst eine Vielzahl unterschiedlicher Regeln herausgebildet. Mit dem Segen Wingfields veröffentlichte daher im Mai 1875 eine Kommission des MCC eine überarbeitete Version der Regeln, nach denen zum ersten Mal der Aufschlag mit einem Fuß hinter der Grundlinie erfolgen und der Ball dabei in besondere Felder am Netz gespielt werden musste. Im April 1877 kündigte der All England Club an, im Juli desselben Jahres auf seinem Croquetfeld ein großes Lawn-Tennis-Turnier zu veranstalten, und nahm gleichzeitig den Begriff Lawn Tennis in seinen Vereinsnamen auf. Der 1868 als Croquetverein gegründete Club war durch den Niedergang der Sportart besonders betroffen und in finanzielle Schwierigkeiten geraten. Er soll das Turnier veranstaltet haben, um mit den Einnahmen eine für das Croqetspiel benötigte Rasenwalze zu reparieren. Für das Turnier wurden die Regeln erneut überarbeitet: Der Tennisplatz wurde auf die heutigen Maße von 27-mal 78 Fuß (Einzel) bzw. 36-mal 78 Fuß (Doppel) vergrößert, die rechteckige Form festgeschrieben und die Höhe des Netzes verringert. Die Rackets-Zählung ersetzte man durch die althergebrachte aus dem Real Tennis.

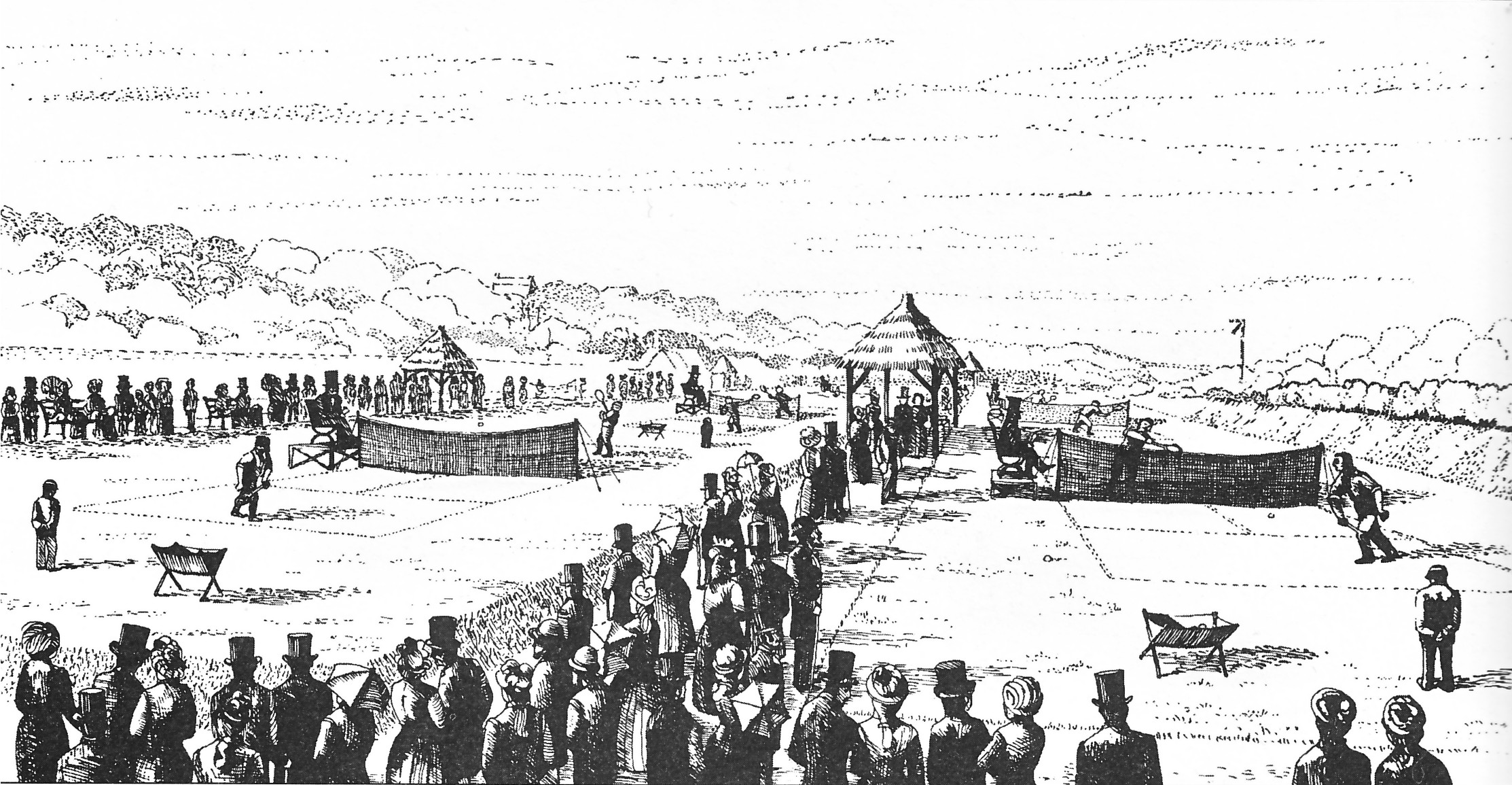
Kupferstich des ersten Turniers von Wimbledon 1877

Das erste Turnier von Wimbledon im Juli 1877, ausschließlich als Herreneinzel veranstaltet, gewann Spencer Gore, ein Kapitän der Cricketmannschaft von Harrow. Anschließend wertete Henry Jones, der die Entwicklung des Tennis beim All England Club vorantrieb, die Turnierstatistiken aus und kam zum Schluss, dass der Aufschläger einen zu großen Vorteil besaß. Daher verkleinerte man die Aufschlagfelder bis 1880 auf die heutige Größe. Gores Erfolg beruhte auf den neuartigen Schlägen Volley und Smash, die in den 1880er Jahren von den Zwillingen William und Ernest Renshaw perfektioniert wurden. Das Spiel am Netz führte zu einer Kontroverse unter den Tennisspielern, wobei sich insbesondere einstige Real-Tennis-Spieler für ein Verbot oder zumindest für dessen starke Beschränkung einsetzten. Der Volley sei unfair, da er die besten Grundlinienschläge des Gegners auf schlichte Art und Weise „abtöte“. Man schlug auch vor, parallel zur Aufschlaglinie eine „Volley-Linie“ einzuziehen, zwischen der und dem Netz man nicht vollieren dürfe. Schließlich verwarf man diese Ideen zugunsten zweier kleinerer Regeländerungen: Zum einen war es nun verboten, über das Netz zu greifen oder es auch nur mit dem Schläger zu berühren, zum anderen senkte man die Höhe des Netzes an den Pfosten schrittweise bis 1882 auf die heutige Höhe von 3 Fuß und 6 Inch ab, wodurch ein am Netz stehender Spieler leichter passiert werden konnte. Während anfangs noch Einzel und Doppel auf verschiedenen Plätzen gespielt wurde, vereinte man ab 1882 die für beide Spielarten notwendigen Linien auf einem Platz.

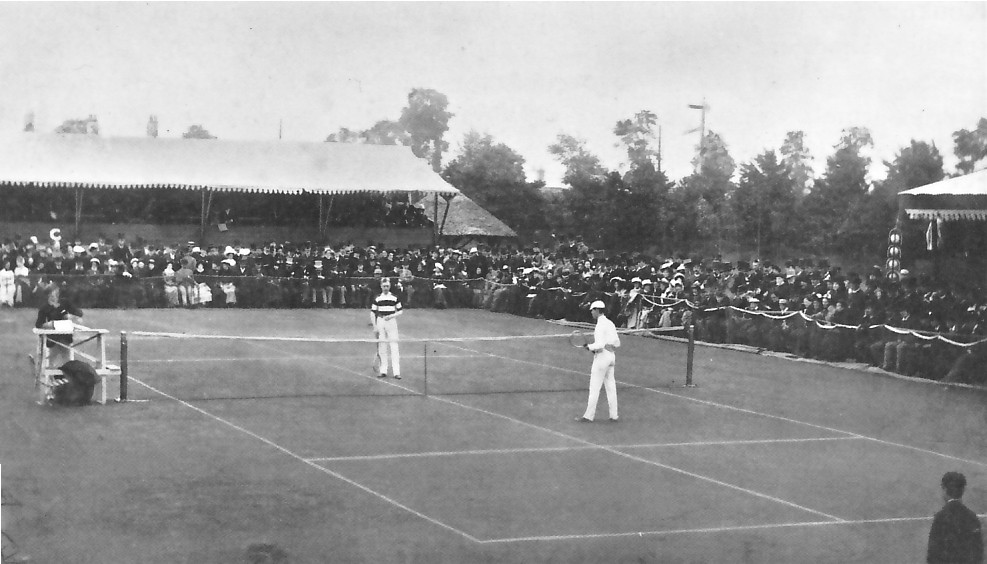
Wimbledon-Finale 1883 zwischen William und Ernest Renshaw

1884 wurde in Wimbledon der Damenwettbewerb hinzugefügt, den die Vikarstochter Maud Watson gewann. Während im selben Jahr auch die seit 1879 an der Oxford University stattfindenden Englischen Meisterschaften im Herrendoppel nach Wimbledon geholt wurden, erhob man den Damendoppel- und den Mixed-Wettbewerb erst 1913, als das Turnier vorübergehend die Bezeichnung „Rasen-Weltmeisterschaften“ trug, in den Rang offizieller Meisterschaften. In den ersten Jahrzehnten wurden die Wimbledon Championships wie auch die meisten anderen Turniere im Challenge-Round-Verfahren abgehalten. Dies bedeutete, dass sich der Vorjahressieger automatisch für das Finale qualifizierte und dort gegen den Spieler antrat, der sich zuvor im Turnier gegen die anderen Herausforderer durchsetzen konnte. Dieses Verfahren löste man in Wimbledon 1922 zunächst durch ein einfaches K.-o.-System ab, bevor man 1927 Setzlisten zur Verteilung der stärksten Spieler auf den Turnierplan einführte. Das Konzept der Setzliste war bereits 1883 von Lewis Carroll, dem Autor von Alice im Wunderland, vorgeschlagen worden.
Bald nach dem ersten Turnier in Wimbledon entstanden im ganzen Vereinigten Königreich Tennisturniere, beispielsweise die schottischen (1878) und irischen Meisterschaften (1879) sowie Turniere in Exmouth, Birmingham und Manchester. Tennisvereine entstanden im ganzen Land und 1883 kamen die ersten Forderungen nach einem Dachverband auf. Insbesondere der All England Club wehrte sich jedoch lange gegen solche Bestrebungen. Erst im Januar 1888 kam es zur Gründung der Lawn Tennis Association (LTA), nachdem dem All England Club das Recht zugesprochen worden war, die Englischen Meisterschaften auszutragen.
Bis ins 20. Jahrhundert hinein war, wie noch heute im Golf, die Verwendung von Handicaps beliebt, bei dem der besser eingeschätzte Spieler dem schlechteren eine gewisse Anzahl an Punkten vorgab. Auch bei Turnieren war ein eigener Handicap-Wettbewerb üblich.

### Verbreitung außerhalb Großbritanniens

#### USA

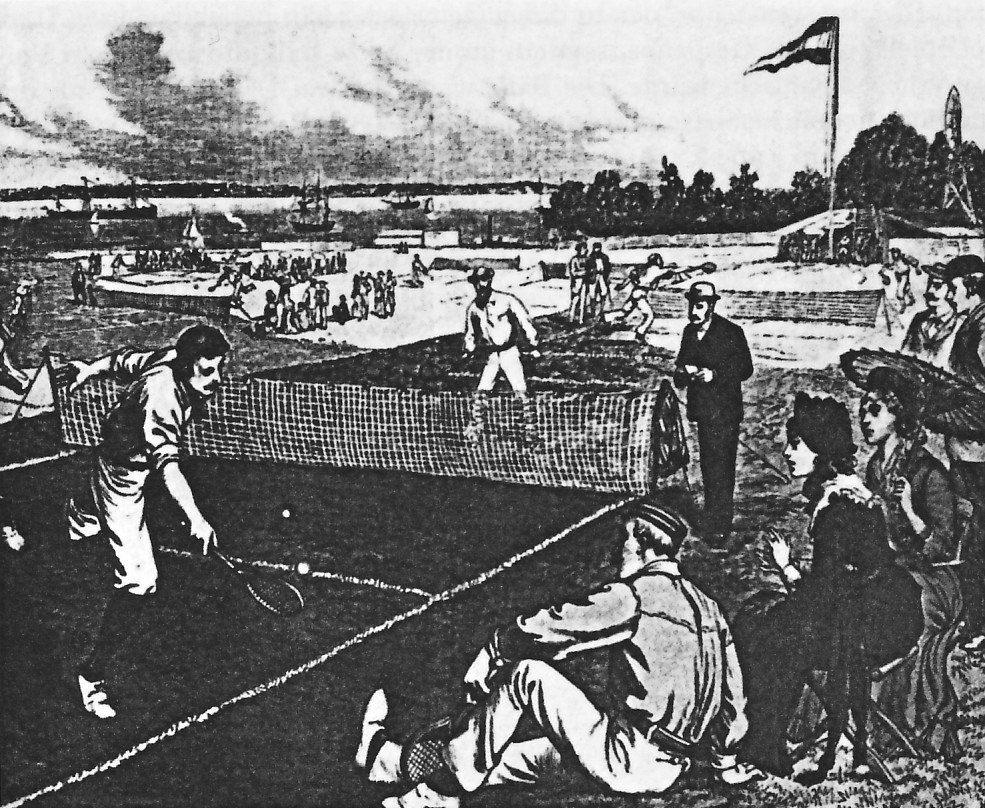
Championship of America auf Staten Island, 1880

Der spätere siebenmalige US-Meister Richard Sears berichtete, dass sein Bruder Fred schon im August 1874 eines von Wingfields Tennissets kaufte und es mit seinem Cousin James Dwight bei einem Ferienhaus in Nahant bei Boston spielte. Der Schriftstellerin Martha Summerhayes zufolge wurde Lawn Tennis im Oktober 1874 bei Camp Apache nördlich des heutigen Tucson in Arizona gespielt. Als „Mutter des amerikanischen Tennis“ wird allerdings häufig Mary Outerbridge bezeichnet. Sie lernte Lawn Tennis bei einem Besuch bei Verwandten auf Bermuda durch britische Soldaten kennen. Nach ihrer Rückkehr in die USA vermutlich im Frühjahr 1875 baute sie auf dem Gelände des Staten Island Cricket Club in New York ein Tennisfeld auf. Der Geschäftsführer des Vereins, August Emilius Outerbridge, war ihr Bruder.

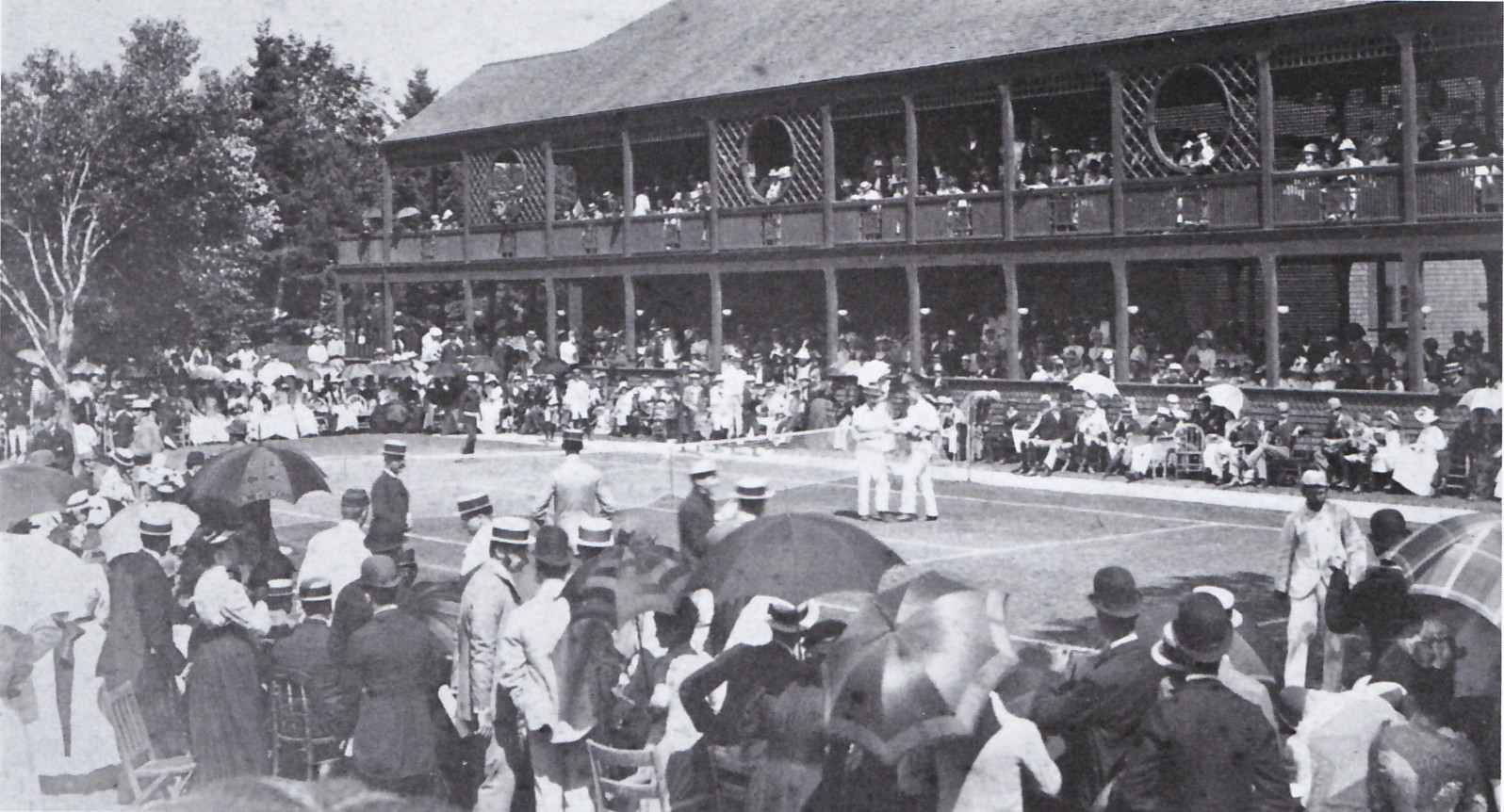
Halbfinale der US Championships 1890, Oliver Campbell gegen Bob Huntington, im Hintergrund das Newport Casino

Im September 1880 wurde dort die erste amerikanische Meisterschaft (Championship of America) ausgerichtet, die der Brite Otway Woodhouse gewann. Woodhouse hatte bereits beim Turnier in Wimbledon im selben Jahr gespielt und während einer Geschäftsreise in den USA zufällig aus der Zeitung vom Turnier erfahren. Nach dem Turnier kam es zum Streit über die Regeln (insbesondere über Größe und Gewicht des Balls) und die Forderung nach einer obersten Regelinstanz wurde laut. Als Folge wurde am 21. Mai 1881 in New York die United States National Lawn Tennis Association (USNLTA) gegründet, aus der später die United States Tennis Association (USTA) hervorging. Gleichzeitig beschloss man, die Meisterschaften jährlich Ende August im noblen Seebad Newport in Rhode Island abzuhalten. Das erste Turnier fand noch im selben Jahr im Park des Newport Casino statt und wurde von Richard Sears gewonnen. Im Gegensatz zum ersten Turnier 1880 waren allerdings bis 1885 nur amerikanische Staatsbürger teilnahmeberechtigt. Insbesondere der ab 1900 abgehaltene Davis Cup verhalf dem Tennis in Nordamerika zu einer großen Popularität. Bereits 1908 gab es deutlich über 100 Vereine, hauptsächlich an der West- und Ostküste. Ab 1887 wurden in Philadelphia auch Meisterschaften der Damen abgehalten. Bis 1901 spielte man dort wie bei den Herren über drei Gewinnsätze. 1915 verlegte man die amerikanischen Meisterschaften der Herren nach Forest Hills im New Yorker Stadtteil Queens, der Damenwettbewerb folgte 1935. Die amerikanischen Meisterschaften wurden als einziges Grand-Slam-Turnier seit ihrer Gründung durchgehend, auch während beider Weltkriege, ausgetragen.

#### Frankreich
Vermutlich brachten britische Urlauber die ersten Tennissets nach Frankreich. 1877 gründeten zehn Briten in Paris den ersten Tennisverein, den Decimal Club. In Dinard an der Kanalküste spielten britische Urlauber am Strand und gründeten 1878 einen Tennisverein. Daneben nimmt auch der Verein von Le Havre für sich in Anspruch, der älteste französische Tennisclub zu sein.

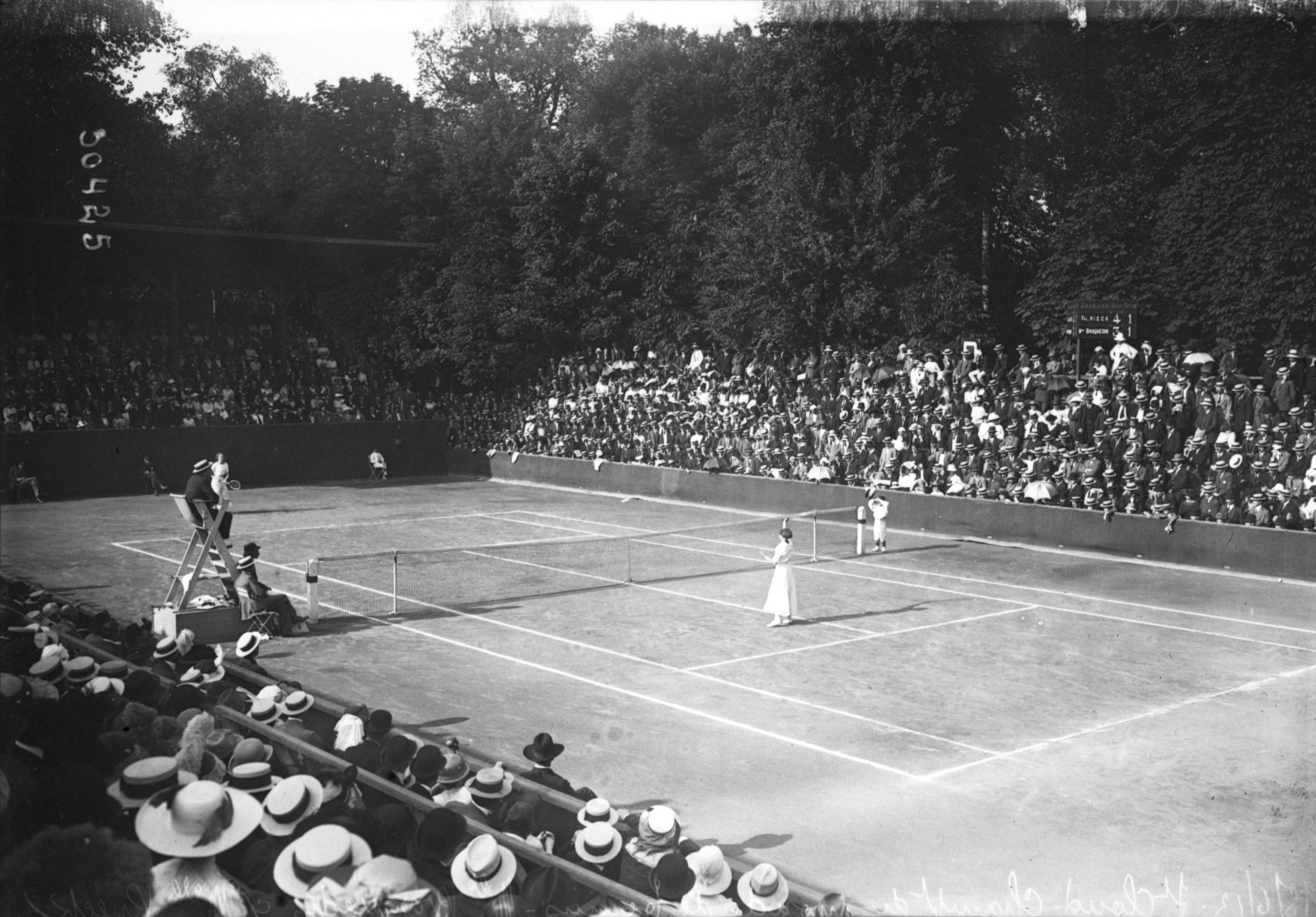
Hartplatz-Weltmeisterschaften 1913 in Paris, Damenfinale zwischen Mieken Rieck und Marguerite Broquedis

Die für die Folgezeit wichtigen Vereine bildeten sich in den 1880er Jahren in Paris. 1882 gründete in Paris eine Gruppe sportbegeisterter junger Männer den Racing Club. Die ehemaligen Schüler des Lycée Condorcet hatten sich ab 1880 regelmäßig Wettrennen im Bahnhof Saint-Lazare geliefert, die sich zeitweise zu einer kuriosen Attraktion mit Berichterstattung in diversen Boulevardmagazinen entwickelt hatten. Ab 1885 nahm der Club Lawn Tennis ins Programm, wofür die Stadt Paris ein Jahr später ein Areal im Bois de Boulogne zur Verfügung stellte. Nachdem man zunächst Rasenplätze eingerichtet hatte, wandelte man diese bald in Hartplätze um, da diese wesentlich weniger Pflege benötigten. Ein weiterer Pariser Sportverein, Stade Français, wurde 1883 gegründet. Zunächst spielten die Mitglieder ab 1889 Tennis in der Halle, bevor sie 1899 bei Saint-Cloud mehrere Tennisplätze anlegten.
Ab 1891 wurde das Championnat de France, die nationalen französischen Meisterschaften, abwechselnd auf der Anlage des Racing Club und von Stade Français ausgetragen. Der erste Sieger war der Brite H. Briggs. In den ersten Jahrzehnten war die Teilnahme an den nationalen Meisterschaften ausschließlich Mitgliedern französischer Tennisvereine vorbehalten. Mit den Hartplatz-Weltmeisterschaften fand jedoch ab 1912 in Paris ein weiteres, internationales Turnier statt. Im Zuge der Neustrukturierung der Turnierlandschaft durch die ILTF 1923 wurden beide Turniere eingestellt. Nach den Olympischen Spielen 1924 in Paris starteten im Jahr darauf die internationalen französischen Meisterschaften (heute French Open).

#### Australien
Schnell verbreitete sich Tennis auch in die damalige britische Kolonie Australien. 1880 fanden die ersten Meisterschaften von Victoria in Melbourne statt. 1904, drei Jahre nach der Unabhängigkeit Australiens vom Vereinigten Königreich, wurde in Vorbereitung auf Australiens Teilnahme am Davis Cup die Australasian Lawn Tennis Association, der Vorläufer von Tennis Australia, gegründet. 1905 fanden auf dem Warehouseman's Cricket Ground im Albert Park in Melbourne die ersten Australasian Championships statt. 1922 fügte man einen Damenwettbewerb hinzu. Ab diesem Jahr löste sich Neuseeland schrittweise aus dem gemeinsamen Verband, so dass 1926 die ersten rein australischen Meisterschaften Ende Januar, um den Nationalfeiertag Australia Day, veranstaltet wurden. Sie wurden in den folgenden Jahren in verschiedenen Städten ausgetragen, bis man sich schließlich auf Sydney und Melbourne als Austragungsorte konzentrierte.

#### Deutschland

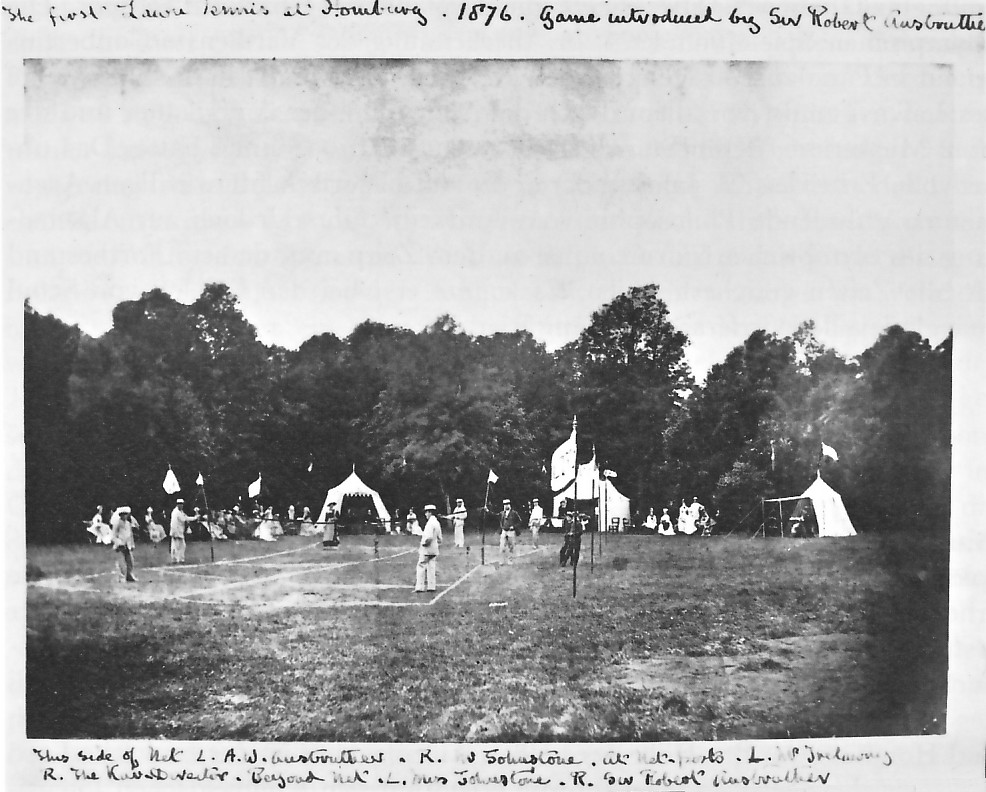
Lawn Tennis im Kurpark von Bad Homburg, 1876

Wie in Frankreich führten auch in Deutschland britische Urlauber das Lawn Tennis ein. Schon im Juli 1874 baute Viscount Petersham mit dem Kolonialbeamten Herbert Hankey ein Tennisfeld im Garten des Royal Victoria Hotel in Bad Homburg auf. In einer Notiz auf einer 1876 im Kurgarten von Bad Homburg aufgenommenen Fotografie wird dem Schotten Robert Anstruther zugeschrieben, das Tennisspiel nach Deutschland gebracht zu haben. Es handelt sich dabei um die älteste bekannte Fotografie von Tennis überhaupt.
Im Juni 1881 gründete der anglikanische Pastor Thomas Starnes White in Baden-Baden den ersten deutschen Tennisverein, den Baden-Baden Lawn Tennis Club. Ein Jahr später wurde der Verein in International Lawn Tennis Club umbenannt, was darauf hindeutet, dass man nun auch Nichtbriten in den Verein aufnahm. Neben den Tennisclubs entstanden kommerzielle „Spielplatzgesellschaften“, die Tennisplätze zur Vermietung anlegten.
Ähnlich den Spielplatzgesellschaften wurden damals auch „Eisbahnvereine“ gegründet. Diese Vereine pachteten Flächen, die sie im Winter mit Wasser fluteten, so dass man auf der entstandenen Eisfläche – für Nichtmitglieder gegen Eintrittsgeld – Schlittschuh laufen konnte. Zwei solcher Vereine, Eisbahn-Verein vor dem Dammtor (1886) und Eisbahn-Verein auf der Uhlenhorst (1888) wurden in den 1880er Jahren in Hamburg gegründet, die gemeinsam in Hamburg-Rotherbaum eine größere Wiese pachteten. Das Vorstandsmitglied Carl August von der Meden hatte bei einem langjährigen Aufenthalt in Großbritannien das Lawn Tennis kennengelernt und ließ auf dem Gelände im Sommer die ersten Tennisplätze errichten.

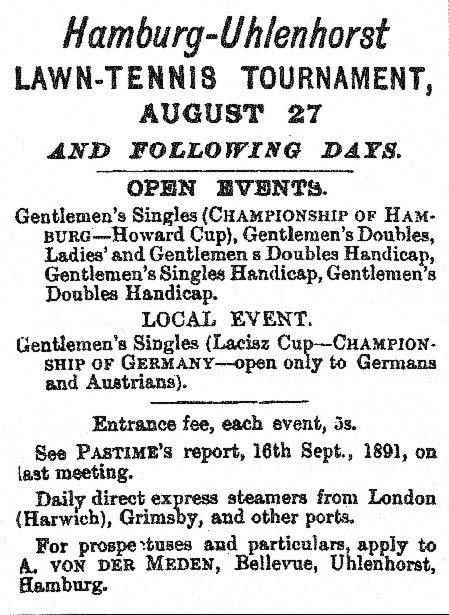
Annonce der ersten Deutschen Meisterschaften 1892 in der britischen Zeitung Pasttime

In den Jahren 1887 und 1888 fanden auf den Tennisplätzen des Eisbahn-Vereins vor dem Dammtor die ersten Turniere statt, die jedoch weitgehend unbeachtet blieben. Auf von der Medens Initiative sollten dort ab dem 27. August 1892 die erste „Meisterschaft von Deutschland“ mit Spielern aus Deutschland und Österreich veranstaltet werden. Von der Meden hatte sich vergeblich um die Teilnahme britischer Spieler bemüht. Statt auf Rasen wurde auf Basalt aus Straßenabrieb gespielt. Aufgrund eines Ausbruchs der Cholera in Hamburg sagten nun noch fast alle auswärtigen Teilnehmer bis auf einen Spieler aus Straßburg ab. Ein Finale musste mehrfach verschoben werden. Am 20. September siegte schließlich der 19-jährige Walter Bonne aus Hamburg.
Erst 1897 wurden die „Internationalen Meisterschaften von Deutschland“ – parallel zu den nationalen Meisterschaften – mit einem internationalen Teilnehmerfeld ausgetragen. Die deutlich besseren britischen Spieler dominierten nun das Turnier: Bei den Herren siegte George Hillyard, bei den Damen seine Frau Blanche Bingley. Bereits im Jahr zuvor hatte von der Meden den Damenwettbewerb für Ausländerinnen geöffnet, jedoch keine internationalen Teilnehmer für das Turnier gewinnen können und auch in diesem Jahr hielten sich die ausländischen Spieler mit Anmeldungen zurück. Charles Adolph Voigt hatte in Bad Homburg in der Zwischenzeit ein Turnier zur Blüte geführt, das im Turnierplan der ausländischen Spieler fest verankert war und dem Hamburger Turnier den Rang ablief. Der gebürtige Kalifornier hatte in mehreren europäischen Städten studiert und später im Grusonwerk in Magdeburg gearbeitet, avancierte jedoch nach der Veröffentlichung eines Tennishandbuchs auf dem europäischen Kontinent zum „Lawn-Tennis-Guru“. Ihm war es gelungen, das Bad Homburger Turnier zu einem internationalen gesellschaftlichen Ereignis zu erheben. Die ausländischen Meisterspieler lockten die europäische Adelsprominenz nach Bad Homburg, sodass die Boulevardpresse ausführlich über das Turnier berichtete. Von der Meden hatte daher zum einen mit einem neuen, wertvolleren Siegerpokal (vom Reeder Carl Laeisz gestiftet) die Attraktivität des Hamburger Turniers gesteigert. Zum anderen hatte er den Termin der deutschen Meisterschaften in den Herbst verlegt, in dem sich die ausländischen Spieler ohnehin in Deutschland aufhielten, um in Bad Homburg zu spielen.

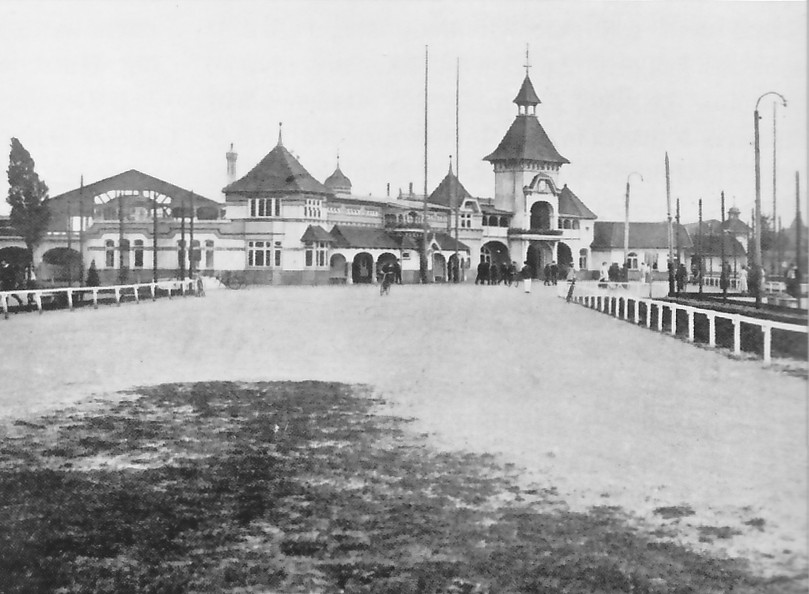
Tennisanlage am Hamburger Dammtor, 1907

Nach der ersten Austragung der internationalen Meisterschaften kam unter den deutschen Tennisspielern Kritik an einer vermeintlichen Besserbehandlung der britischen Spieler auf, die in einem anonym veröffentlichten Artikel in der Berliner Zeitschrift Sport im Bild gipfelte. Die Schmähung des „perfiden Albion“ auch im Sport entsprach dabei durchaus dem Zeitgeist, veröffentlichte der Turnlehrer Karl Planck doch im Jahr darauf ein Pamphlet gegen die „Fußlümmelei“ Fußball, die er als „englische Krankheit“ bezeichnete. Der anglophile von der Meden, ohnehin verärgert über die seiner Ansicht nach unzureichende finanzielle Unterstützung durch die Hamburger Vereine, vergab nun kurzerhand die deutschen Meisterschaften in den Folgejahren nach Bad Homburg.
Im Dezember 1901 wurde auf Initiative von Friedrich Adolf Traun, Hans Oskar Behrens und Otto Nirrnheim die Hamburger Lawn Tennis-Gilde gegründet, in der sich Vertreter der beiden Hamburger Vereine verbündeten, um die deutschen Meisterschaften zurück nach Hamburg zu holen. In der Folge fanden Gespräche zwischen Vertretern der verschiedenen Tennisvereine statt, die am 19. Mai 1902 zur Gründung des Deutschen Lawn Tennis Bunds (DLTB) im Berliner Palast-Hotel führten. Erster Präsident des Dachverbands wurde von der Meden. Die Hamburger Lawn Tennis Gilde erhielt nun das Recht zuerkannt, die nationalen Meisterschaften abzuhalten. Ab 1902 fanden die internationalen deutschen Meisterschaften wieder in Hamburg statt und es gelang, Bemühungen von Voigt zur Abwerbung der britischen Spieler zum Trotz, das Turnier gegen Bad Homburg als wichtigstes auf deutschem Boden zu etablieren. Die nationalen Meisterschaften wurden 1899 nach Heiligendamm verlegt und ab 1907 in Braunschweig ausgetragen.
Im deutschsprachigen Raum wurden zunächst die englischen Begriffe vollumfänglich verwendet. Die heute üblichen Begriffe (Vor- und Rückhand, Fuß- und Doppelfehler, Auf- und Rückschläger usw.) gehen auf Robert Freiherr von Fichard zurück, der diese im Mai 1903 in einem Referat dem Vorstand des DLTB vorstellte. 1920 strich der DLTB den Begriff Lawn aus dem Namen.

### Tennis bei den Olympischen Spielen

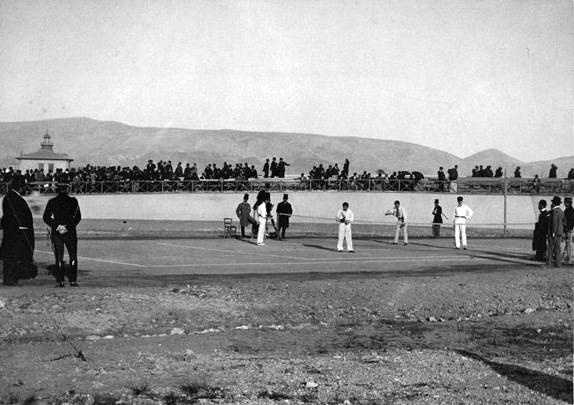
Olympische Spiele 1896, Doppelfinale der Herren

Bei den ersten Olympischen Spielen 1896 standen sowohl Jeu de Paume (in der Form des französischen Jeu de longue paume) als auch Lawn Tennis auf dem Programm. Da jedoch die bekannten Spieler aus Frankreich, Großbritannien und den USA nicht daran teilnehmen wollten, bestand das Teilnehmerfeld des Lawn Tennis überwiegend aus unbekannten Spielern aus Griechenland. Daneben wurden Sportler anderer Disziplinen wie der britische Hammerwerfer George Stuart Robertson oder der ungarische Gewichtheber Momcsilló Tapavicza rekrutiert. Nach einer weit verbreitenden Legende soll der Leichtathlet Friedrich Adolf Traun vom Iren John Pius Boland in einem Athener Geschäft beim Kauf eines Tennisschlägers zur Teilnahme am Turnier überredet worden sein. Einer anderen Erzählung zufolge soll Boland selbst, damals Student am Christ College in Oxford, von seinem Kommilitonen Thrasyvoalos Manaos von Coubertins Plänen erfahren haben und sei daraufhin in den Osterferien nach Athen gereist, um die Spiele als Zuschauer zu verfolgen. Erst dort habe ihn Manaos, nun Mitglied des Organisationskomitees, zur Teilnahme am Tennisturnier überredet. Sowohl Traun als auch Boland waren jedoch bereits turniererfahrene Tennisspieler, Traun hatte zudem schon vor der Abreise nach Athen den Wunsch geäußert, am olympischen Tennisturnier teilzunehmen. Boland gewann den Einzelwettbewerb, an der Seite von Traun auch das Doppel.
Bei den folgenden Spielen 1900 in Paris wurde auch ein Tennisturnier für Damen veranstaltet, das Charlotte Cooper gewann. 1908 in London war zum einzigen Mal Real Tennis als Wettbewerbssportart im Programm. Hier wurde wie auch bei den folgenden Spielen 1912 in Stockholm neben dem Rasenturnier auch ein Wettbewerb in der Halle ausgetragen. Im Zuge der Vorbereitung für die Olympischen Spiele 1928 wurde Tennis infolge eines Streits zwischen dem Internationalen Olympischen Komitee (IOC) und der ILTF aus dem olympischen Programm gestrichen. Das IOC warf dem ILTF vor, mit einer zunehmenden Professionalisierung unter den Tennisspielern gegen die Amateurregel zu verstoßen und lehnte es ab, einen Repräsentanten des ILTF in sein Gremium aufzunehmen. 1968 in Mexiko-Stadt und 1984 in Los Angeles noch Demonstrationssportart wurde Tennis erst bei den Spielen 1988 in Seoul mit der durch den IOC-Präsidenten Juan Antonio Samaranch vorangetriebenen Abschaffung der Amateurregel wieder eine reguläre Disziplin.

### Gründung des internationalen Dachverbands
Obwohl Großbritannien bis zum Ersten Weltkrieg die wichtigste Tennisnation war, hielt es sich bei der Bildung eines internationalen Verbandes – wie auch bei der Gründung des Fußballweltverbands FIFA 1904 – zunächst zurück. 1911 machte der in Genf lebende US-Amerikaner Duane Williams den Vorschlag, in Paris eine Weltmeisterschaft auf Sand auszutragen. Nachdem sich im November 1911 zu diesem Zweck eine internationale Organisationskommission in Paris gebildet hatte, fand im folgenden Jahr die erste Auflage der Hartplatz-Weltmeisterschaften in Paris allerdings ohne Beteiligung der britischen LTA statt. Aus dieser Kommission von Vertretern aus 13 Ländern ging der internationale Tennisverband hervor, der am 1. März 1913 unter dem Namen Fédération Internationale de Lawn Tennis (FILT) (engl. International Lawn Tennis Federation, ILTF) in Paris gegründet wurde. Der erste Vorsitzende des ILTF war der Vertreter der deutschen Delegation Hans Oskar Behrens. Zwar war es noch gelungen, den britischen Verband ins Boot zu holen, jedoch verweigerte der amerikanische Verband den Beitritt. Mit der Gründung des ITF wurde nämlich die Einführung von Weltmeisterschaften auf den drei damals üblichen Spielbelägen beschlossen: Die „Rasen-Weltmeisterschaften“ in Wimbledon, die „Hartplatz-Weltmeisterschaften“ in Paris und die „Hallenweltmeisterschaften“ in wechselnden Gastgeberstädten. Die Amerikaner wollten eine Herabstufung ihrer Meisterschaften zu einem zweitklassigen Turnier nicht hinnehmen und waren außerdem der Meinung, dass mit dem Davis Cup bereits seit 1900 eine Weltmeisterschaft existierte.
Erst 1923 konnten die USA zum Beitritt in die ILTF bewogen werden. Man hatte sich darauf geeinigt, das System der Weltmeisterschaften abzuschaffen und stattdessen die Meisterschaften von England, den USA, Australien und Frankreich in Zukunft als wichtigste Turniere (engl. major tournaments, kurz majors) zu betrachten. Dies war die Geburtsstunde der heutigen Grand-Slam-Turniere. Darüber hinaus erkannte man die Regeln der LTA als offizielles Regelwerk an. Duane Williams, der Initiator des internationalen Verbandes, erlebte dies nicht mehr: Er starb bereits im April 1912 beim Untergang der Titanic. Sein Sohn, der Tennisspieler Dick Williams, überlebte das Unglück in einem Rettungsboot.

### Davis Cup und Fed Cup

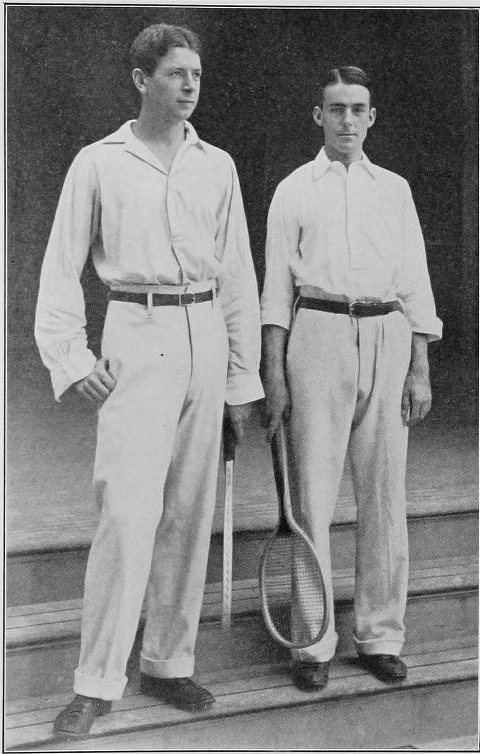
Davis (li.) und Ward, 1900

Der Davis Cup geht auf eine Gruppe von Studenten der Harvard University um Dwight Filley Davis, amerikanischer Meister im Doppel in den Jahren 1899 bis 1901, zurück. Davis unternahm 1899 zusammen mit seinem Doppelpartner Holcombe Ward und dem amerikanischen Meister im Einzel Malcolm Whitman eine Werbetournee für den Tennissport durch Nordamerika. Diese stieß auf so große Resonanz bei den Zuschauern, dass sich Davis danach an den Präsidenten der USNLTA James Dwight wandte, um nach dem Vorbild des America’s Cup ein internationales Turnier abzuhalten. Dwight beschäftigte sich selbst seit mehreren Jahren mit derselben Idee und stand in dieser Sache bereits in Kontakt mit Vertretern des britischen Verbands. Nachdem sich Davis bereit erklärte, einen Pokal im damaligen Wert von 1.000 USD zu stiften, wurde ein Wettkampf zwischen den Mannschaften der USA und Großbritannien für das folgende Jahr angesetzt. Die erste Austragung gewann das Team der USA. Ab 1902 fand das Turnier jährlich statt, ab 1904 stießen Mannschaften aus weiteren europäischen Ländern sowie Australasien (ein Gemeinschaftsteam von Australien und Neuseeland) hinzu. Nach Davis’ Tod im Jahr 1945 wurde das bis dahin als International Lawn Tennis Challenge bezeichnete Turnier in „Davis Cup“ umbenannt. Dieser Name war inoffiziell bereits früher in Gebrauch.
1923 rief die amerikanische Spielerin Hazel Hotchkiss Wightman ein ähnliches Turnier für Damen ins Leben. Der Wightman Cup erhielt jedoch im damals auf den Männersport fixierten ILTF kaum Unterstützung und blieb bis zu seiner Einstellung 1989 ein Länderwettkampf zwischen den USA und Großbritannien. Auf Initiative von Mary Hardwick griff die ILTF Anfang der 1960er Jahre die Idee eines solchen Wettbewerbs bei den Damen wieder auf und startete zu ihrem 50-jährigen Jubiläum 1963 den Federation Cup (ab 1995 offiziell Fed Cup). Den im ersten Jahr unter 16 Nationen ausgespielten Wettkampf konnte das Team der USA für sich entscheiden. Wurde das Turnier in den ersten Jahrzehnten innerhalb einer Woche am selben Austragungsort veranstaltet, führte man 1992 mit einer wachsenden Zahl an teilnehmenden Nationen über die ganze Saison verteilte Runden ein.

### Zeit bis zum Zweiten Weltkrieg – das „Golden Age“
Bis um die Jahrhundertwende 1900 hatte sich in vielen Ländern Europas ein Turnierzirkus gebildet, wobei neben Turnieren in Großbritannien vor allem die in den traditionellen Ferienorten an der Côte d’Azur (Nizza, Cannes, Monaco) von Bedeutung waren. Die Turniere wurden von britischen Spielern wie den Zwillingsbrüdern Herbert und Wilfred Baddeley (1890er Jahre) sowie Reginald und Laurence Doherty (um 1900) dominiert. Nachdem das Turnier von Wimbledon in den 1890er Jahren einen kurzzeitigen Rückgang in den Zuschauerzahlen hinnehmen musste, lud man ab 1902 Spieler vom europäischen Kontinent, aus den Kolonien und aus den USA ein. Bei den Damen siegte dort 1905 mit der Amerikanerin May Sutton zum ersten Mal eine Nichtbritin, der zwei Jahre später der Australier Norman Brookes bei den Herren nachfolgen konnte. Zwischen 1910 und 1933 wurden die britischen Spieler aus der Siegerliste der Herren in Wimbledon komplett verdrängt, wobei in der Zeit vor dem Ersten Weltkrieg neben Brookes insbesondere der Neuseeländer Anthony Wilding mehrfach erfolgreich war. Mit Otto Froitzheim und Oscar Kreuzer nahm 1913 zum ersten Mal eine deutsche Mannschaft am Davis Cup teil. Im August 1914, kurz nach Ausbruch des Ersten Weltkriegs, wurde ihr Dampfer auf der Rückfahrt vom Davis-Cup-Halbfinale in Philadelphia vor Gibraltar von einem britischen Kriegsschiff aufgebracht, so dass beide bis Kriegsende in Großbritannien inhaftiert wurden.
Nachdem während des Ersten Weltkriegs der Turnierbetrieb in Europa zum Erliegen gekommen war, erhielt Tennis in den 1920er Jahren einen Schub in der öffentlichen Wahrnehmung. Mit Suzanne Lenglen und Helen Wills bei den Damen sowie Bill Tilden, Henri Cochet und René Lacoste bei den Herren bildeten sich erste, in der Presse ausführlich besprochene Tennisberühmtheiten heraus. Dem gestiegenen Zuschauerinteresse mussten nun auch die Turniere gerecht werden. Die englischen Meisterschaften zogen 1922 auf ein neues Areal an der Church Road, dessen Center Court über etwa 10.000 Sitz- und 3.600 Stehplätze verfügte. Zwei Jahre später wurde für die amerikanischen Meisterschaften in Forest Hills ein Stadion für 14.000 Zuschauer eröffnet. 1925 öffneten sich die französischen Meisterschaften einem internationalen Teilnehmerfeld. Ab 1927 wurden die australischen Meisterschaften im neu errichteten, 13.000 Zuschauer fassenden Stadion des Kooyong Lawn Tennis Club in Melbourne ausgetragen. Nach dem Sieg der „Vier Musketiere“ im Davis Cup wurde 1928 in Paris das 10.000 Zuschauer fassende Stade Roland Garros, benannt nach einem Weltkriegsheld, eingeweiht.

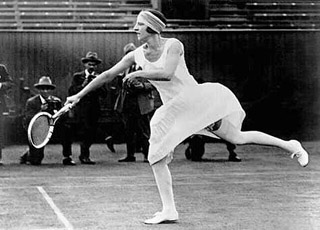
Suzanne Lenglen (vor 1923)

Suzanne Lenglen revolutionierte die Tennisbekleidung der Damen. Bereits in ihrem ersten Wimbledon-Finale 1919 trat sie mit einem einteiligen, knielangen Kleid mit kurzen Ärmeln an, das anschließend zur Mode wurde. Bei den Herren spielten ab 1930 die ersten Spieler wie Brame Hillyard und Bunny Austin beim Turnier von Wimbledon in kurzen Hosen. Im Winter 1926/27 nahm Lenglen ein Angebot des Geschäftsmanns Charles Pyle an, gegen Bezahlung zu spielen und unternahm zusammen mit Mary Kendall Browne, Vinnie Richards und weiteren amerikanischen Spielern eine vielbeachtete Tournee durch Nordamerika. Dabei wurde sie auf dem Madison Square Garden von 13.000 Fans empfangen, insgesamt soll Lenglen etwa 75.000 US-Dollar verdient haben. Nach der damals gültigen Amateurregel wurde sie anschließend von Turnieren der ILTF ausgeschlossen, so dass sie anschließend bis zu ihrem frühen Tod 1937 als Tennistrainerin arbeitete. Pyle rief nach dem Erfolg der Tournee im Jahr darauf die US Pro Championships ins Leben, bei denen insbesondere Tilden, ab 1931 ebenfalls Profi, in den 1930er Jahren häufig auftrat.
Aufgrund des bis Ende 1926 andauernden Ausschlusses des Deutschen Tennis Bunds (DTB) aus der ILTF war deutschen Spielern lange Zeit die Teilnahme an internationalen Turnieren verwehrt. 1931 gewann mit Cilly Aussem zum ersten Mal eine deutsche Spielerin das Turnier von Wimbledon. Sie schlug in einem rein deutschen Wimbledon-Finale Hilde Krahwinkel. Im April 1933 verfügte der Vorstand des DTB kurz nach der „Machtergreifung“ der Nazis in Deutschland den Ausschluss aller „nichtarischer“ Mitglieder und deren Sperrung für internationale Turniere. Jüdisch-deutsche Spitzenspieler wie Daniel Prenn oder Ilse Friedleben flüchteten ins Exil, Nelly Neppach wurde in den Selbstmord getrieben.
Ab 1937 übertrug die BBC erste Spiele der Wimbledon Championships im Fernsehen. Wichtige Spieler der 1930er Jahre waren unter anderem Bunny Austin und Fred Perry, der von 1934 bis 1936 in Wimbledon siegreich war. Don Budge gewann 1937 den ersten Grand Slam. Bei den Damen dominierten seit dem Abschied von Lenglen die Amerikanerinnen Helen Wills Moody und später Helen Jacobs das Geschehen. Die deutschen Spieler waren insbesondere bei den französischen Meisterschaften (Gottfried von Cramm 1934 und 1936, Henner Henkel 1937) erfolgreich. Von Cramm wurde 1938 unmittelbar nach seiner Rückkehr von einer Welttournee von der Gestapo verhaftet und später wegen angeblicher Homosexualität zu einem Jahr Lagerhaft verurteilt. Obwohl er nach einem halben Jahr vorzeitig entlassen wurde, konnte er nicht beim Turnier von Wimbledon teilnehmen, da ihm der DTB die notwendige Anmeldung verweigerte. Nachdem sich von Cramm direkt an den All England Club gewandt hatte, erlaubte dieser ihm, zumindest das Turnier im Queen’s Club zu spielen, das er prompt gewann.
Die Zeit bis zum Zweiten Weltkrieg wird auch als Golden Age („goldenes Zeitalter“) des Tennis bezeichnet. In den nachfolgenden Jahrzehnten wurde eine neue Stufe in Bezug auf den Grad der Professionalisierung, die Konkurrenz unter Spielern und die verwendete Technik erreicht.

### Die Amateurregel
Bereits seit den Anfangstagen des Tennis war die Teilnahme bei Turnieren und die Mitgliedschaft in Vereinen ausschließlich sogenannten „Amateuren“ vorbehalten. Diese Regelung fand später auch bei den Olympischen Spielen Anwendung und war im Tennis grundsätzlich bis 1968 gültig. Ursprünglich verband man mit dem Begriff des Amateurs die Vorstellung eines idealtypischen Sportlers, der seinen Sport nicht aus finanziellen oder sonstigen Erwägungen, sondern allein aus der Liebe zum Sport heraus betreibt. Faktisch zielte die Unterteilung jedoch darauf ab, Angehörige der unteren Schichten von Vereinen und Turnieren auszuschließen. Ein Amateur war ein Synonym für einen Gentleman, einen Angehörigen der gehobenen Mittel- und Oberschicht. Dem gegenüber stand der Professional aus einer unteren Schicht, der seinen Lebensunterhalt durch manuelle Arbeit bestreiten musste, also beispielsweise ein einfacher Handwerker oder Arbeiter. Dabei war man sich durchaus bewusst, dass der Professional den Amateur schlagen konnte, jedoch wurde ein solcher Wettkampf als „ungentlemanlike“ und damit unfair abgelehnt. War man durch seine soziale Stellung hingegen als „Amateur“ qualifiziert, so konnte man zunächst tatsächlich soviel Preisgeld verdienen, wie man wollte. 1920 führte der internationale Tennisverband ILTF eine Regelung an, die jegliche Einkünfte, oder auch allgemein die Erlangung sonstiger Vorteile, für einen Spieler in Zusammenhang mit seiner Sportart untersagte. Die Spieler konnten von nun an lediglich Ersatz für Reisekosten und Spesen bei Turnieren geltend machen und das zunächst auch nur für acht Wochen eines Jahres. Als Gewinne für Turniere durften nur Luxusgegenstände wie Schmuck oder kostbare Armbanduhren beziehungsweise Gutscheine hierfür ausgeschrieben werden. Die erste Siegerin im Einzel von Wimbledon Maud Watson erhielt so 1884 mit einem silbernen Blumenkorb im Wert von 20 Guineen einen deutlich wertvolleren Preis als ihre Nachfolgerin Maria Bueno, die sich 1960 mit einem Schmuckgutschein über 15 Pfund begnügen musste.
Die Aberkennung des Amateurstatus hatte einen vollständigen Ausschluss aus dem von der ILTF dominierten internationalen Turnierbetrieb und darüber hinaus eine Ausgrenzung aus der Tennisszene zur Folge. Spieler ohne diesen Status durften bei keinem ILTF-Turnier, darunter die prestigeträchtigen Grand-Slam-Turniere, teilnehmen. Auch war es Amateurspielern untersagt, bei Turnieren an der Seite von Profispielern anzutreten. Dies war allerdings umstritten. 1934 wurden die Regeln vom ILTF erneut diskutiert. So weigerte sich die British Lawn Tennis Association (LTA), professionelle Wettkämpfe in Großbritannien zu sanktionieren. Fred Perry wurde nach seinem Wechsel ins Profi-Lager 1935 die Ehrenmitgliedschaft im All England Club entzogen, wobei der Club auch auf die Rückgabe der in diesem Zusammenhang verliehenen Krawatte bestand. Pauline Betz beschrieb, dass sie nach ihrem Übergang zu den Berufsspielern im Jahre 1947 vom internationalen Tennisverband regelrecht kriminalisiert wurde. Der Wechsel ins Profi-Lager galt als schlimmstes Vergehen, dessen sich ein Spieler überhaupt schuldig machen konnte. Entsprechend groß war die Furcht unter den Spielern vor dem Verlust des Amateurstatus: Kathleen McKane Godfree, Wimbledon-Siegerin von 1924, tauschte den gewonnenen Schmuckgutschein gegen ein Auto ein, verheimlichte dies jedoch aus Furcht vor Sanktionen durch die ILTF bis zum Erscheinen ihrer Biografie im Jahre 1987.
War die Amateurregel bei ihrer Einführung noch mit der Vorstellung eines idealisierten Sportlers begründet, so wurde sie später häufig zu einem Spielball taktischer Erwägungen. 1912 drängte der DTB einen konkurrierenden Turnierveranstalter unter Berufung auf einen Verstoß gegen die Amateurregel aus dem Geschäft. Einmal erfolgt, war die Aberkennung des Amateurstatus grundsätzlich auf Lebenszeit gültig und bezog sich dann sogar auf alle Sportarten mit ähnlichen Regelungen (beispielsweise Golf). Bei populären Sportlern wurden allerdings häufig Ausnahmen gemacht. So veröffentlichte Bill Tilden in den 1920er Jahren regelmäßig gegen Bezahlung Tennisartikel in Zeitungen. Der amerikanische Tennisverband drohte daher mehrfach Tildens Sperrung an, zog diese jedoch immer wieder auf Druck sowohl von Tilden selbst als auch befreundeter Spieler zurück. Hans Nüsslein hingegen wurde bereits im Alter von 16 Jahren der Amateurstatus entzogen, nachdem er von seinem Verein für eine Tätigkeit als Trainer bezahlt worden war – ein Spieler aus einem Nachbarverein hatte ihn beim DTB angezeigt. Ihm blieb dadurch sein Leben lang die Teilnahme an einem Grand-Slam-Turnier verwehrt.
Trotz der schwerwiegenden Konsequenzen war es schon in den 1920er Jahren bekannt, dass viele als Amateur eingestufte Spieler zusammen mit Turnierveranstaltern gegen die Amateurregel verstießen. Der Präsident des amerikanischen Tennisverbands Western Lawn Tennis Association wies 1926 darauf hin, dass die ausbezahlten „Aufwandsentschädigungen“ solche Höhen erreicht hatten, dass viele Spieler faktisch von den Einnahmen aus ihrem Sport lebten. Nach dem Zweiten Weltkrieg und mit der zunehmenden Kommerzialisierung des Sports geriet die Regelung endgültig zur Farce. Obwohl das Spielniveau längst so hoch war, dass jeder erfolgreiche Spieler einen Großteil seiner Zeit dem Tennistraining widmen musste, arbeiteten die Spieler offiziell in Vollzeit als einfache Angestellte oder Verkäufer. Viele erhielten jedoch unter der Hand Prämien bei Turnieren oder wurden für Produktwerbung bezahlt. Pancho Gonzales stellte 1959 fest, der Unterschied zwischen Amateur und Profi lasse sich am besten unter Zuhilfenahme eines imaginären Tisches erklären: Der Profi erhalte sein Geld über der Tischplatte, der Amateur darunter. Ähnlich sarkastisch beschrieb der spätere DTB-Präsident Fritz Kütemeyer den Unterschied: „Die einen bezahlen Steuern, die anderen nicht.“ In Spielerkreisen wurde die gängige Praxis als backhand (engl. „Rückhand“) bezeichnet – ein Spieler, der illegalerweise Prämien kassierte, war ein backhander. Von diesem System profitierten in erster Linie die Turnierveranstalter und Verbände, denen der Großteil der Einnahmen zufiel. Viele Spieler waren dagegen von Geldsorgen insbesondere in der turnierfreien Zeit geplagt und standen in einem starken Abhängigkeitsverhältnis von ihren Funktionären.
Als Professional eingestufte Spieler verdienten häufig ihr Geld als Tennistrainer. Daneben wurden ab den 1920er Jahren mehrere private Turniere (wie die U.S. Pro Tennis Championships in den USA, das Wembley Championship in England oder das Championnat International de France Professionnel in Frankreich) veranstaltet, die jedoch unter sportlichen Gesichtspunkten unbedeutend blieben. Eine beständige Turnierserie existierte nicht, so dass Promoter häufig eine Gruppe von Spielern unter Vertrag nahmen, mit denen sie dann auf Tournee gingen und in verschiedenen Städten Schaukämpfe veranstalteten. Profispiele standen stets unter einem Verdacht der Manipulation, bei denen spektakuläre Ballwechsel und spannende Spielverläufe absichtlich herbeigeführt wurden, um den Unterhaltungswert zu steigern. Viele erfolgreiche Spieler wechselten gegen Ende ihrer Karriere mit mehreren Grand-Slam-Siegen im Gepäck ins Profi-Lager (so beispielsweise Bill Tilden, Suzanne Lenglen und Fred Perry, später unter anderem auch Jack Kramer und Pauline Betz), wo sie entsprechend lukrative Prämien aushandeln und ihren sportlichen Erfolg versilbern konnten.

### 1945 bis 1967 – „Shamateurism“
Nach dem Zweiten Weltkrieg waren viele Tennisplätze in Europa zerstört oder durch fehlende Pflege verfallen. Der Center Court von Wimbledon war durch mehrere Bombentreffer schwer beschädigt worden, das Areal des Pariser Stade Roland Garros von der französischen Regierung und später von der deutschen Besatzung als Gefangenenlager genutzt worden. Dennoch nahmen 1946 alle Grand-Slam-Turniere wieder den Betrieb auf. Der DTB gründete sich 1949 neu, bis Juli 1950 blieben deutsche Spieler von internationalen Turnieren ausgeschlossen.

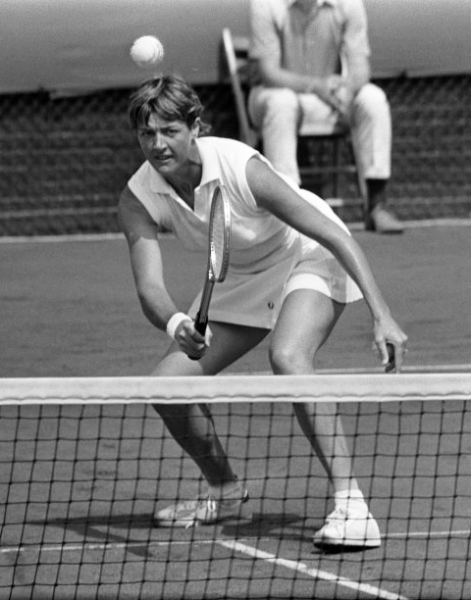
Smith Court, 1970

In den ersten Jahren der Nachkriegszeit dominierten amerikanische Spieler. Maureen Connolly gewann 1953 den ersten Grand Slam bei den Damen. Im Laufe der 1950er Jahre bildeten sich jedoch eine Reihe von australischen Spitzenspielern heraus. Im Herrenbereich konnten Spieler wie Frank Sedgman, Ken Rosewall, Ashley Cooper, Roy Emerson und Rod Laver in der Folgezeit zahlreiche Siege bei Grand-Slam-Turnieren für sich entscheiden und zwischen 1950 und 1967 15 Mal den Davis Cup gewinnen. Bei den Damen errang die Australierin Margaret Smith Court ab 1960 24 Grand-Slam-Titel im Einzel und damit mehr als jede andere Spielerin vor oder nach ihr. Mit dem Aufkommen des zivilen Luftverkehrs erhielten auch die australischen Meisterschaften durch ein zunehmend internationaler werdendes Teilnehmerfeld eine Aufwertung. Während aufgrund des langen Anreisewegs bis dahin nur vereinzelt Spieler nach Australien gereist waren, nutzten 1946 die ersten amerikanischen Spieler um Jack Kramer und Ted Schroeder das Flugzeug. Dadurch verkürzte sich die Reisedauer von etwa einem Monat mit dem Schiff auf wenige Tage.
1959 erfolgte eine Anpassung der Fußfehlerregel durch die ILTF. Während der Aufschlag bis dahin mit beiden Füßen auf dem Boden erfolgen musste, erlaubte die Regelung nun, dass sich ein Fuß in der Luft befinden durfte. Ab 1975 durfte der Aufschläger schließlich ganz abspringen, was wesentlich kraftvollere Aufschläge ermöglichte.
Die ILTF hatte 1951 die Amateurregelung dahingehend aufgeweicht, dass die Spieler nun für 210 Turniertage eines Jahres eine Aufwandsentschädigung beantragen durften. Dennoch war es ein offenes Geheimnis, dass viele „Amateur“-Spieler von ihrem Sport lebten, indem sie zum Beispiel auch Tennisunterricht gegen Bezahlung gaben. Man sprach vom „shamateurism“ (Kofferwort aus sham und amateurism, „Schein-Amateurismus“). Mit der Zeit unterschrieben die bekanntesten Spieler Profiverträge, wodurch der Amateur-Turnierzirkus erkennbar an Qualität verlor. 1957 erklärte Lew Hoad unmittelbar nach seinem Sieg in Wimbledon den Wechsel ins Profilager, ihm folgten im Jahr darauf die Spitzenspieler Ashley Cooper, Mervyn Rose und Mal Anderson. 1960 scheiterte eine Abstimmung über die Abschaffung der Amateurregel mit fünf Stimmen an der notwendigen Zweidrittelmehrheit. Rod Laver gewann 1962 als zweiter Spieler nach Don Budge einen Grand Slam und unterschrieb am Ende dieses Jahres ebenfalls einen Profivertrag. Auch bei den Damen verbreitete sich der Übertritt zu den Berufsspielern. Beispielsweise ging Althea Gibson nach mehreren Grand-Slam-Siegen Ende der 1950er Jahre zusammen mit Carol Fagoros auf Tournee.
Vor diesem Hintergrund zeichnete sich 1967 eine Änderung der Verhältnisse ab. Im Laufe des Jahres bildeten sich zwei ernstzunehmende Konkurrenten zur ILTF heraus: Zum einen das vom texanischen Ölmillionär Lamar Hunt gesponserte World Championship Tennis (WCT), das mit acht der zehn besten Spieler (den Handsome Eight bestehend aus Dennis Ralston, John Newcombe, Tony Roche, Cliff Drysdale, Earl Buchholz, Nikola Pilić, Roger Taylor und Pierre Barthès) um die Welt touren sollte; zum anderen die auf Nordamerika beschränkte National Tennis League unter der Führung des ehemaligen Davis-Cup-Kapitäns George MacCall, die neben bekannten Spielern aus dem Herrenbereich auch die besten Damen wie Billie Jean King, Ann Jones und Françoise Dürr unter Vertrag genommen hatte. Daraufhin änderte der All England Club seinen Kurs. Einen Monat nach den Wimbledon Championships 1967 veranstaltete der Verein an der Church Road ein erstes Turnier für Profis. Er konnte die BBC zur Übertragung bewegen, die mit dem Turnier das Farbfernsehen einführte. Das Turnier wurde ein großer Erfolg und verdeutlichte einem großen Publikum den Qualitätsunterschied, der mittlerweile zwischen dem Amateur- und dem Profibereich herrschte. Im Dezember bezeichnete der Vorsitzende des All England Club, Herman David, die Amateurregel unumwunden als Lebenslüge und kündigte an, dass die Wimbledon Championships im folgenden Jahr Profis ins Teilnehmerfeld aufnehmen würden. Nachdem sich im Februar 1968 der amerikanische Tennisverband USLTA dieser Meinung angeschlossen hatte, berief die ILTF im März eine Sonderversammlung ein. Als Ergebnis wurde die Beschränkung der Turniere auf Amateure weitgehend abgeschafft, der Beginn der sogenannten Open Era (engl. „offene Ära“).

### Beginn der „Open Era“

#### Frühphase
Für 1968 genehmigte die ILTF neben den drei Grand Slams neun Open Championships. Das erste Open war das mit 14.000 US-Dollar dotierte Sandplatzturnier im englischen Bournemouth im April 1968. Virginia Wade, die Siegerin im Dameneinzel, lehnte allerdings ihr Preisgeld in Höhe von 720 Dollar ab, da sie befürchtete, die ILTF würde die Abschaffung der Amateurregel wieder rückgängig machen. Die ILTF schaffte die Amateurregel zunächst nicht komplett ab, sondern führte vier Kategorien von Spielern ein: Amateure, die weiterhin kein Preisgeld annehmen durften, Tennistrainer (teaching professionals), die nur bei offenen Turnieren gegen Amateure antreten durften, daneben bei der ILTF offiziell als Profis registrierten Spieler (registered players) und schließlich die Vertragsprofis (contract professionals), die nicht Mitglieder des ILTF waren, sondern bei einem Konkurrenzveranstalter unter Vertrag standen. Diese Kategorisierung hatte insbesondere Einfluss auf die Zulassung zum Davis Cup und Federation Cup. Der amerikanische Tennisverband ließ beispielsweise weiterhin nur Amateure zu diesen Wettbewerben zu. Dadurch erhielt der Amateur Arthur Ashe, der noch am Davis Cup teilnehmen wollte, für seinen Sieg bei den US Open 1968 neben einer Medaille lediglich 20 Dollar Aufwandsentschädigung pro Turniertag, während sein unterlegener Finalgegner, der Niederländer Tom Okker die 14.000 Dollar Preisgeld zugesprochen bekam. Die US Open waren auch bei den Damen, bei denen die Siegerin Virginia Wade 6.000 Dollar erhielt, das mit Abstand höchstdotierte Grand-Slam-Turnier der ersten Profi-Saison – in Wimbledon kassierten die Sieger Rod Laver und Billie Jean King 4.800 bzw. 1.800 Dollar, bei den French Open Ken Rosewall 3.000 und Nancy Richey 1.000 Dollar.
Im Jahr darauf gab es bereits 30 offene Turniere, die insgesamt 1,4 Millionen Dollar Preisgeld ausschrieben. Rod Laver dominierte das Feld bei den Herren und gewann seinen zweiten Grand Slam nach 1962, wobei er 124.000 Dollar an Preisgeld einnahm.

#### Konsolidierung des Grand Prix, Gründung der ATP

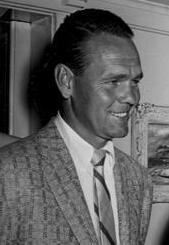
Kramer (vor 1952)

1970 führte die ILTF eine eigene Profi-Tour, den aus 19 Turnieren bestehenden „Grand Prix“ unter der Regie von Jack Kramer ein. Innovativ war hier das Preisgeldkonzept: Die Spieler erhielten für jede erreichte Runde in einem Turnier Punkte, aus deren Summe sich dann am Jahresende das ausbezahlte Einkommen errechnete. Dieses Konzept sollte einer Verflachung des bestehenden Preisgeldgefälles dienen, da bisher der Sieger einen Großteil der Dotierung erhielt und alle anderen Spieler sich mit deutlich weniger begnügen mussten. Hiermit beabsichtigte der Weltverband nicht zuletzt, dem konkurrierenden WCT den Wind aus den Segeln zu nehmen, der den Spielern mit einem attraktiven Grundgehalt und langfristigen Verträgen eine größere finanzielle Sicherheit bieten konnte. Zusammen mit dem Grand Prix wurde erstmals ein Saisonabschlussturnier, das Grand Prix Masters, eingeführt, an dem die sechs besten Spieler des Jahres teilnahmen. Die WCT, die im Mai 1970 bereits die finanziell angeschlagene NTL übernommen hatte und inzwischen über 34 Spieler verfügte, reagierte 1971 mit der Einführung einer eigenen, aus 20 Turnieren bestehenden Serie, den World Championships of Tennis (mit den WCT Finals als Saisonabschluss). So entstanden zwei separate Turnierserien, deren Spieler ausschließlich bei den Grand-Slam-Turnieren aufeinander trafen. Im Laufe des Jahres 1971 verschlechterten sich die Beziehungen zwischen der ILTF und dem WCT, als sowohl bei den French Open als auch den nachfolgenden Wimbledon Championships aufgrund der anstrengenden Saison kaum Spieler der WCT angetreten waren. Schließlich kündigte die ILTF nach den Wimbledon Championships 1971 an, alle WCT-Spieler von den Grand-Slam-Turnieren im kommenden Jahr auszuschließen. Dies hatte unter anderem zur Folge, dass der Australier John Newcombe seinen Wimbledon-Titel nicht verteidigen konnte. Die ILTF nahm den Ausschluss der WCT-Spieler im Juli 1972 wieder zurück, nachdem der USLTA-Präsident Walter Elcock angekündigt hatte, allen Spielern der WCT eine Starterlaubnis zu gewähren. In der Folgezeit gelang es beiden Parteien, sich auf einen Kompromiss zu einigen: Die Zeit zwischen den Australian Open und den French Open gehörte der WCT, in der sie mit einem von der ILTF aufgestockten Kontingent von 64 Spielern Turniere austragen konnte – die WCT-Turniere fanden ohnehin überwiegend in der Halle statt –, während der Rest des Jahres der ILTF zur Verfügung stand. 1978 wurden beide Serien unter dem Dach des Grand Prix vereinigt, wodurch dieser nun 95 Turniere umfasste. Lamar Hunt trennte 1982 nach einem Streit mit der ILTF die WCT nochmals kurzzeitig aus dem Grand Prix heraus. Er konnte jedoch außer Ivan Lendl nur wenige Spitzenspieler zum Übertritt in seine 22 Turniere umfassende Serie bewegen, so dass Hunt nach zwei Jahren aufgab und die Turniere wieder in den Grand Prix integriert wurden. Das Saisonabschlussturnier, die WCT Finals, blieb unter diesem Namen bis 1989 erhalten.
Vor dem Hintergrund der Spannungen zwischen ILTF und WCT gründeten 40 Spieler während der US Open 1972 die Association of Tennis Professionals (ATP) als Gewerkschaft, um mehr Einfluss und Mitsprache zu erlangen. Als im Folgenden März der Kroate Nikola Pilić aufgrund des Nichterscheinens bei einem Davis-Cup-Spiel von der ILTF gesperrt wurde, rief die ATP die Spieler zu einem Boykott der Wimbledon Championships 1973 auf, dem letztendlich 93 Spieler nachkamen. Im August 1973 hob die ATP die Tennisweltrangliste aus der Taufe, die in der Folgezeit in wöchentlichem Rhythmus veröffentlicht wurde und die bis dahin existierenden, nach häufig subjektiven Kriterien aufgestellten Ranglisten von Journalisten oder nationalen Tennisverbänden als Basis für Turniersetzlisten ablöste. Der erste Spieler, der die Weltrangliste anführte, war der Rumäne Ilie Năstase. Ab 1974 wurde der Grand Prix von einem Gremium aus Vertretern des ILTF, der ATP und der Turnierveranstalter geleitet, dem sogenannten Men's International Professional Tennis Council (MIPTC).

#### Gründung der WTA-Tour
Bei den Damen konnte die dominierende Australierin Margaret Smith Court 1970 ihren Grand Slam gewinnen. Viele Spielerinnen waren aufgrund des deutlich niedrigeren Preisgelds im Vergleich zu den Herren unzufrieden. Die Dotierung bei den Damen betrug im Durchschnitt ein Viertel, bei manchen Turnieren wie in Rom oder Los Angeles nur ein Achtel des Herrenbetrags. Im September 1970 erklärte daher eine Gruppe von neun Spielerinnen unter der Führung von Billie Jean King, dass sie statt am folgenden Turnier von Los Angeles an einem eigenen, von der Tennisspielerin und Unternehmerin Gladys Heldman auf die Beine gestellten Turnier in Houston teilnehmen würden. Nachdem der Leiter des Grand Prix Jack Kramer sich bezüglich einer Angleichung des Preisgelds zu keinen Zugeständnissen bereit gezeigt hatte, war es Heldman gelungen, mit dem Tabakkonzern Phillip Morris einen potenten Geldgeber für ein eigenes Turnier zu gewinnen. Phillip Morris hatte wenige Jahre zuvor eine neue Zigarettenmarke für Frauen – Virginia Slims – auf den Markt gebracht und eine großangelegte, auf Selbstbewusstsein, Sportlichkeit und Emanzipation abhebende Werbekampagne gestartet. Da Damentennis hierzu passte, erklärte sich der Konzern bereit, das mit 7.500 Dollar Preisgeld dotierte Turnier zu finanzieren. Die USLTA sperrte die Teilnehmerinnen des Virginia Slims Tournament umgehend, nahm diese jedoch im Folgenden Frühjahr wieder zurück.
Nachdem das Turnier von Houston zum Erfolg geworden war, gelang es Heldman im Folgenden Jahr, eine aus 14 Turnieren bestehende Serie mit einem Preisgeld von insgesamt 309.000 Dollar zusammenzustellen, den Virginia Slims Circuit. Der amerikanische Tennisverband ging daraufhin auf Heldman zu und stellte sie als Beauftragte für eine gemeinsame Damentennis-Tour ein. Schon im September 1971 trennte sich Heldman jedoch wieder im Streit von der USLTA und gründete die kurzlebige Women’s International Tennis Federation (WITF). Im Winter und Frühling 1973 hielten die ILTF und die WITF getrennte Damentouren ab. Als Heldman anschließend eine Kartellrechtsklage gegen die USLTA verlor, bedeutete dies auch das Ende der WITF. Die USLTA einigte sich mit Phillip Morris auf eine gemeinsame Damentour. Die ehemaligen WITF-Spielerinnen gründeten während der Wimbledon Championships 1973 die Women’s Tennis Association (WTA) mit Billie Jean King als erste Präsidentin. Die WTA organisierte ab 1974 zusammen mit der USLTA die neue Damentour, die WTA Tour. Seit 1975 gibt die WTA eine wöchentliche Weltrangliste für Damen heraus. 1984 gewann mit Martina Navrátilová zum ersten Mal eine Frau mehr Preisgeld in einem Jahr als der erfolgreichste Spieler bei den Herren John McEnroe (2,17 gegenüber 2,02 Millionen Dollar).

#### Weitere Entwicklungen

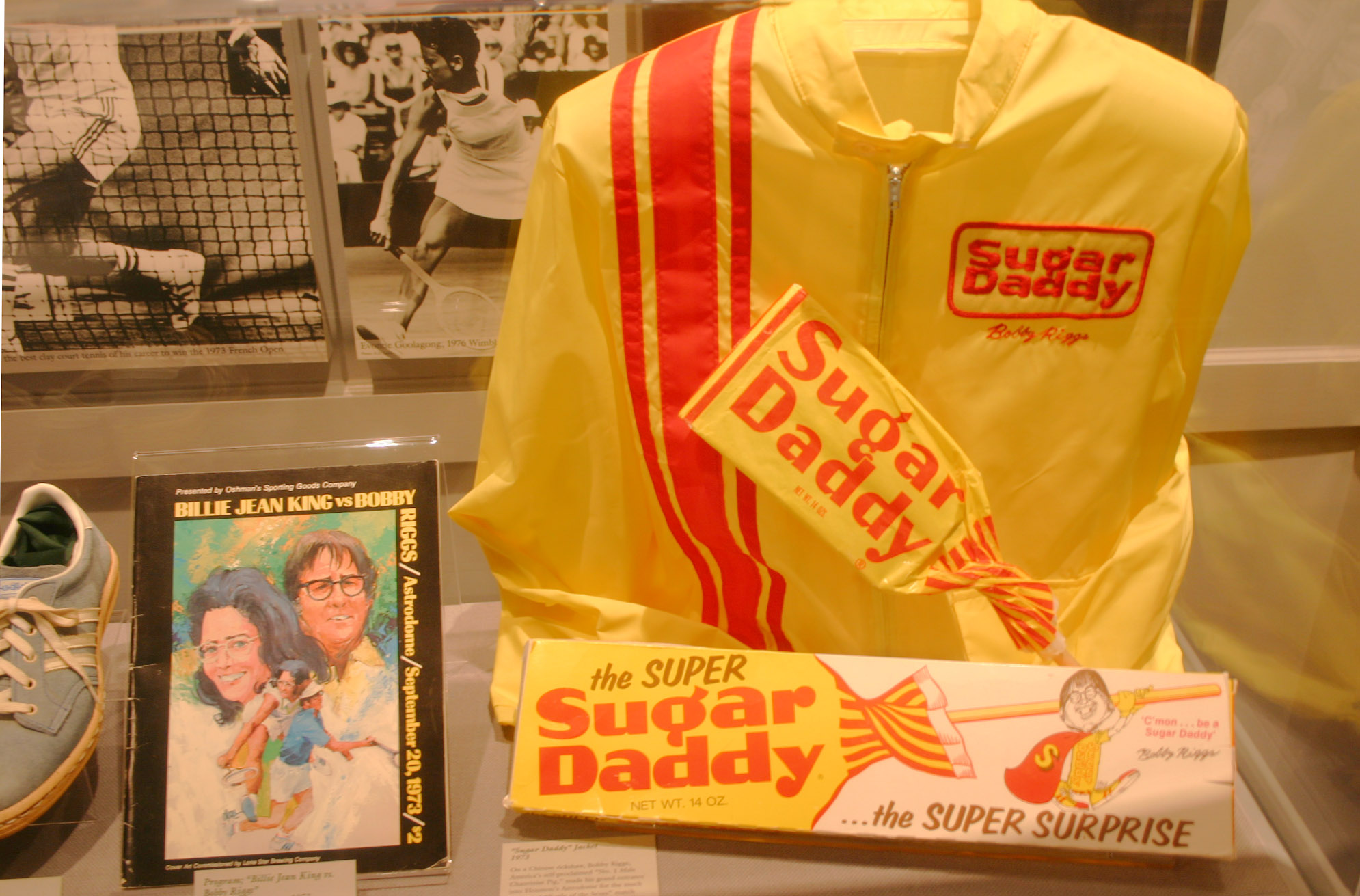
Outfit des „Sugar-Daddys“ Riggs in seinem Show-Match gegen King im September 1973

Mit der Professionalisierung entwickelte sich Tennis in den 1970er Jahren von einem weitgehend elitären Freizeitvergnügen zu einem Breitensport. Der DTB steigerte seine Mitgliederzahl zwischen 1971 und 1981 von etwa 350.000 auf 1,4 Millionen. Tennisspiele wurden zunehmend im Fernsehen übertragen. Der Schaukampf zwischen Billie Jean King und Bobby Riggs am 20. September 1973 fand vor einer Rekordkulisse von 30.472 Zuschauern im Astrodome von Houston statt und lockte weitere gut 50 Millionen Amerikaner vor die Fernsehgeräte. Geschickt wurde dabei eine damals hitzig geführte gesellschaftliche Debatte – die Emanzipation von Frauen – aufgegriffen und auf den Tennisplatz übertragen. Das zum Battle of the Sexes („Kampf der Geschlechter“) hochstilisierte Match zwischen dem 55-jährigen selbsterklärten „König aller Chauvinisten“ Riggs und der 29-jährigen King, als Vorkämpferin für die Rechte von Frauen bekannt, traf den Geist der Zeit und füllte die Titelseiten in den USA und darüber hinaus. Im Laufe der 1970er Jahre ersetzte man die damals vorherrschenden weißen Bälle weitgehend durch neongelbe, die auf Fernsehbildschirmen besser zu erkennen waren. Des Weiteren kam man den TV-Sendern durch die Einführung des Tie-Breaks entgegen, der die Zeitdauer eines Spiels besser planbar machte. Während man diesen zunächst je nach Turnier bei unterschiedlichen Spielständen ausspielte – in Wimbledon beispielsweise bei einem Stand von 8:8 –, führte man 1979 die bis heute gültige einheitliche Regelung ein.
Durch die erhöhte Nachfrage gingen immer mehr Hersteller dazu über, Tennisartikel in ihre Produktpalette aufzunehmen. Der Aufbau der Tennisschläger, der seit den Anfangstagen des Lawn Tennis praktisch gleich geblieben war, unterlief nun großen Veränderungen. 1967 brachte Wilson mit dem T-2000 einen ersten Schläger heraus, dessen Rahmen aus Metall statt aus Holz bestand. 1976 entwickelte Howard Head, Gründer des gleichnamigen Sportartikelherstellers, den ersten „Jumbo“-Schläger mit einem großflächigen Schlägerkopf, der insbesondere Anfängern das Spiel erleichterte. Erst 1975 führte die ILTF erste Regularien zu Form und Beschaffenheit der Schläger ein. Im Zuge einer Aufregung um den „Spaghetti-Schläger“ – einer Art zweifacher Besaitung, die Schläge mit starkem Spin erlaubte – wurde 1977 auch die zulässige Bespannung genauer definiert. Als Material für den Rahmen setzte sich schließlich kohlenstofffaserverstärkter Kunststoff durch, der eine verbesserte Steifigkeit bei geringem Gewicht aufweist. Der letzte Spieler, der die Wimbledon Championships mit einem Holzschläger gewann, war John McEnroe im Jahr 1981.
Anstelle des Rasens kamen nun neue, pflegeleichte Bodenbeläge aus Gummi- und Asphaltmischungen zum Einsatz. Die meisten Tennisverbände strichen den Begriff „Lawn“ aus ihrem Namen und so wurde die ILTF 1977 zur International Tennis Federation. 1978 zogen die US Open von Forest Hills in einen neu errichteten Tenniskomplex im Flushing-Meadows-Park. Statt auf Rasen wurde dort von nun an auf modernem Hartplatz-Belag gespielt. Der erste Center Court, das Louis Armstrong Stadium, bot 18.000 Zuschauern Platz, das zweitgrößte Stadion, der Grandstand, verfügte über 6.000 Plätze.
Mit dem Beginn der Open Era gerieten die australischen Meisterschaften zunächst wieder ins Hintertreffen. Noch bis in die 1980er Jahre hinein schreckte der lange Anreiseweg viele Spitzenspieler aus Europa und Amerika von einer Teilnahme ab. Hinzu kam nun, dass viele Spieler es vorzogen, in Europa oder Amerika an Turnieren mit einem vergleichsweise hohen Preisgeld teilzunehmen, während die Australian Open nur durchschnittlich dotiert waren. Bis 1974 waren die Australian Open auch nicht Teil des Grand Prix. Um dem Bedeutungsverlust entgegenzuwirken, entschied man sich 1972 den Austragungsort auf den Kooyong Lawn Tennis Club in Melbourne festzulegen. Mit einer Verlegung des Turnierzeitraums in die Weihnachtsferien (Ende Dezember bis Anfang Januar) ab 1977 kam man zwar Zuschauern und Sponsoren entgegen, verprellte allerdings weitere Spieler. Zwischenzeitlich stand eine Aberkennung des Grand-Slam-Status zugunsten aufstrebender Turniere in Japan oder Deutschland im Raum. Schließlich entschloss man sich 1983, nach dem Vorbild der US Open in eine neue, große Tennisanlage mit einem Hartplatz-Belag zu investieren, um damit größere Zuschauer- und Teilnehmerzahlen zu ermöglichen. Mit der Eröffnung des Melbourne Park und der Rückkehr zum Zeitraum von Mitte bis Ende Januar gelang 1988 die Trendwende und die Australian Open konnten ihre Stellung als viertes Grand-Slam-Turnier behaupten.

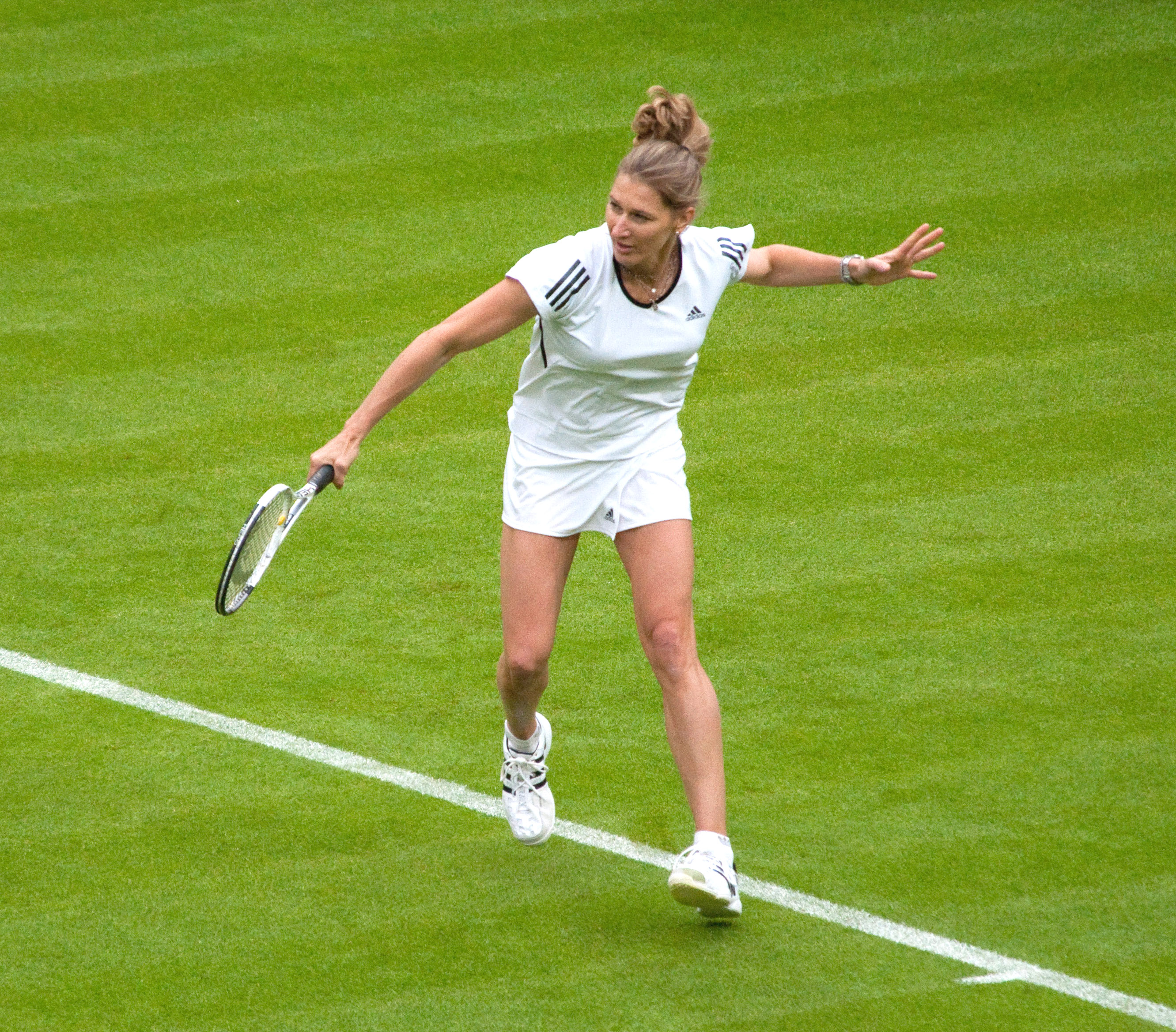
Graf, 2009

In sportlicher Hinsicht war in den 1970er Jahren bei den Damen neben King die Amerikanerin Chris Evert erfolgreich. Gegen Ende der 1970er Jahre stieß Martina Navrátilová in die Weltspitze vor, die als erste im Damenbereich die Bedeutung von Kraft- und Konditionstraining erkannte und bis zum Aufkommen von Steffi Graf gemeinsam mit Evert das Damentennis beherrschte. Bei den Herren waren die 1970er Jahre vom Duell zwischen Jimmy Connors und Björn Borg geprägt. Ab Anfang der 1980er Jahre kamen die Spieler Mats Wilander, Ivan Lendl, Stefan Edberg und John McEnroe hinzu. Das deutsche Tennis erlebte mit den Erfolgen von Boris Becker und Steffi Graf ab Mitte der 1980er Jahre eine ungekannte Hochphase. Becker gewann 1985 völlig überraschend als erster Deutscher das Turnier von Wimbledon und führte die deutsche Mannschaft 1988 und 1989 zu Siegen im Davis Cup. Graf gewann 1988 als bislang einzige Spielerin alle vier Grand-Slam-Turniere und das olympische Tennisturnier in Seoul – ein Erfolg, der als Golden Slam bezeichnet wird. Sie dominierte das Damentennis bis in die 1990er Jahre hinein.
1988 erklärten Vertreter der ATP unter der Führung von Hamilton Jordan nach einem Streit mit den Verantwortlichen des ITF während der US Open, dass sie in Zukunft eine neue Herren-Turnierserie organisieren würden. Umgehend schlossen sich 85 der 100 besten Spieler der ATP an, so dass schließlich 1990 der MIPTC aufgelöst und durch ein Gremium bestehend aus Vertretern der ATP und der Turnierveranstalter ersetzt wurde. Aus dem Grand Prix ging die ATP Tour hervor, die im ersten Jahr aus 75 Turnieren sowie einem Saisonabschlussturnier, der sogenannten ATP-Weltmeisterschaft, bestand.

### Seit 1990
Seit 1990 konnten ATP und WTA ihre Vormachtstellung im internationalen Profitennis festigen beziehungsweise ausbauen. Auf den Verlust der Herren-Profitour reagierte die ITF 1990 mit der Einrichtung eines konkurrierenden Saisonabschlussturniers, dem Grand Slam Cup. Dieser Wettbewerb, dessen Teilnahme ausschließlich an die Leistungen der einzelnen Spieler in den vier Grand-Slam-Turnieren geknüpft war, bot ein ungewöhnlich hohes Siegerpreisgeld, im ersten Jahr bereits 2 Millionen US-Dollar. In den Jahren 1998 und 1999 wurde er auch für Damen veranstaltet. Die ITF kündigte Ende Juli 1995 sogar an, an einer Turnierserie unter der Finanzierung von Rupert Murdoch zu arbeiten, zog diese Ankündigung jedoch binnen weniger Tage wieder zurück. Im Jahr 2000 einigten sich ITF und ATP schließlich auf die Abhaltung eines gemeinsamen Saisonabschlussturniers, den Tennis Masters Cup. Gleichzeitig führte man Pflichtturniere (engl. mandatory events) ein, an denen die besten Spieler teilnehmen mussten. Dieses Konzept wurde 2009 auch von der WTA übernommen. Seit 2009 wird das Saisonabschlussturnier der Herren unter alleiniger Aufsicht der ATP unter der Bezeichnung ATP World Tour Finals ausgetragen.
Die ITF konnte die überragende Stellung der Grand-Slam-Turniere unter anderem durch eine deutliche Erhöhung des Preisgelds ab 1990 behaupten. Der Davis Cup geriet hingegen vor allem von Spielerseite in die Kritik, da er sich über die gesamte Saison hinweg zieht, schlecht planbar ist und daher die einzelnen Runden häufig mit dem übrigen Turnierkalender der Spieler kollidieren. 1975 hatte die ATP bereits einen ersten erfolglosen Versuch unternommen, den Davis Cup durch ein zweiwöchiges Turnier am gleichen Austragungsort zu ersetzen, den Nations Cup. Spieler wie Pete Sampras forderten, den Wettkampf nur alle zwei Jahre abzuhalten.
1996 ermöglichte die Einführung des elektronischen Systems Trinity, das bei einer Netzberührung einen Pfeifton auslöst, die Abschaffung der bis dahin üblichen Netzrichter. Seit 2006 kommt mit dem Hawk-Eye ein weiteres elektronisches Hilfsmittel zur Anwendung, das feststellt, ob der Ball ins Feld gespielt wurde. Das erste Turnier mit dem Hawk-Eye waren die Miami Masters. Das System wurde anschließend bei allen Turnieren der ATP Tour und der WTA Tour eingeführt und wird inzwischen auch bei den Grand-Slam-Turnieren eingesetzt, wobei es sich von einem reinen Hilfsmittel für Spieler und Schiedsrichter zu einem eigenen Spannungselement für die Zuschauer entwickelt hat.

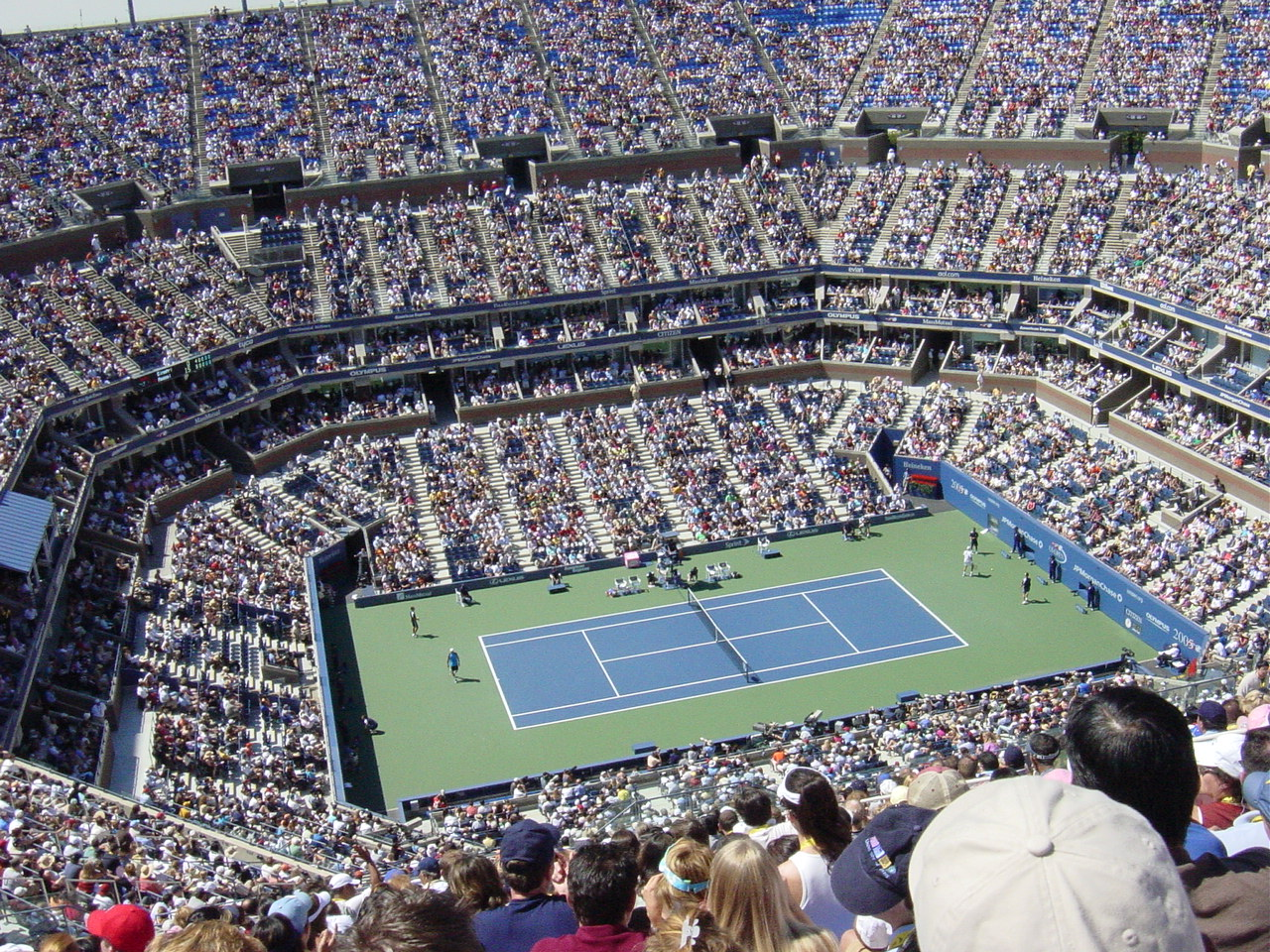
Center Court der US Open, 2005

1997 wurde bei den US Open das größte Tennisstadion der Welt, das 23.000 Zuschauer fassenden Arthur Ashe Stadium, eingeweiht. Kritiker bemängelten die zwei VIP-Ebenen sowie die ungeheure, für Tennis ungeeignete Größe. Bei zwei der vier Grand-Slam-Turniere wurde der Center Court mit einem bei Bedarf ausziehbaren Dach ausgerüstet, um auch bei schlechtem Wetter den Spielbetrieb fortsetzen zu können. Bei den Australian Open hatte man dieses schon 1988 bei dem Bau des Melbourne Park errichtet – unter anderem auch, um die Spieler vor extremer Hitze zu schützen –, die Wimbledon Championships zogen 2009 nach. Dabei kam man insbesondere den Wünschen von Fernsehsendern nach fest einplanbaren Spielzeiten entgegen. 2016 wurde auch für das Arthur Ashe Stadium der US Open ein ausfahrbares Dach errichtet.
Bei den Herren konnten in den 1990er Jahren insbesondere die Amerikaner Pete Sampras, Andre Agassi und Jim Courier Erfolge feiern. Die Spitze bei den Damen bildeten neben Graf die Spielerinnen Monica Seles, Arantxa Sánchez Vicario und Martina Hingis. Um die Jahrtausendwende setzten die Schwestern Venus und Serena Williams im Damentennis neue Standards in Bezug auf Kraft und Kondition. Harte Aufschläge und kraftvolle Grundlinienschläge sind seitdem auch im Damenbereich die Basis einer erfolgreichen Spielweise. Neben den Williams-Schwestern, die bei Grand-Slam-Turnieren bis 2018 insgesamt 30 Einzel- und 14 Doppeltitel errangen, waren im ersten Jahrzehnt des neuen Jahrhunderts die Belgierinnen Justine Henin und Kim Clijsters sowie die Russin Swetlana Kusnezowa erfolgreich. Derzeit konkurrieren einige Spielerinnen aus verschiedenen Ländern um die Weltspitze. Im Herrentennis stieg 2004 Roger Federer zum beinahe unangefochtenen Herrscher auf. Er gewann bis 2018 mit 20 Grand-Slam-Titeln mehr als jeder andere Spieler zuvor und wird vielfach als „bester Spieler aller Zeiten“ bezeichnet. Sein Dauerrivale Rafael Nadal, ursprünglich ein Spezialist für Sandplätze, setzte sich 2008 bei Grand-Slam-Turnieren auch auf Hartplatz und Rasen im Finale gegen Federer durch, 2008 konnten sich daneben der Serbe Novak Đoković und der Schotte Andy Murray fest in der Weltspitze etablieren. Die beiden bilden mit Federer und Nadal das als Big Four („Große Vier“) bezeichnete Quartett der stärksten Spieler. Zwischen 2003 und 2023 konnten Federer, Nadal und Đoković insgesamt 66 Grand-Slam-Turniere im Einzel gewinnen, dabei ist Đoković mit 24 Titeln Rekordhalter.

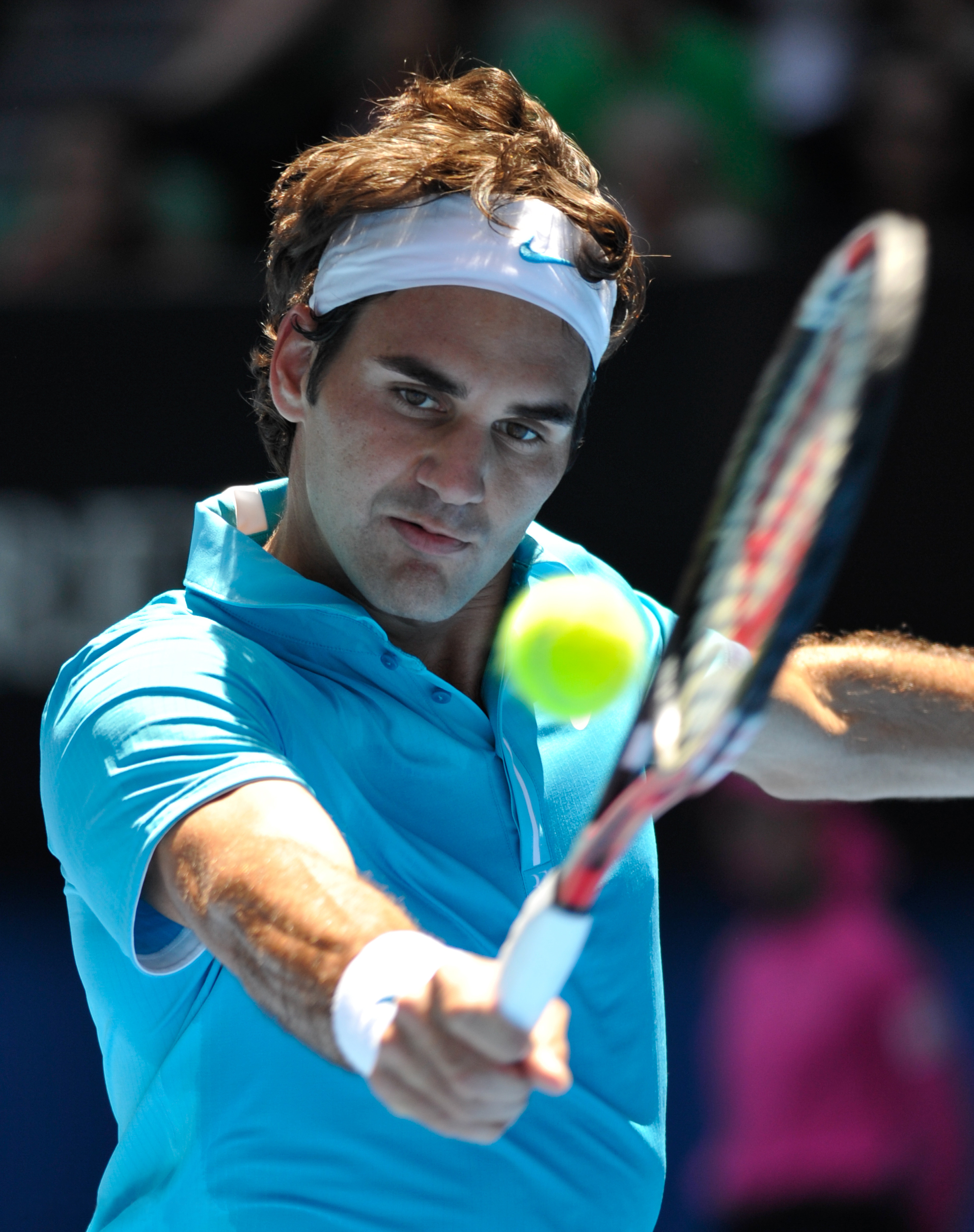
Federer, 2010

Um die Attraktivität von Doppel- und Mixed-Spielen zu erhöhen, führte man 2006 eine neue Zählweise in diesen Wettbewerben ein. Bei einem Spielstand von 40:40 wird nun direkt ein „Entscheidungspunkt“ (engl. deciding point) ausgespielt. Des Weiteren wird bei Satzgleichstand der Sieger anstelle über einen dritten Satz mit dem sich über zehn Punkte erstreckenden Match-Tie-Break ermittelt.
Seit dem Beginn der Open Era hat sich das Profitennis zu einem weltweiten Milliardengeschäft entwickelt. Das gesamte Preisgeld der Wimbledon Championships, das 1968 noch 78.000 US-Dollar betrug, stieg bis 2005 auf 17,5 Millionen Dollar. Ein ATP-Masters-Turnier kostet den Turnierveranstalter Ion Țiriac zufolge etwa 10–15 Millionen Dollar und erzielt daraus einen Gewinn von 20–30 %. Die Grand-Slam-Turniere veröffentlichen keine Geschäftszahlen. Țiriac schätzt den Umsatz eines solchen Turniers auf etwa 400 Millionen US-Dollar. Spitzenspieler gehören zu den Sportlern mit dem höchsten Verdienst, wobei Einnahmen aus Sponsoring- und Werbeverträgen das gewonnene Preisgeld um ein Vielfaches übersteigen. So verdiente Roger Federer dem Forbes Magazine zufolge 2012 neben einem Preisgeld von 9,3 Millionen US-Dollar weitere 45 Millionen Dollar aus Werbeverträgen; damit belegte er auf der Liste der bestverdienenden Sportler der Welt Rang 5. Unter den Sportlerinnen sind Tennisspielerinnen diejenigen mit dem höchsten Einkommen. Die Forbes-Liste der bestbezahlten Sportlerinnen wird seit ihrer Einführung 1990 von Tennisspielerinnen angeführt. Verdiente Steffi Graf 1990 noch insgesamt 6,1 Millionen Dollar bei einem Preisgeld von 1,3 Millionen, so kam Marija Scharapowa 2012 auf ein Jahreseinkommen von 27,1 Millionen Dollar (davon 5,1 Millionen Dollar Preisgeld). 2011 waren unter den zehn bestbezahlten Sportlerinnen der Welt sieben Tennisspielerinnen mit einem Einkommen zwischen 6 und 25 Millionen Dollar.
Im Profi-Damentennis ist in den letzten Jahren eine deutliche Ausrichtung auf neue Märkte in China und Südostasien erkennbar. Seit 2009 sind die China Open Teil der höchsten Turnierkategorie der WTA (Premier Mandatory). 2012 wurde die WTA Challenger Series ins Leben gerufen, deren Turnierorte sich überwiegend in dieser Region befinden. Unterstützt wurde der Trend durch die Erfolge von Li Na, die 2011 als erste Asiatin ein Grand-Slam-Turnier gewann. Von 2014 bis 2018 fand das Saisonabschlussturnier der WTA in Singapur statt.

## Ursprung der Zählweise
Die Zählweise des heutigen Tennis stammt ursprünglich aus dem Jeu de Paume. Dort wurde bereits um 1415 der Spielstand in 15er-Schritten gezählt. Zum Gewinn eines Spiels musste man, wie noch heute, vier Punkte erzielen, was dem Spielstand 60 entsprach. Bereits Mitte des 16. Jahrhunderts war der Grund für diese Zählweise in Vergessenheit geraten und bildete Nährboden für verschiedenste Spekulationen. Unter anderem soll die Zählweise vom Zifferblatt einer Uhr herrühren. Einer anderen Theorie zufolge soll die Zählweise auf damals übliche Wettbeträge zurückgehen. Mehrere Münzen im mittelalterlichen Frankreich (z. B. der gros denier tournois) waren in 15 Sous unterteilt. Die Zahl 60 bildet im Französischen eine Zählgrenze (70, 80 und 90 werden durch Kombinationen kleinerer Zahlen ausgedrückt), was darauf hindeutet, dass der größte Teil der Bevölkerung damals nur bis 60 rechnen konnte. Des Weiteren ist von mehreren Städten im Mittelalter (u. a. Nürnberg und München) bekannt, dass dort ein Wetteinsatz eines Bürgers pro Tag 60 Pfennige nicht überschreiten durfte.
Bereits aus dem 15. Jahrhundert ist auch bekannt, dass bei einem Spielstand von 45:45 diejenige Mannschaft das Spiel gewann, die zwei Schassen hintereinander für sich entscheiden konnte. Sobald eine Mannschaft die erste Schasse gewonnen hatte, musste sie laut „Vorteil“ (frz. avantage, daraus engl. advantage) rufen, der Ursprung des gleichnamigen Spielstands. Im Laufe der Zeit wurde vermutlich 45 zu 40 vereinfacht, wodurch die Spielstände im Französischen kurzen Wörtern (quinze – trente – quarante) entsprachen. Das im englischen Sprachraum verwendete Deuce für Einstand ist eine Verballhornung des französischen „à deux (points) du jeu“ („noch zwei Punkte zum Spiel“).
Ein weiterer im angelsächsischen Raum verbreiteter Begriff – „love“ für 0 beim Spielstand – wird häufig ebenfalls auf die französische Sprache zurückgeführt: angeblich soll der Ursprung „l'œuf“ (das Ei) sein, aufgrund der Tatsache, dass die Ziffer Null einem Ei ähnelt. Allerdings wurden die Laute bei ähnlichen aus dem Französischen stammenden Wörtern in anderer Form in die englische Sprache übernommen; aus dem französischen „bœuf“ wurde beispielsweise das englische „beef“. Auch wurden für den Spielstand damals keine Anzeigetafeln verwendet, was eine solche Anspielung nahelegen würde. Vor allem aber gibt es keinen Beleg, dass die Bezeichnung „l'œuf“ in Frankreich beim Tennis Verwendung fand. Eine andere Theorie sieht auch hier damals übliche Geldwetten als Ursprung. So gibt es im Englischen die Redewendung, etwas „neither for love, nor for money“ („weder aus reiner (Nächsten-)Liebe noch für Geld“) zu tun, die bereits seit dem Jahr 971 belegt ist. Der Begriff „love“ ist noch heute im Englischen gleichbedeutend mit „umsonst“. Ein Punkte sammelnder Spieler spielte demnach „for money“, sein unterlegener Gegner „for love“. Eine dritte These leitet „love“ vom niederländischen „lof“ (Ehre) ab. „Omme lof“, um die Ehre spielen, war im 16. Jahrhundert in den Niederlanden neben Geld- und Pfandeinsätzen ein akzeptierter Spielanlass. Zudem wurden die Ausdrücke anderer Spiele (unter anderem auch vom Backgammon) vom Englischen aus dem Niederländischen übernommen. Auch das englische set („Satz“) ist niederländischen Ursprungs.